# Greifswald

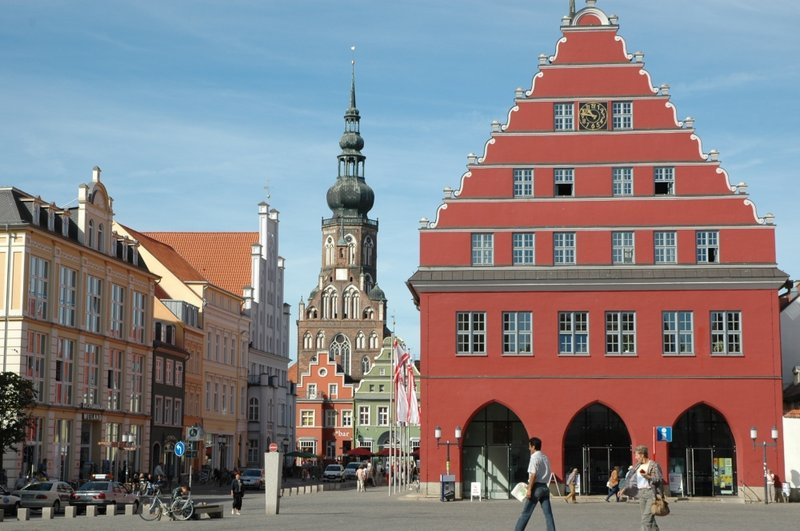
Markt mit Rathaus – Im Hintergrund der Dom St. Nikolai, eines der Wahrzeichen von Greifswald

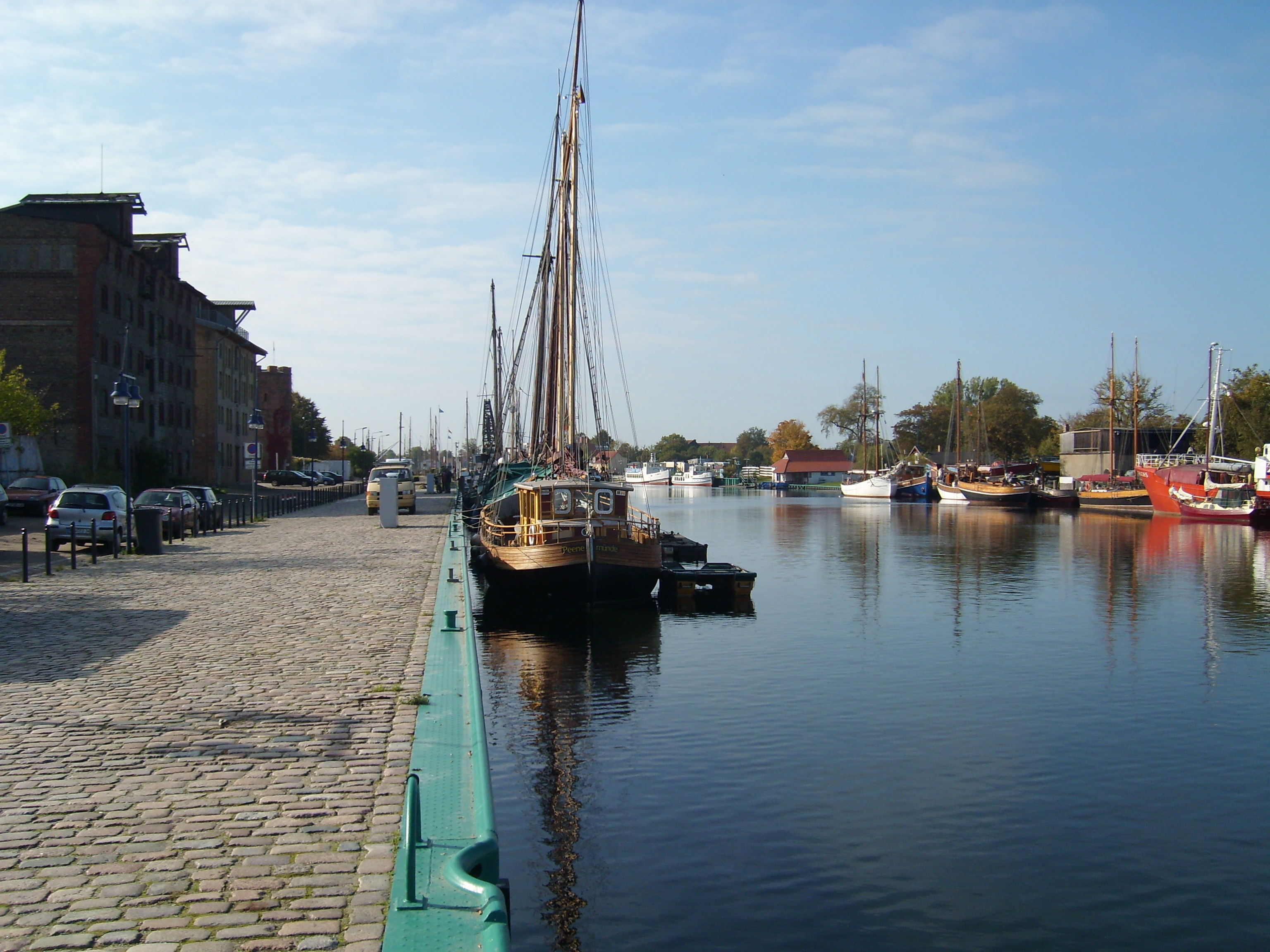
Museumshafen am Ryck

Greifswald (niederdeutsch Griepswold) ist die Kreisstadt des Landkreises Vorpommern-Greifswald im Nordosten von Mecklenburg-Vorpommern. Die Universitäts- und Hansestadt liegt an dem in die Ostsee mündenden Fluss Ryck am Greifswalder Bodden zwischen den Inseln Rügen und Usedom.
Am 14. Mai 1250 wurde Greifswald das Lübische Stadtrecht verliehen. Die 1456 gegründete Universität Greifswald mit rund 10.000 Studenten und rund 6000 Beschäftigten ist (nach Rostock) die zweitälteste Universität im Ostseeraum.
Die Stadt hat 56.092 Einwohner (31. Dezember 2024) und ist damit die viertgrößte Stadt Mecklenburg-Vorpommerns. Zusammen mit Stralsund bildet Greifswald eines der vier Oberzentren des Landes. Die Universitätsstadt ist Mitglied im länderübergreifenden Bund der Euroregion Pomerania.

## Geografie
Das gemeinsame Oberzentrum Stralsund und Greifswald hat zusammengenommen knapp 120.000 Einwohner.

### Geografische Lage
Greifswald liegt in Vorpommern zwischen den Inseln Rügen und Usedom an der Mündung des Flusses Ryck in die Dänische Wiek. Diese ist eine Bucht des Greifswalder Boddens, einer 514 km² großen Lagune der Ostsee.
Das Gebiet um Greifswald ist flach; das Gelände erreicht kaum 20 m ü. NN. Die höchste Erhebung im Süden ist der im Naturschutzgebiet Eldena gelegene Ebertberg mit einer Höhe von 29,5 m ü. NHN, gefolgt vom Studentenberg (27,2 m ü. NHN), Martensberg (24,7 m ü. NHN) und Helmshäger Berg (24,3 m ü. NHN).
Zu Greifswald gehören die außerhalb des Stadtgebietes gelegenen Inseln Koos und Riems sowie ein Teil des Riems gegenüberliegenden Festlandes.

### Stadtgliederung

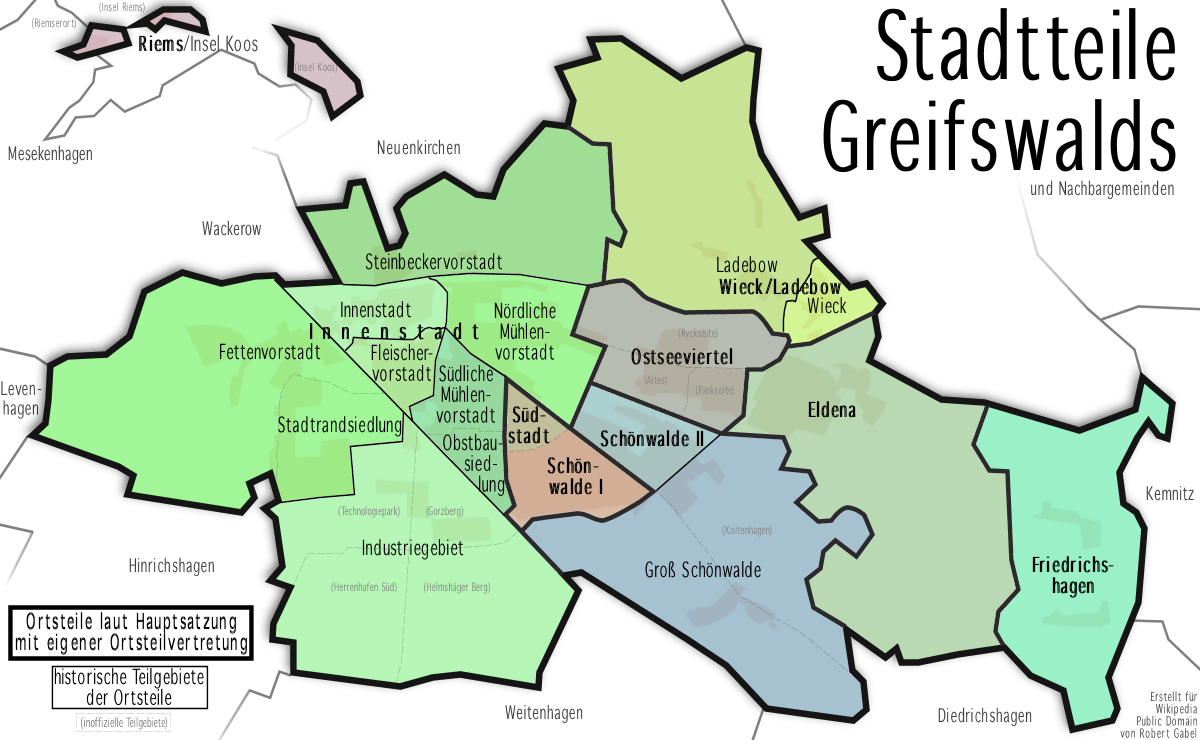
Karte der Stadtteile von Greifswald

Kommunalrechtlich gibt es nach § 19 der Hauptsatzung in der Fassung vom 25. November 2024 acht Ortsteile, in denen zum Teil mehrere der historisch gewachsenen Stadtteile bzw. Viertel zusammengefasst werden. In diesen kommunalrechtlichen Ortsteilen wird jeweils eine Ortsteilvertretung mit je neun Mitgliedern gewählt.
| Ortsteil                                                                                     | Stadtteil (historisch)                   | Fläche (ha) | Einwohner 1992 | Einwohner 2002 | Einwohner 2011 | Einwohner 2019 | Einwohner 2020 |
| -------------------------------------------------------------------------------------------- | ---------------------------------------- | ----------- | -------------- | -------------- | -------------- | -------------- | -------------- |
| Gemarkung „Greifswald“                                                                       |                                          |             |                |                |                |                |                |
| Innenstadt                                                                                   | Innenstadt (Altstadt)                    | 87,0        | 4.786          | 3.756          | 4.619          | 4.887          | 4.980          |
| Innenstadt                                                                                   | Steinbeckervorstadt                      | 349,6       | 185            | 211            | 385            | 417            | 411            |
| Innenstadt                                                                                   | Fleischervorstadt                        | 52,7        | 3.565          | 3.083          | 4.317          | 4.794          | 4.771          |
| Innenstadt                                                                                   | Nördliche Mühlenvorstadt                 | 173,8       | 4.400          | 4.149          | 4.389          | 4.777          | 4.738          |
| Innenstadt                                                                                   | Südliche Mühlenvorstadt, Obstbausiedlung | 108,1       | 5.449          | 4.608          | 5.436          | 5.842          | 5.852          |
| Innenstadt                                                                                   | Fettenvorstadt, Stadtrandsiedlung        | 657,3       | 2.265          | 3.209          | 4.006          | 4.917          | 5.019          |
| Innenstadt                                                                                   | Industriegebiet                          | 634,7       | 785            | 696            | 817            | 1.174          | 1.182          |
|                                                                                              | Südstadt (s. u.)                         |             |                |                |                |                |                |
| Gemarkungen „Groß Schönwalde“ und „Koitenhagen“ (eingemeindet 1974)                          |                                          |             |                |                |                |                |                |
| Schönwalde II und Groß Schönwalde                                                            | Groß Schönwalde (inkl. Koitenhagen)      | 580,8       | 310            | 1.055          | 1.070          | 1.320          | 1.279          |
| Schönwalde II und Groß Schönwalde                                                            | Schönwalde II                            | 88,0        | 13.525         | 9.065          | 8.583          | 8.104          | 7.929          |
| Schönwalde I / Südstadt                                                                      | Schönwalde I / Südstadt                  | 132,1       | 15.236         | 11.396         | 10.740         | 11.076         | 11.153         |
| Gemarkungen „Eldena“, „Ladebow“ und „Wieck“ (1939), „Riems“ (1957), „Friedrichshagen“ (1974) |                                          |             |                |                |                |                |                |
| Eldena                                                                                       | Eldena                                   | 675,5       | 1.319          | 2.163          | 2.242          | 2.278          | 2.343          |
| Ostseeviertel                                                                                | Ostseeviertel                            | 219,7       | 10.657         | 7.258          | 6.075          | 6.257          | 6.181          |
| Wieck und Ladebow                                                                            | Ladebow                                  | 544,4       | 578            | 525            | 681            | 796            | 816            |
| Wieck und Ladebow                                                                            | Wieck                                    | 44,2        | 378            | 458            | 418            | 477            | 474            |
| Riems                                                                                        | Riems/Insel Koos/Riemserort              | 233,6       | 1.020          | 665            | 545            | 483            | 500            |
| Friedrichshagen                                                                              | Friedrichshagen                          | 436,5       | 142            | 207            | 202            | 300            | 311            |

### Nachbargemeinden
Im Uhrzeigersinn (von Norden beginnend): Mesekenhagen, Neuenkirchen, Loissin, Kemnitz, Weitenhagen, Hinrichshagen, Levenhagen und Wackerow (alle Gemeinden im Landkreis Vorpommern-Greifswald).

### Klima
|                       | Jan  | Feb  | Mär | Apr  | Mai  | Jun  | Jul  | Aug  | Sep  | Okt  | Nov | Dez |   |      |
| Mittl. Tagesmax. (°C) | 2,8  | 3,8  | 7,1 | 12,1 | 16,7 | 19,9 | 22,2 | 21,9 | 18,2 | 12,9 | 7,8 | 4,3 | ⌀ | 12,5 |
| Mittl. Tagesmin. (°C) | −1,1 | −1,0 | 0,6 | 4,2  | 8,6  | 12,1 | 14,8 | 14,7 | 11,7 | 7,7  | 3,8 | 0,7 | ⌀ | 6,4  |
|                       |      |      |     |      |      |      |      |      |      |      |     |     |   |      |
| Niederschlag (mm)     | 52   | 42   | 49  | 44   | 59   | 72   | 78   | 73   | 58   | 52   | 48  | 50  | Σ | 677  |
|                       |      |      |     |      |      |      |      |      |      |      |     |     |   |      |
| Sonnenstunden (h/d)   | 2,7  | 3,8  | 5,4 | 8,6  | 10,1 | 10,6 | 10,6 | 9,9  | 7,3  | 5,0  | 3,3 | 2,3 | ⌀ | 6,6  |
|                       |      |      |     |      |      |      |      |      |      |      |     |     |   |      |
| Regentage (d)         | 8    | 8    | 8   | 8    | 8    | 9    | 10   | 9    | 8    | 8    | 8   | 9   | Σ | 101  |
|                       |      |      |     |      |      |      |      |      |      |      |     |     |   |      |
| Wassertemperatur (°C) | 2,2  | 1,6  | 3,0 | 6,7  | 12,1 | 17,0 | 19,2 | 19,4 | 16,3 | 12,0 | 7,8 | 3,5 | ⌀ | 10,1 |
|                       |      |      |     |      |      |      |      |      |      |      |     |     |   |      |
| Luftfeuchtigkeit (%)  | 84   | 82   | 79  | 74   | 72   | 70   | 72   | 73   | 76   | 80   | 85  | 85  | ⌀ | 77,6 |

| −1,1 |

| −1,0 |

| 0,6 |

| 4,2 |

| 8,6 |

| 12,1 |

| 14,8 |

| 14,7 |

| 11,7 |

| 7,7 |

| 3,8 |

| 0,7 |

| −1,1 |

| −1,0 |

| 0,6 |

| 4,2 |

| 8,6 |

| 12,1 |

| 14,8 |

| 14,7 |

| 11,7 |

| 7,7 |

| 3,8 |

| 0,7 |

## Geschichte

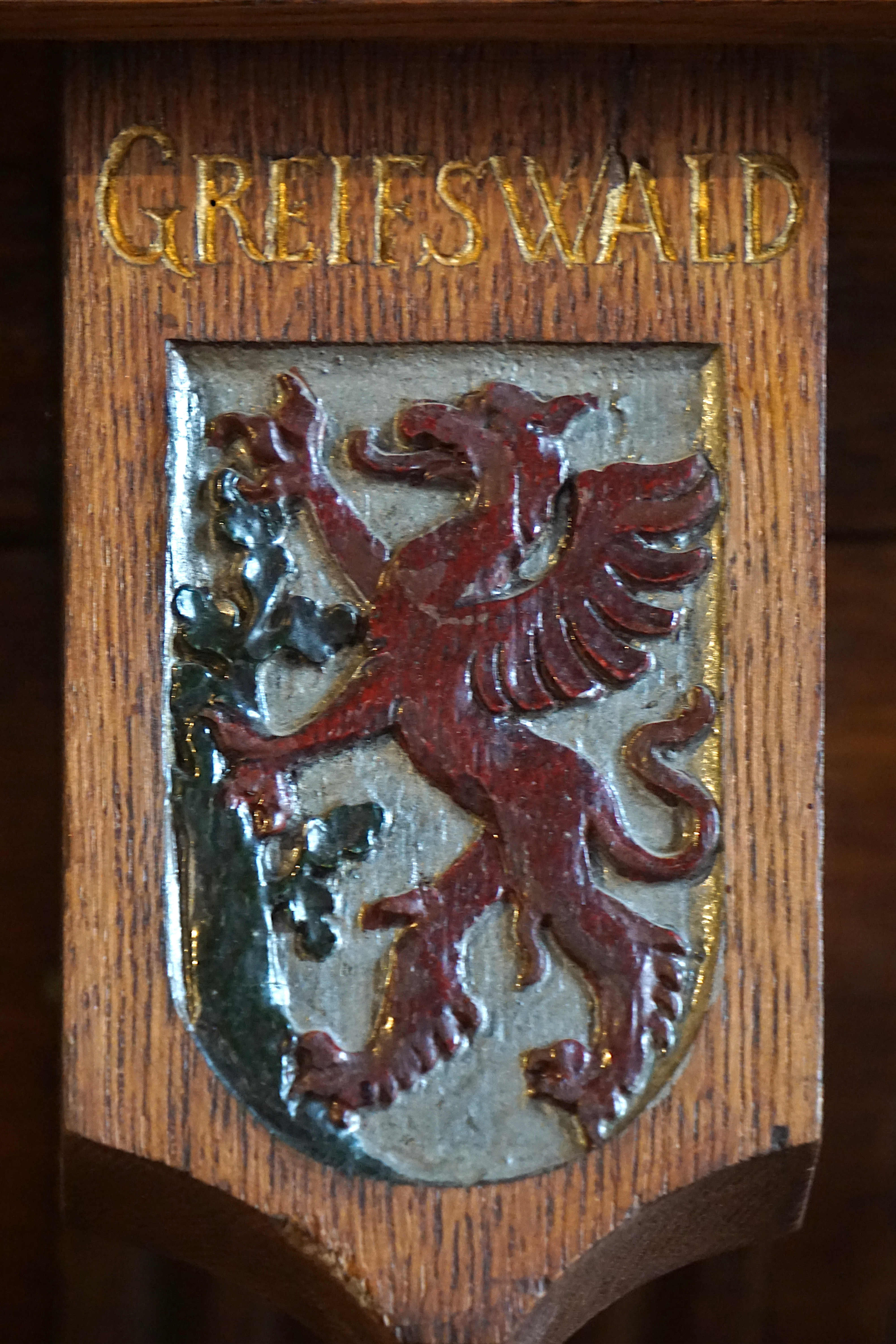
Wappen von Greifswald im Plenarsaal des altstädtischen Rathauses in Danzig

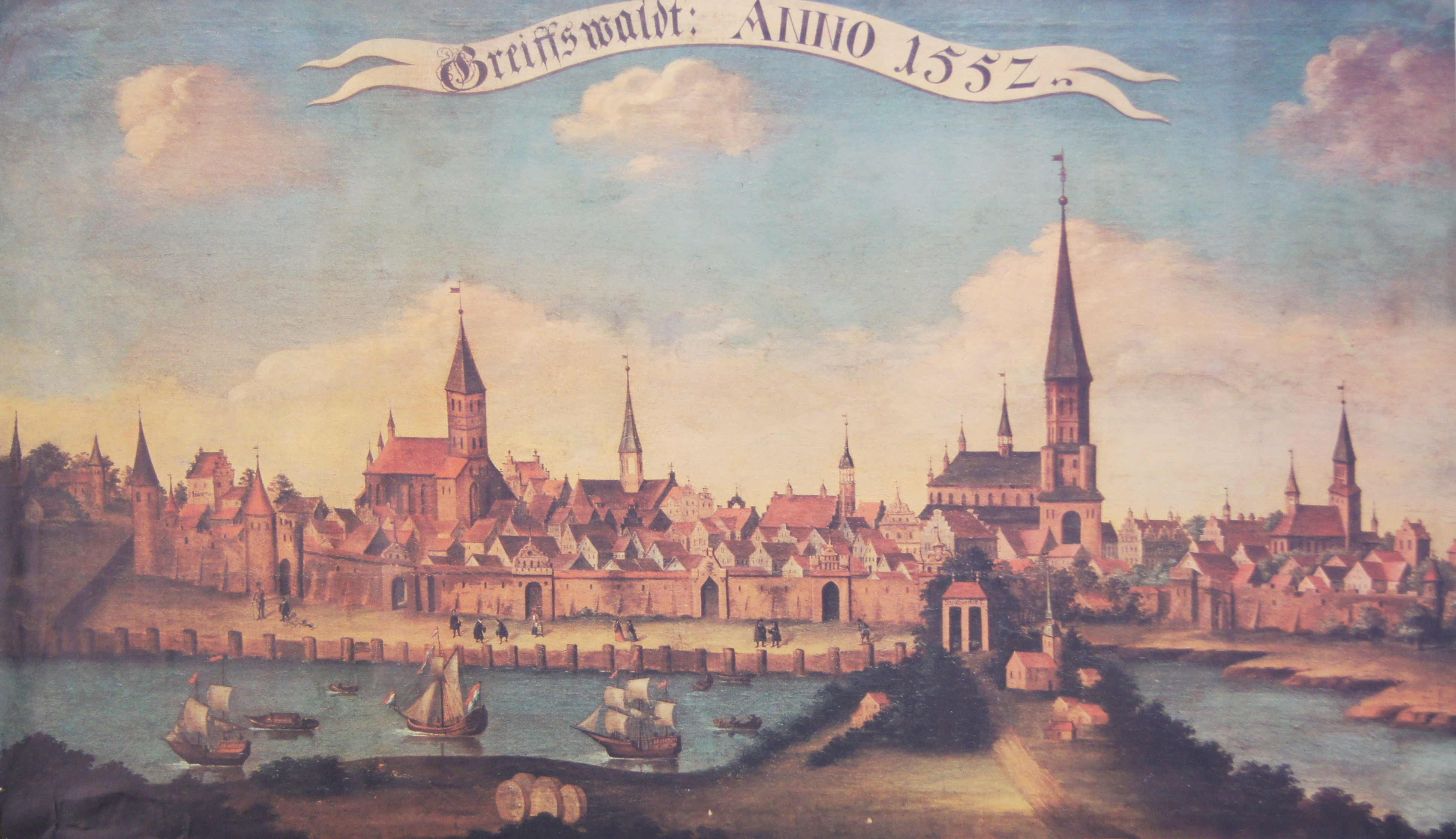
Greifswald 1552; Gemälde von Johann Gottlieb Giese, Pommersches Landesmuseum Greifswald

### Namengeschichte
Das mittelniederdeutsche grip steht dabei für den Greif und ist wahrscheinlich als Bezug auf das Wappentier der pommerschen Herzöge zu verstehen, die später auch als Greifen bezeichnet wurden; das wolt/wold steht für Wald. Greif und Wald finden sich auch im Wappen Greifswalds wieder.
Der lateinische Name Greifswalds ist Gryphisvaldia.
Seit 1990 trägt die Stadt wieder den Namenszusatz Hansestadt und bezeichnet sich nunmehr als Universitäts- und Hansestadt.

### Mittelalter

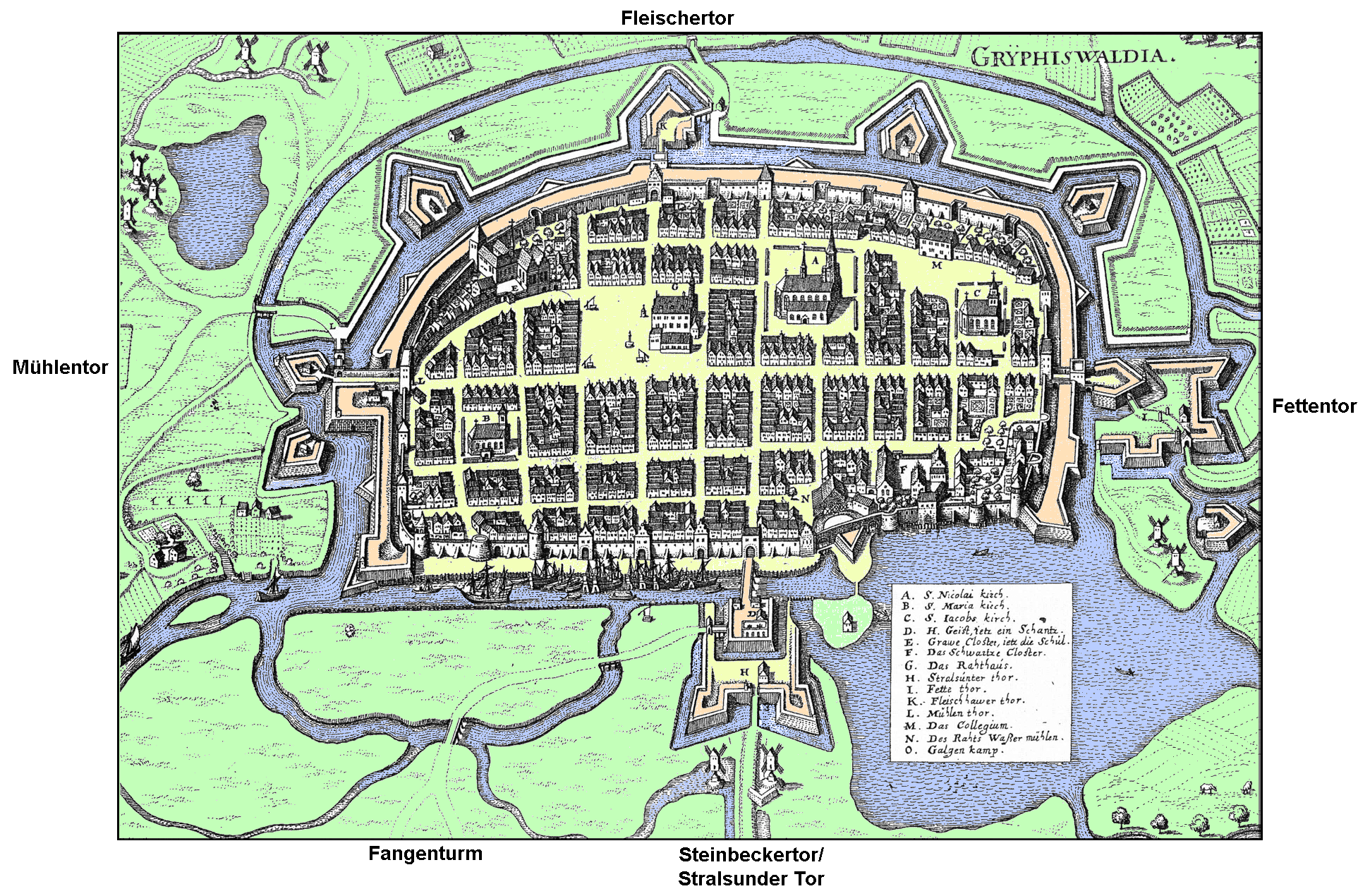
Historischer Stadtkern Greifswalds von Norden aus gesehen. Colorierte Reprographie eines Kupferstichs aus dem 17. Jahrhundert

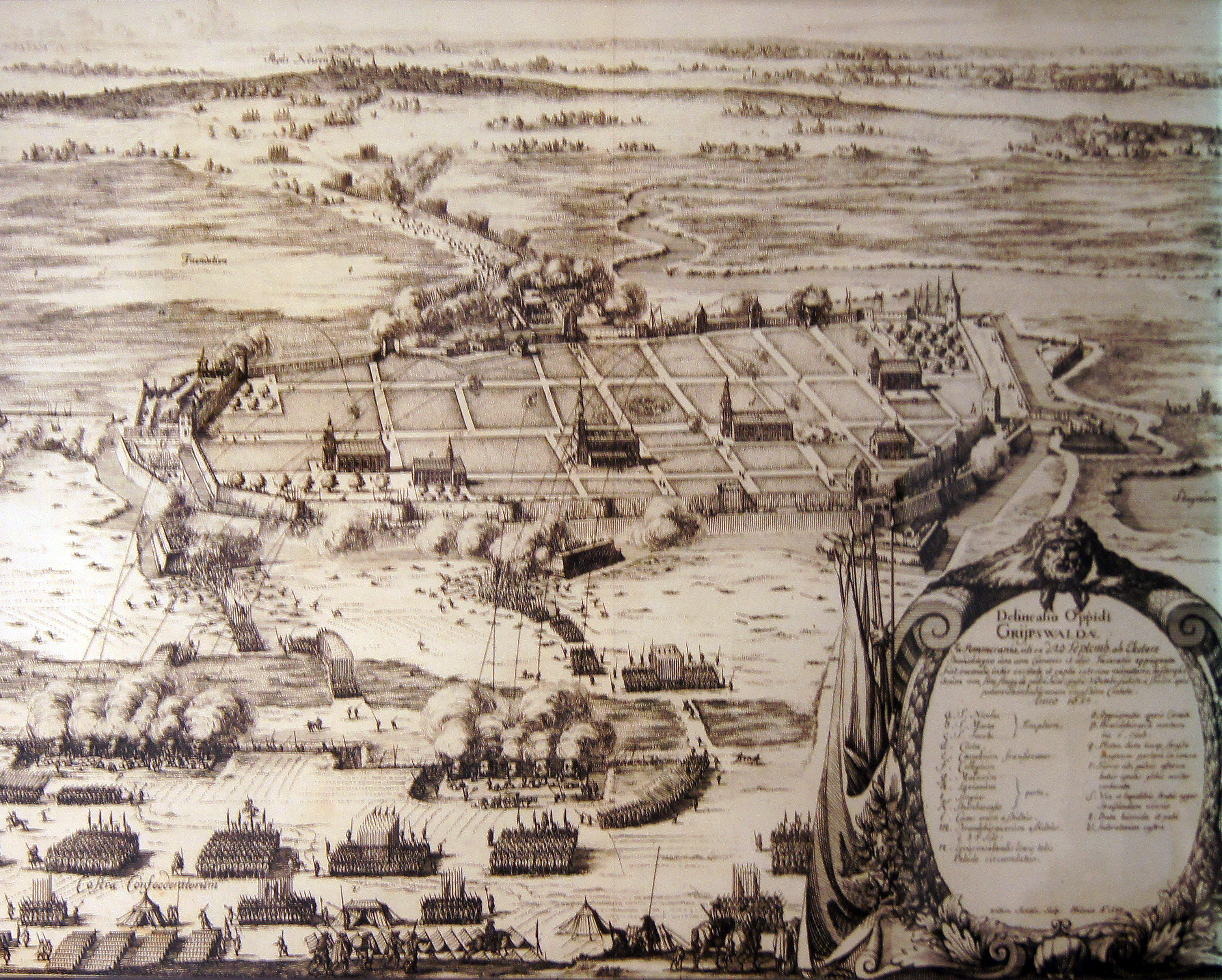
Belagerung Greifswalds 1659 durch die Brandenburger

Greifswalds Gründung in Pommern geht auf das Kloster Eldena zurück, zu dessen Gut es anfangs gehörte. Für die Siedlung, an der sich zwei alte Handelswege kreuzten, erhielt das Kloster 1241 sowohl vom rügenschen Fürst Wizlaw I. als auch vom Pommernherzog Wartislaw III. urkundlich das Marktrecht verliehen. Im Juni 1249 konnte Wartislaw III. das Kloster dazu bringen, ihm die Marktsiedlung Greifswald zu Lehen zu geben, und am 14. Mai 1250 verlieh er ihr das Lübische Stadtrecht, wodurch Greifswald fortan auch gegenüber den pommerschen Herzögen sehr viel unabhängiger war. Die Stadt gehörte zum einflussreichen „Wendischen Quartier“. Allerdings genügte der Greifswalder Hafen schon im 14. und dann im 15. Jahrhundert den Anforderungen des Schiffsverkehrs nicht mehr, da er – anders als die Häfen in Stralsund, Wismar oder Rostock – versandete. Hierdurch fiel Greifswald gegenüber den anderen Hansestädten zurück.
1456 folgte Herzog Wartislaw IX. der Initiative des Bürgermeisters Heinrich Rubenow und gründete die Universität als pommersche Landesuniversität. Die Universitätsgründung in der kleinen Stadt wirkte sich prägend bis in die Gegenwart aus.

### 16. bis 18. Jahrhundert

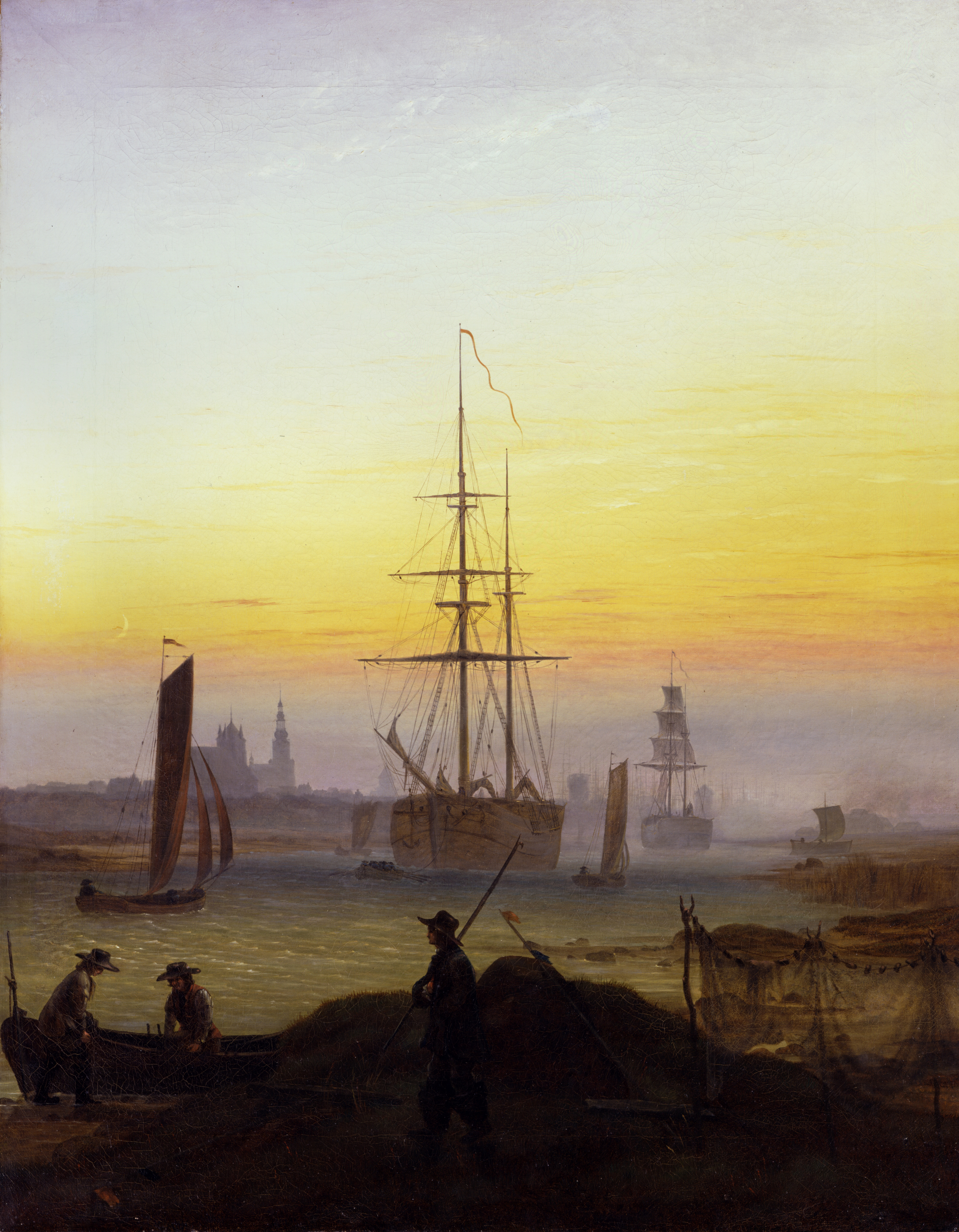
„Der Greifswalder Hafen“, Caspar David Friedrich, ca. 1818–1820, Alte Nationalgalerie

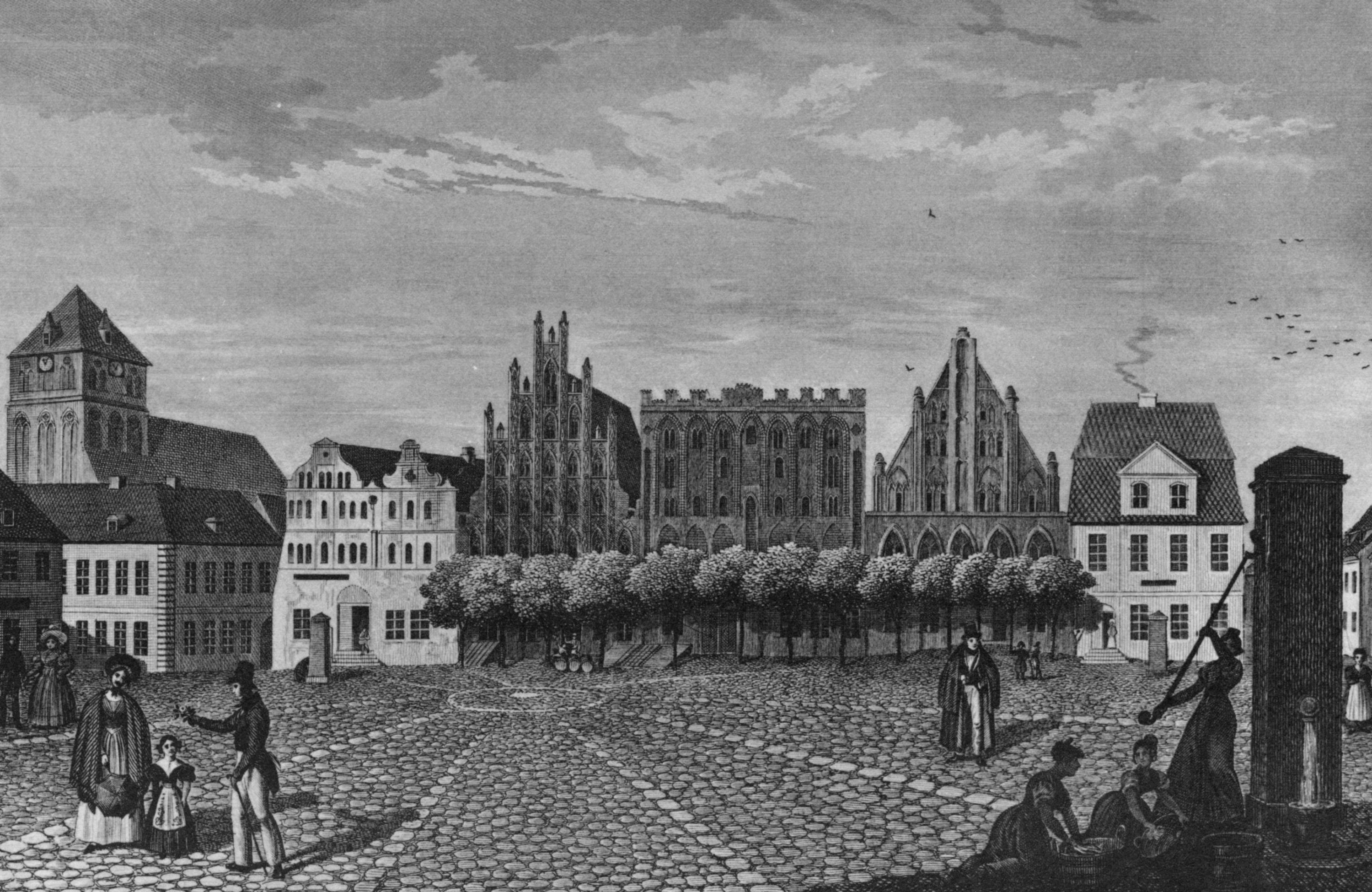
Greifswald, Marktplatz von Südwesten um 1840

Die Reformation hielt 1531 in Greifswald Einzug. Auf Veranlassung der Bürger kam der Stralsunder lutherische Geistliche Johannes Knipstro in die Stadt und konnte dort ohne große Gegenwehr Luthers Lehre einführen. Eine neue evangelische gelehrte Stadtschule wurde 1561 im aufgegebenen Franziskanerkloster gegründet. Unter dem Rektor Lucas Tacke gewann sie um 1600 viele Schüler.
Mit dem Dreißigjährigen Krieg kamen Not und Elend in die Stadt. Durch eine Pestepidemie wurden die Einwohner so stark dezimiert, dass zum Kriegsende nur noch die Hälfte der Häuser bewohnt war. Im Juni 1631 standen die Truppen des schwedischen Königs Gustav II. Adolf vor der Stadt und nahmen sie nach kurzem Kampf ein.
Der nachfolgende Zeitabschnitt, die so genannte Schwedenzeit, dauerte 184 Jahre. Die Schweden waren bis zum Wiener Kongress 1815 Herren über Vorpommern und damit auch für die Geschicke Greifswalds verantwortlich. 1713 und 1736 vernichteten Großbrände Teile der Innenstadt. In guter Erinnerung sind die Bemühungen der Schweden um die Greifswalder Universität geblieben. Nach deren Niedergang zum Ende des Dreißigjährigen Krieges kurbelten sie den Lehrbetrieb wieder an und ließen 1747 das heute noch bestehende Universitätshauptgebäude errichten.

### 19. Jahrhundert

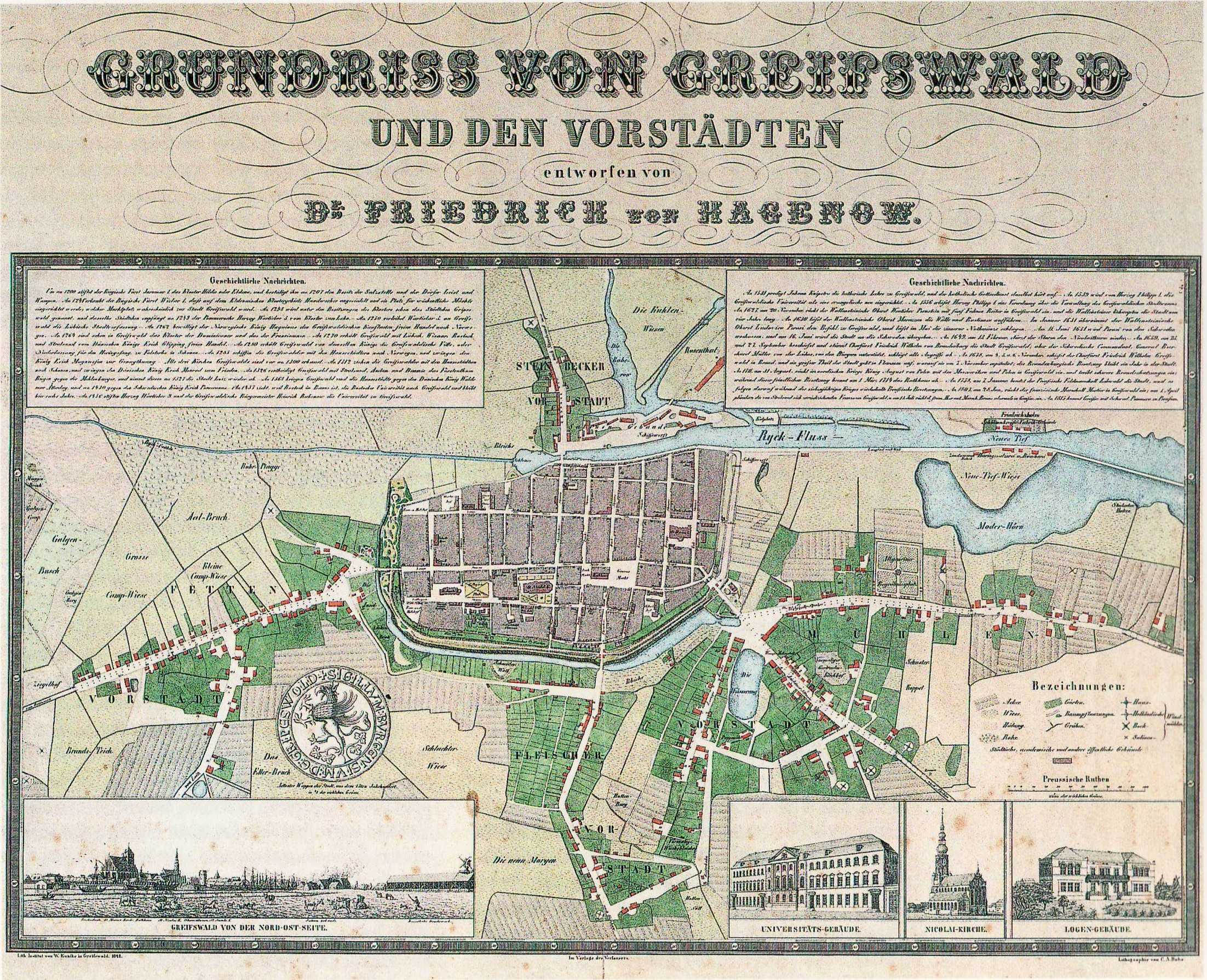
Grundriss Greifswalds 1842

Nach dem Staatsstreich des schwedischen Königs Gustav IV. Adolf und der staatsrechtlichen Ausgliederung Schwedisch-Pommerns aus dem Heiligen Römischen Reich wurde am 26. Juni 1806 die schwedische Verfassung eingeführt und am 4. Juli die Leibeigenschaft aufgehoben. Der Greifswalder Landtag im August 1806 diente vor allem der Repräsentation der neuen Verhältnisse.
In den Napoleonischen Kriegen besetzten Truppen Frankreichs und seiner Verbündeten 1807 bis 1810 sowie 1812/13 die Stadt. Im Zuge des Friedens von Kiel im Januar 1814 sollte Greifswald mit Schwedisch-Pommern an Dänemark fallen, kam aber während des Wiener Kongresses durch Abtretung des damals preußischen Herzogtums Lauenburg an Dänemark zu Preußen.
Die Übergabe an Preußen erfolgte am 23. Oktober 1815. Im Zuge der preußischen Verwaltungsreform wurde Greifswald 1818 Verwaltungssitz des gleichnamigen Landkreises. In der Revolution 1848 beteiligte sich die Stadt an den Debatten um eine preußische Verfassung, die Demokraten bekamen in der Stadt sogar die Mehrheit. Der Arzt Axel Bengelsdorff führte die Bürgerwehr.
Mit dem Anschluss an die Fernstraße Berlin–Stralsund 1836 und dem Anschluss an das Eisenbahnnetz 1863 wurden Voraussetzungen geschaffen, dass sich in der vormaligen Landstadt eine – wenn auch bescheidene – Industrie entwickeln konnte. Im Jahr 1870 – spät im Vergleich zu anderen Städten – entstand eine unabhängige jüdische Gemeinde, die von der Stralsunder Gemeinde abgetrennt wurde.

### 20. und 21. Jahrhundert

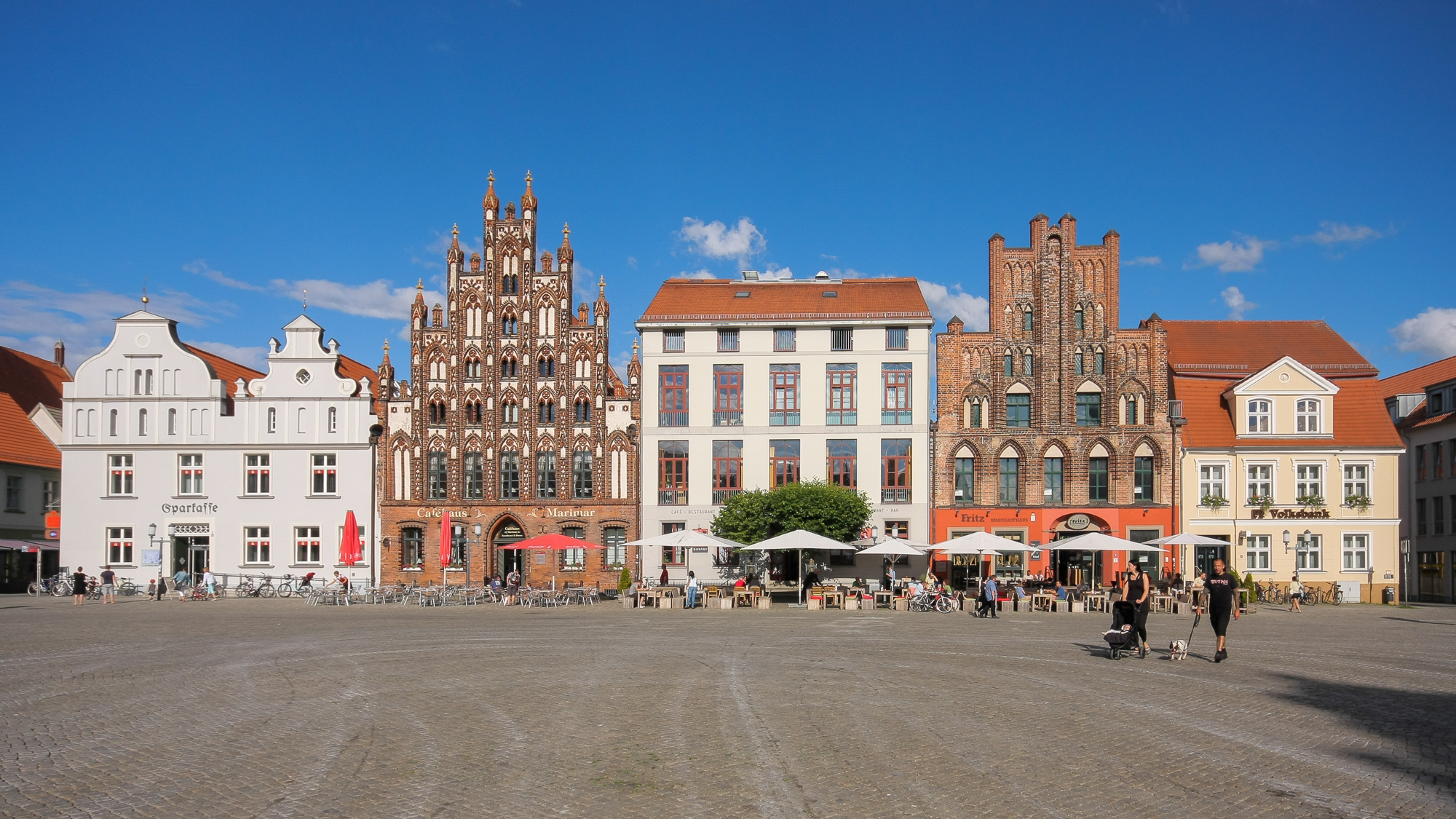
Ostseite des Greifswalder Marktplatzes mit backsteingotischen Giebelhäusern 2013

Zur Jahrhundertwende entstanden großzügig bebaute neue Straßen, in denen sich die zunehmende wohlhabende Bürgerschaft niederließ. 1915 wurde ein Theaterneubau eröffnet. Die Weltwirtschaftskrise der 1930er Jahre machte sich durch große Arbeitslosigkeit bemerkbar.

#### Zeit des Nationalsozialismus

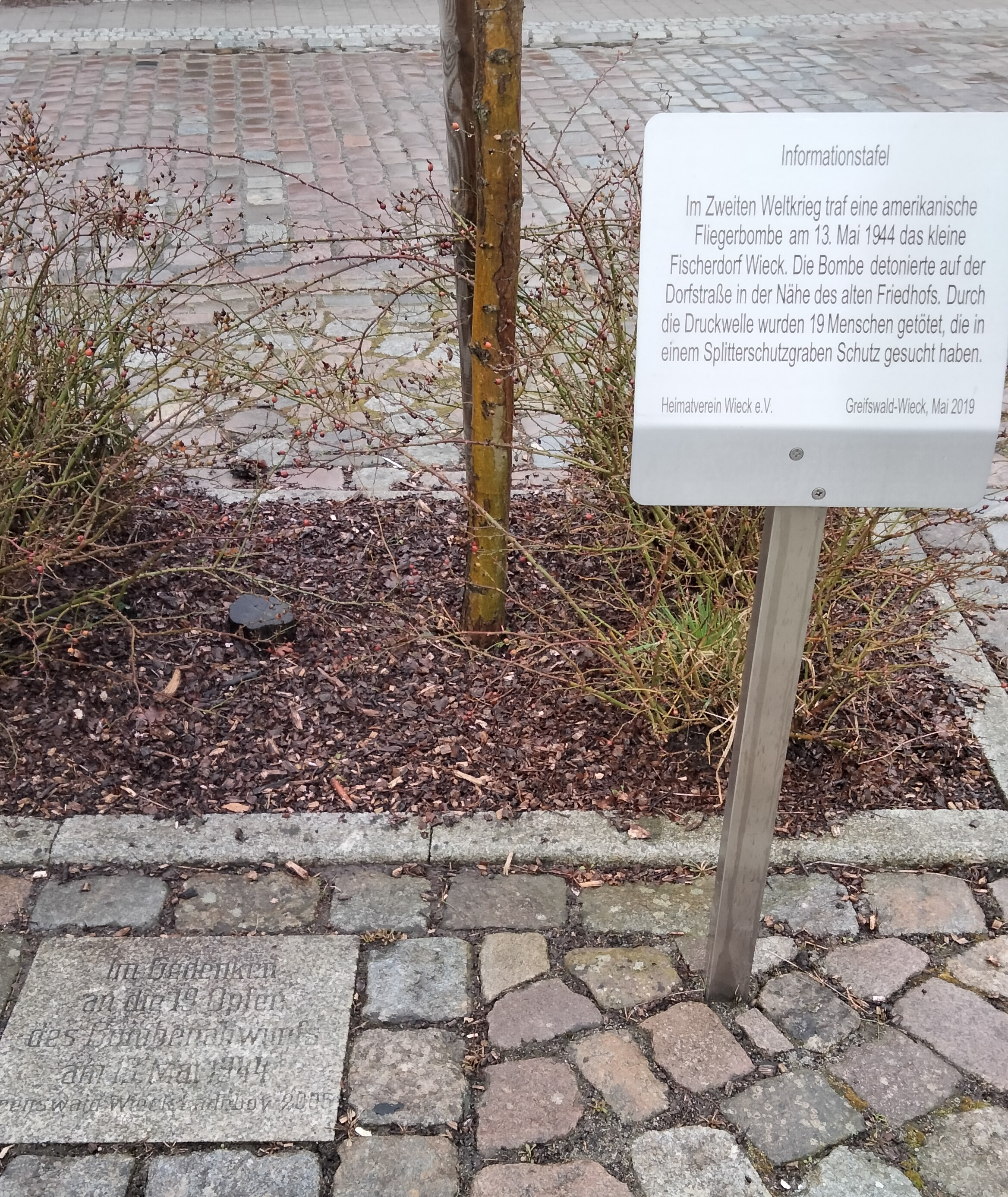
Gedenktafel und Plakette für die Opfer des Bombenabwurfs am 13. Mai 1944

Zum Zentrum des Antisemitismus wurde die Studentenschaft der Universität, die 1933 die Aberkennung der Ehrensenatorwürde von Julius Lippmann und Arthur Kunstmann forderte. Der Boykott am 1. April 1933 traf viele Geschäfte, der entlassene Universitätspsychiater Edmund Forster nahm sich am 11. September 1933 das Leben.
Am 12. Februar 1940 wurden die verbliebenen jüdischen Einwohner Greifswalds in den Raum Lublin deportiert, auf Initiative des Gauleiters Franz Schwede, der seinen Gau Pommern als ersten im Reich für „judenfrei“ erklärte.
Den Zweiten Weltkrieg überstand die Stadt, die eine große Garnison der Wehrmacht beherbergte, ohne Zerstörungen. Am 13. Mai 1944 traf jedoch eine Fliegerbombe die Mitte des Stadtteils Wieck, wodurch 19 Menschen getötet und 20 schwer verletzt wurden. Der Stadtteil Eldena wurde zeitgleich von zwei Bomben getroffen, die jedoch keinen Schaden anrichteten. Vor dem Haus Dorfstraße 98 erinnern eine Gedenktafel sowie eine Plakette im Straßenpflaster an die Bombenabwürfe. An die Trauerfeier am 16. Mai 1944 erinnert eine Gedenktafel vor dem ehem. Gebäude der Zollaufsicht am Hafen.
Am 30. April 1945 wurde sie auf Veranlassung des Stadtkommandanten Rudolf Petershagen kampflos der Roten Armee übergeben. Beteiligt an den entsprechenden Verhandlungen waren der damalige Rektor der Universität Carl Engel, der stellvertretende Stadtkommandant Max Otto Wurmbach sowie Gerhardt Katsch als Leiter der Universitätskliniken und dienstältester Sanitätsoffizier in der Stadt. Nach der Flucht des Oberbürgermeisters Friedrich Rickels war auch der stellvertretende Bürgermeister Siegfried Remertz maßgeblich an der kampflosen Übergabe der Stadt Greifswald – und damit deren Bewahrung vor schwerer Zerstörung – an die Sowjetarmee beteiligt. Trotz seiner mutigen Heldentat wurde er gemeinsam mit Bürgermeister Richard Schmidt nur wenige Tage später am 6. Mai 1945 von den sowjetischen Besatzungstruppen verhaftet und im Neubrandenburger Speziallager Nr. 9 Fünfeichen interniert, wo er kurze Zeit später umkam.

#### SBZ/DDR

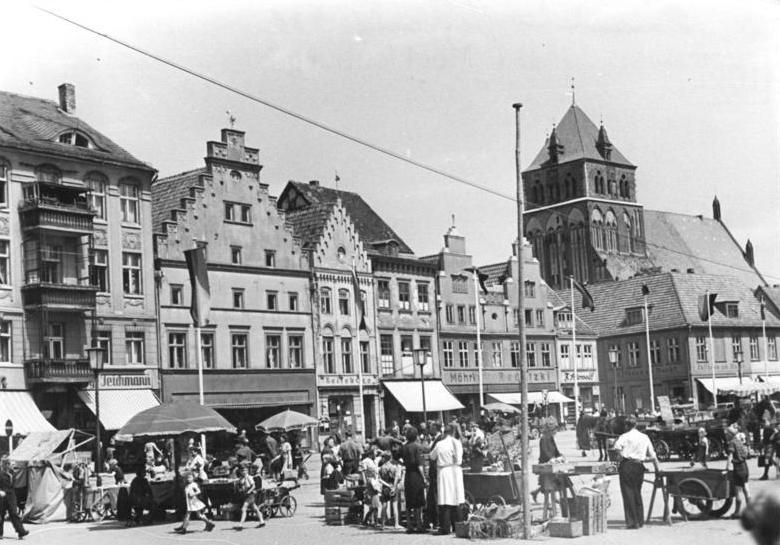
Greifswalder Marktplatz 1951

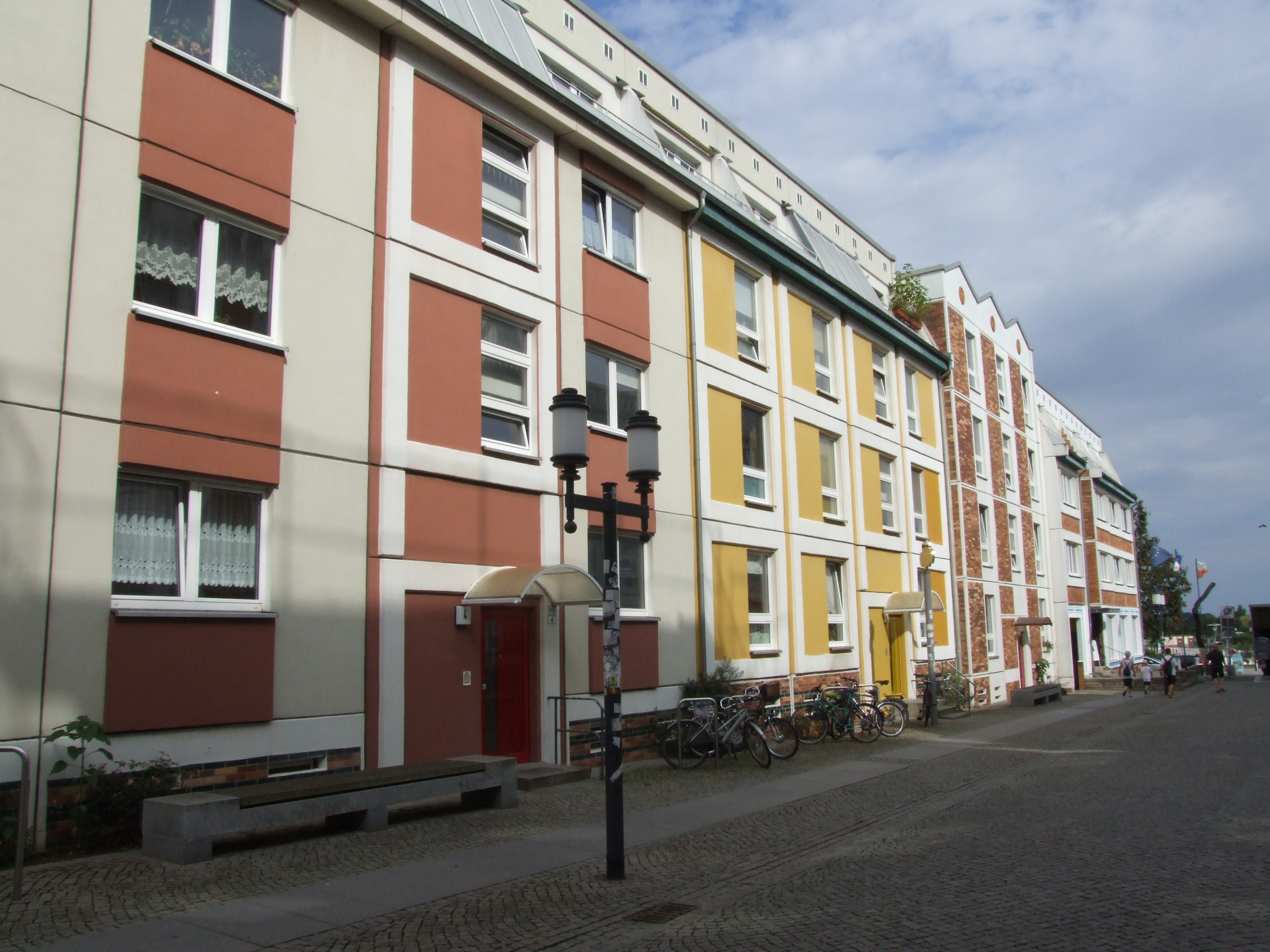
Knopfstraße: Plattenbauten ersetzten im Norden der Altstadt weitgehend die historische Bausubstanz.

In den unmittelbaren Nachkriegsjahren prägte der Zustrom vieler Vertriebener die Stadt. Funktionen für den bei Deutschland verbliebenen Teil Pommerns wurden von Stettin nach Greifswald verlegt, u. a. die Leitung der pommerschen Landeskirche, das Landesarchiv und die Reichsbahndirektion. 1945 eröffneten die sowjetischen Besatzer das Eisenbahnwerk wieder. Aus dem RAW und einigen anderen Betrieben wurde später das KAW (Kraftwagen-Ausbesserungswerk) gebildet; daneben gab es ein Kraftwagenbetriebswerk (KBW).
Viele Verluste wichtiger Teile der Bausubstanz der historisch wertvollen Altstadt sind auf Abriss sowie unterlassene Instandhaltungen in der DDR-Zeit zurückzuführen. Das klassizistische Steinbecker Tor (auch Brandenburger Tor genannt) von Carl August Peter Menzel wurde im Jahr 1951 abgerissen. Auch durch historisierende (Platten-)Neubau im Norden der Altstadt ging bis 1990 etwa die Hälfte der historischen Bausubstanz verloren. Ende der 1960er Jahre begann die Umgestaltung eines innerstädtischen Teilgebietes zwischen Brüggstraße und Bachstraße, Altem Hafen und Markt im Rahmen eines Forschungsprojektes der Bauakademie der DDR in „angepasster Plattenbauweise“. Dabei wurden einige denkmalgeschützte Objekte restauriert, darunter die Stadtbibliothek, das Kapitänshaus, das heutige Bestattungsinstitut und die Gebäude an der Nordseite des Marktes. Nach Abschluss dieser Sanierung Ende der 1970er Jahre wurden weitere Teile der nördlichen Altstadt nach diesem Muster umgestaltet.
Von etwa 1956 bis 1990 wurden die Großwohnsiedlungen Schönwalde I / Südstadt (1.496 Wohnungen (WE)), Schönwalde II (5.250 WE), Altes Ostseeviertel (731 WE), Ostseeviertel-Parkseite (2.202 WE) und Ostseeviertel-Ryckseite (804 WE) im Süden und Osten von Greifswald errichtet.

#### Nach 1990
Die seit 1991 erfolgten Sanierungen des historischen Stadtkerns im Rahmen der Städtebauförderung haben mittlerweile die noch erhaltenen Teile der Altstadt wieder sehenswert gemacht. Insbesondere der Marktplatz mit seinem freistehenden Rathaus gilt als einer der schönsten in Norddeutschland. Seit 1993 erfolgte zunächst die Umgestaltung und Aufwertung und ab 2000 auch der Rück- und Umbau in den Plattenbausiedlungen (Stadtumbau).
Im Zuge der Kreisgebietsreform Mecklenburg-Vorpommern 2011 am 4. September 2011 verlor Greifswald seine Kreisfreiheit und wurde Teil des neu gebildeten Landkreises Vorpommern-Greifswald.

## Bevölkerung
1989 erreichte die Einwohnerzahl der Stadt Greifswald mit über 68.000 ihren historischen Höchststand. In den auf die Wende in der DDR folgenden Jahren verlor die Stadt durch Geburtenrückgang, Wegzug auf Grund hoher Arbeitslosigkeit und Umzug in umliegende Gemeinden bis 2004 etwa 15.000 Einwohner. Die Anzahl der Studenten an der Universität nahm hingegen zu und erreichte 2012 mit etwa 12.500 Studenten ihren bisherigen Höchststand. In einer Studie von 2008 war Greifswald die „jüngste“ Stadt Deutschlands, sie hatte den höchsten Anteil von Haushalten mit Menschen unter 30 Jahren. Zwischen 2005 und 2020 wuchs die Stadt moderat um etwa 6.500 Einwohner auf über 59.200. Mit Zweitwohnsitzen kommt Greifswald auf eine Einwohnerzahl von rund 62.000. 2020 überholte Greifswald erstmals in seiner Geschichte die Nachbarstadt Stralsund, das traditionelle Zentrum des nördlichen Vorpommern.
Die folgende Übersicht zeigt die Einwohnerzahlen nach dem jeweiligen Gebietsstand. Bis 1833 handelt es sich meist um Schätzungen, danach um Volkszählungsergebnisse ( *) oder amtliche Fortschreibungen der jeweiligen Statistischen Ämter beziehungsweise der Stadtverwaltung selbst.
Die Angaben beziehen sich ab 1843 auf die „Ortsanwesende Bevölkerung“, ab 1925 auf die Wohnbevölkerung und seit 1966 auf die „Bevölkerung am Ort der Hauptwohnung“. Vor 1843 wurde die Einwohnerzahl nach uneinheitlichen Erhebungsverfahren ermittelt.
| Jahr               | Einwohner |
| ------------------ | --------- |
| 1618               | 06.100    |
| 1648               | 02.700    |
| 1767               | 04.611    |
| 1780               | 04.987    |
| 1800               | 05.740    |
| 1820               | 07.891    |
| 1831               | 08.967    |
| 3. Dezember 1852 * | 13.232    |
| 3. Dezember 1861 * | 15.100    |
| 3. Dezember 1864 * | 17.500    |
| 3. Dezember 1867 * | 17.400    |
| 1. Dezember 1871 * | 17.700    |
| 1. Dezember 1875 * | 18.022    |
| 1. Dezember 1880 * | 19.924    |
| 1. Dezember 1885 * | 20.345    |
| 1. Dezember 1890 * | 21.624    |
| 2. Dezember 1895 * | 22.800    |
| 1. Dezember 1900 * | 23.000    |

| Jahr                | Einwohner |
| ------------------- | --------- |
| 1. Dezember 1905 *  | 23.750    |
| 1. Dezember 1910 *  | 24.679    |
| 1. Dezember 1916 *  | 23.122    |
| 5. Dezember 1917 *  | 23.333    |
| 8. Oktober 1919 *   | 34.374    |
| 16. Juni 1925 *     | 26.383    |
| 16. Juni 1933 *     | 29.488    |
| 17. Mai 1939 *      | 37.104    |
| 1. Dezember 1945 *  | 42.107    |
| 29. Oktober 1946 *  | 43.590    |
| 31. August 1950 *   | 44.468    |
| 31. Dezember 1955   | 45.827    |
| 31. Dezember 1960   | 46.728    |
| 31. Dezember 1964 * | 47.421    |
| 1. Januar 1971 *    | 47.017    |
| 31. Dezember 1975   | 55.513    |
| 31. Dezember 1981 * | 61.388    |
| 31. Dezember 1985   | 65.275    |
| 31. Dezember 1988   | 68.597    |

| Jahr | Einwohner |
| ---- | --------- |
| 1990 | 66.251    |
| 1995 | 60.772    |
| 2000 | 54.236    |
| 2005 | 53.281    |
| 2010 | 54.610    |
| 2015 | 57.286    |
| 2020 | 59.282    |
| 2021 | 59.332    |
| 2022 | 59.691    |
| 2023 | 60.071    |

ab 1990: Stand 31. Dezember des jeweiligen Jahres

## Religion

### Christentum

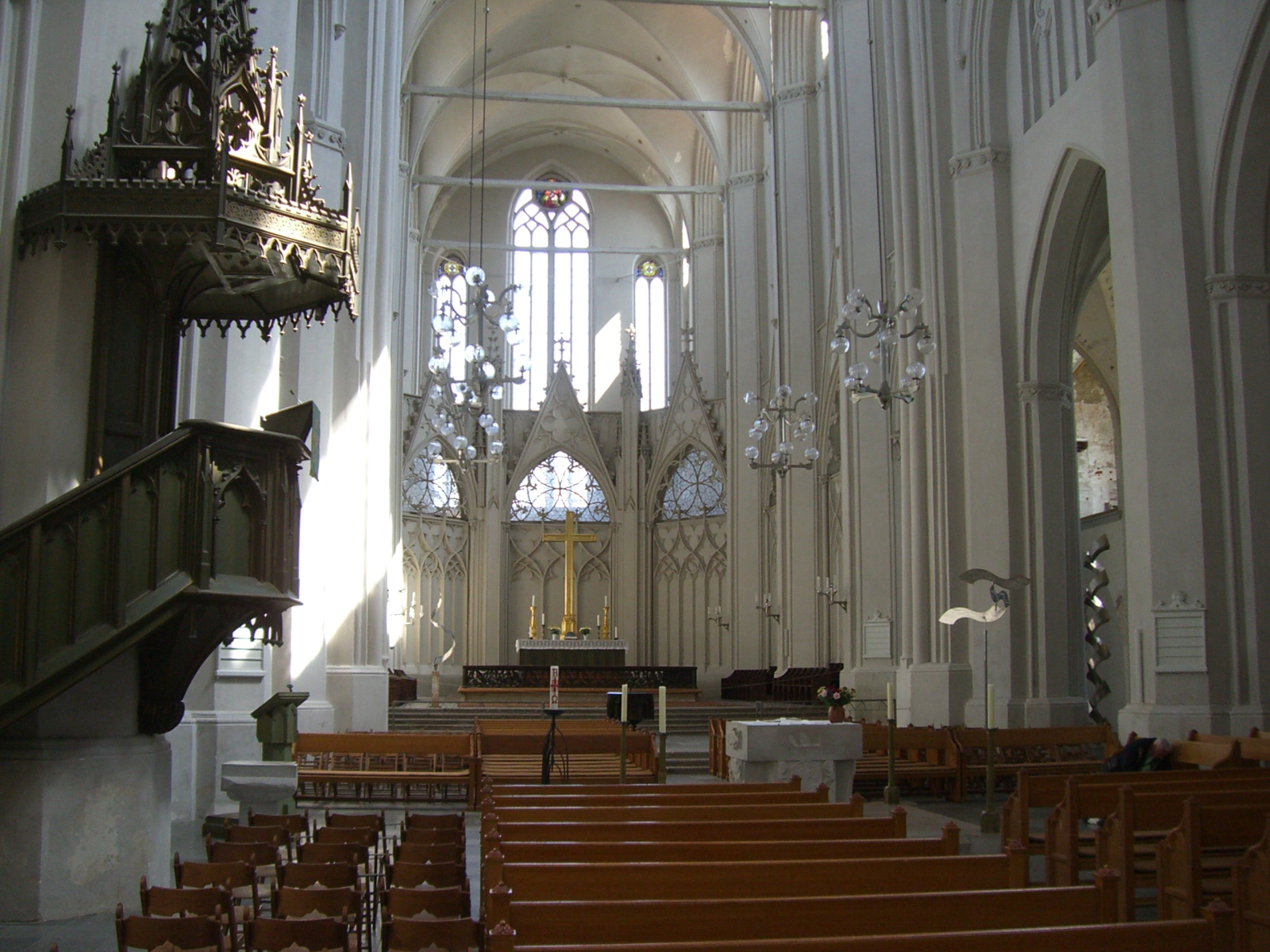
Der Dom St. Nikolai (um 1263) ist die größte Kirche der Stadt, Gründungsort der Universität und Predigtkirche des Bischofs der PEK.

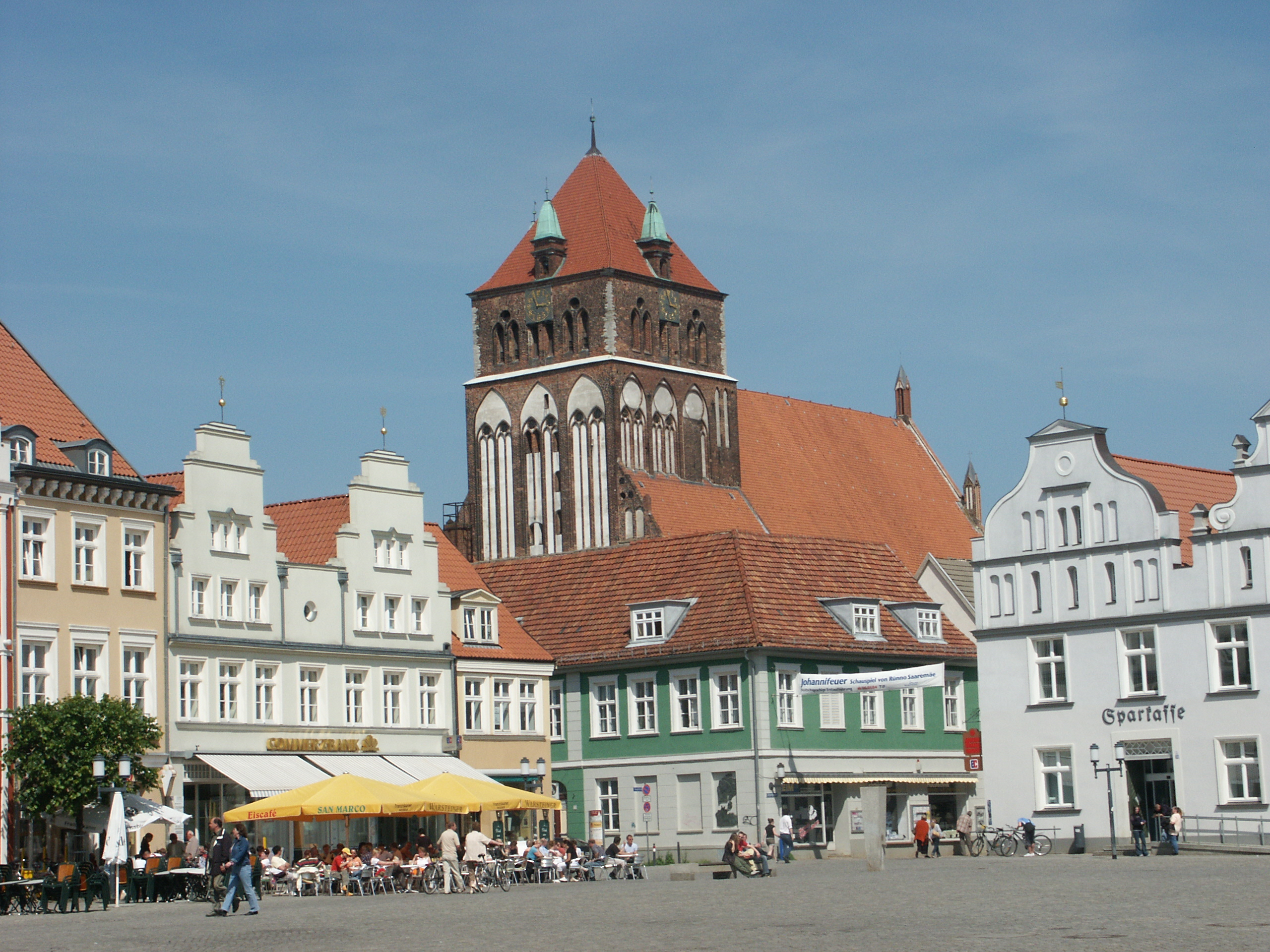
St. Marien vom Markt gesehen

Die evangelischen Kirchgemeinden der Stadt gehören zum Pommerschen Evangelischen Kirchenkreis der Evangelisch-Lutherischen Kirche in Norddeutschland (Nordkirche). Sie unterhält hier neben den drei historischen Kirchen St. Jacobi, St. Marien und dem Dom St. Nikolai in der Innenstadt vier weitere Kirchen in den Stadtteilen Nördliche Mühlenvorstadt (Johanneskirche), Schönwalde II (Christuskirche), Stadtrandsiedlung und Wieck. Vor der Fusion zur Nordkirche von 2012 war Greifswald Bischofssitz der Pommerschen Evangelischen Kirche, die mit der Reform als Kirchenkreis in der neuen Struktur aufging. Die Theologische Fakultät der Universität Greifswald ist eine evangelische Fakultät; sie steht mit der Nordkirche in Verbindung.
Als freies Werk innerhalb der Evangelischen Landeskirche arbeitet die Landeskirchliche Gemeinschaft in Greifswald.
Im März 2017 wurde Greifswald als einzige Stadt aus dem Bereich der Nordkirche in den Bund der Reformationsstädte Europas aufgenommen. Hier hat von 1502 bis 1504 Johannes Bugenhagen, später ein wichtiger Weggefährte Luthers, studiert.
Evangelische Freikirchen gibt es in Greifswald ebenso, darunter die Adventistengemeinde, eine Brüdergemeinde, eine Pfingstgemeinde und eine Baptistengemeinde ansässig. Weiterhin findet sich hier eine Gemeinde der altkonfessionellen Selbständigen Evangelisch-Lutherischen Kirche. Eine neuapostolische Gemeinde gibt es seit 1916.
Die römisch-katholische Propsteigemeinde St. Joseph in der Innenstadt gehört zum Dekanat Vorpommern im Erzbistum Berlin.

### Judentum
Seit 1870 nach der Lösung von Stralsund bis um 1940 bestand in Greifswald eine jüdische Gemeinde mit dem Jüdischen Friedhof. Es gibt aber außer den Stolpersteinen kein bauliches Zeugnis des Judentums mehr in der Stadt. Das Gedenkbuch des Bundesarchivs für die Opfer der nationalsozialistischen Judenverfolgung in Deutschland (1933–1945) verzeichnet namentlich 14 jüdische Einwohner Greifswalds, die deportiert und ermordet wurden.
Die nächsten jüdischen Gemeinden befinden sich aktuell in Rostock und Schwerin sowie in Berlin.

### Islam

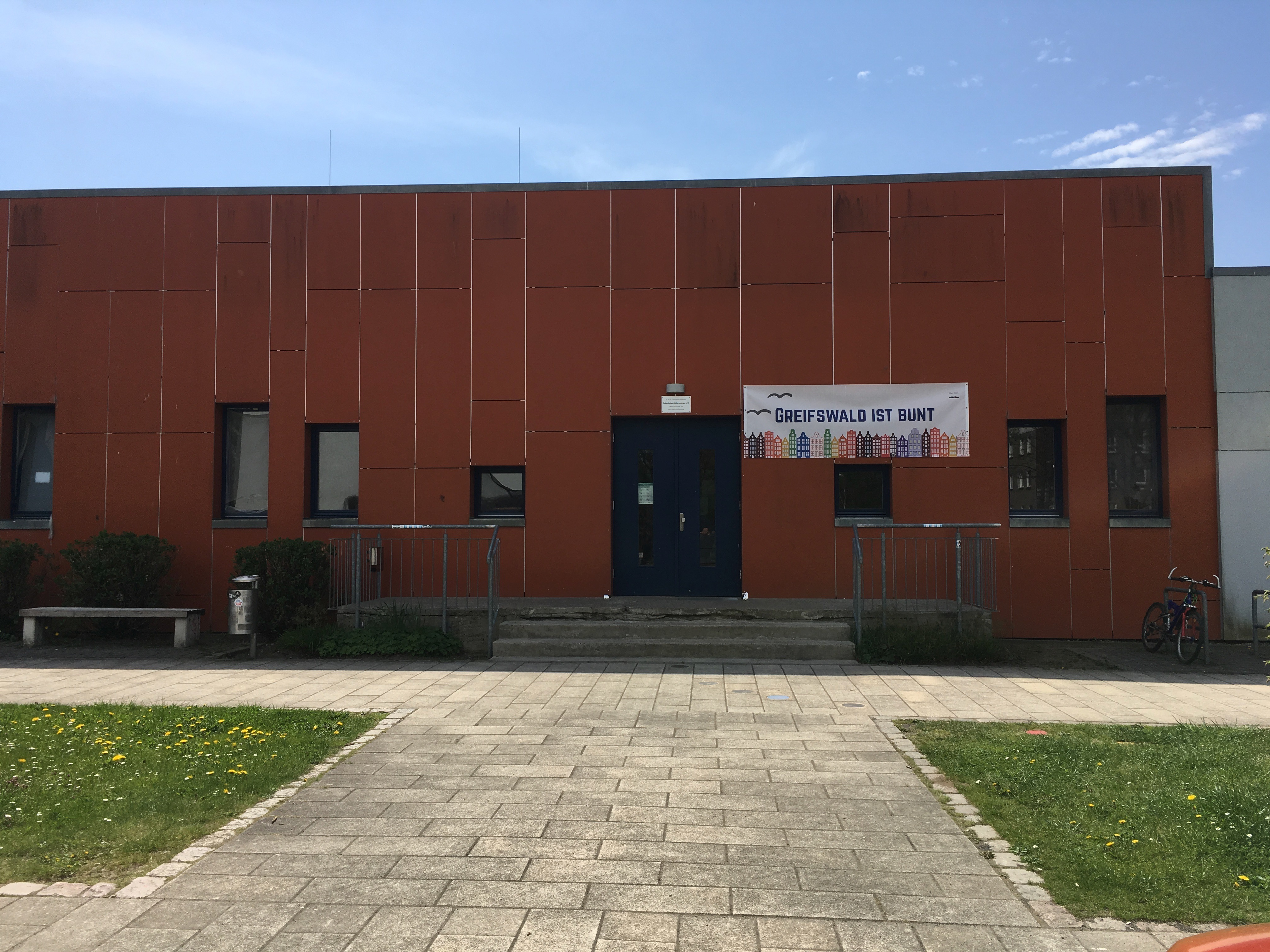
Moschee in Greifswald

Das islamisches Kulturzentrum betreibt seit den 1990er Jahren eine Moschee in Räumen der Universität im Stadtteil Schönwalde II. Etwa 120 Muslime kommen zum Freitaggottesdienst in Greifswald. Dem Gründungsimam Abdulrahman Al-Makhadi wurden islamistische Positionen angelastet. 2009 gab es eine Veranstaltung des umstrittenen salafitischen Predigers Pierre Vogel. Die konvertierte Dr. Sabine Koppe ist die erste Frau in der Doppelspitze der Gemeinde.

## Politik

### Bürgerschaft
In der Greifswalder Bürgerschaft stellte seit 1990 die CDU die stärkste Fraktion. Nach der Wahl von Madeleine Tolani 2024 zur Präsidentin der Bürgerschaft, spaltete sich die Fraktion jedoch und verlor den Status als stärkste Fraktion. Nach einem Fraktionsübertritt ist seit 2025 die Fraktion SPD/Die Linke die stärkste Fraktion in der Bürgerschaft.
In den ersten Legislaturperioden bestanden bis 1999 zeitweilig Kooperationen mit SPD, Bündnis 90/Die Grünen und weiteren kleineren Gruppierungen, die 2004 durch eine Kooperation mit FDP und Bürgerliste, sowie später zusätzlich SPD, abgelöst wurde. Seit der Kommunalwahl 2009 bestand keine Kooperation und es mussten wechselnde Mehrheiten geschaffen werden. De facto wurde von 2014 bis 2024 die Bürgerschaft jedoch von einer Mehrheit aus Grünen, Linken und der SPD, unter Duldung mehrerer kleiner Wählergruppen, dominiert. Diese Gruppen unterstützten auch den Oberbürgermeister Stefan Fassbinder. Seit der Wahl 2024 besteht die Greifswalder Bürgerschaft aus vielen kleinen Gruppen, die eine Mehrheitsbildung kompliziert machen.
| Partei / Wählergruppe                       | Stimmenanteil 2019 | Sitze 2019 |  | Stimmenanteil 2024 | Sitze 2024 |
| ------------------------------------------- | ------------------ | ---------- |  | ------------------ | ---------- |
| CDU                                         | 19,6 %             | 9          |  | 20,1 %             | 9          |
| AfD                                         | 11,7 %             | 5          |  | 16,2 %             | 7          |
| Bündnis 90/Die Grünen                       | 17,8 %             | 8          |  | 13,2 %             | 6          |
| Die Linke                                   | 14,6 %             | 6          |  | 09,2 %             | 4          |
| SPD                                         | 10,7 %             | 5          |  | 08,9 %             | 4          |
| BSW                                         | –                  | –          |  | 06,8 %             | 3          |
| Tierschutzpartei                            | 04,9 %             | 2          |  | 05,6 %             | 2          |
| Initiative Bürgerentscheid Greifswald (IBG) | –                  | –          |  | 05,5 %             | 2          |
| Bürgerliste Greifswald (BG)                 | 05,1 %             | 2          |  | 04,4 %             | 2          |
| FDP                                         | 05,1 %             | 2          |  | 02,8 %             | 1          |
| Alternative Liste (AL)                      | 02,4 %             | 1          |  | 01,9 %             | 1          |
| Allianz der bürgerlichen Mitte (AdbM)       | –                  | –          |  | 01,5 %             | 1          |
| Die PARTEI                                  | –                  | –          |  | 01,3 %             | 1          |
| Kompetenz für Vorpommern (KfV)              | 05,6 %             | 2          |  | –                  | –          |
| Einzelbewerberin Grit Wuschek               | 02,3 %             | 1          |  | –                  | –          |
| Sonstige                                    | 00,2 %             | –          |  | 02,6 %             | –          |
| Insgesamt                                   | 100 %              | 43         |  | 100 %              | 43         |

### Oberbürgermeister
Am 10. Mai 2015 wurde Stefan Fassbinder von Bündnis 90/Die Grünen in einer Stichwahl mit 50,1 % der Stimmen zum Oberbürgermeister der Hansestadt Greifswald gewählt. Hinter ihm stand ein Wahlbündnis, das neben seiner eigenen Partei außerdem Die Linke, die SPD und die Piratenpartei umfasste. Die Wahl wurde jedoch wegen eventueller Unregelmäßigkeiten in einem Wahllokal angefochten (ein Wahllokal war wegen einer verrutschten, mittlerweile im Pommerschen Landesmuseum ausgestellten, Fußmatte zeitweise nur eingeschränkt erreichbar). Am 28. September 2015 bestätigte die Greifswalder Bürgerschaft die Gültigkeit der Wahl und wies die Einsprüche zurück.
2022 wurde Stefan Fassbinder von Bündnis 90/Die Grünen, SPD, DIE LINKE und Tierschutzpartei unterstützt und in der Stichwahl gegen Madeleine Tolani (CDU) am 26. Juni 2022 mit 56,1 % der gültigen Stimmen wiedergewählt. Seine Amtszeit beträgt sieben Jahre.

### Wappen
| Wappen der Stadt Greifswald | Blasonierung: „In Silber ein aufgerichteter, golden bewehrter roter Greif, mit der linken Hinterpranke auf einem gespaltenen, aber noch grünenden natürlichen Baumstumpf stehend.“ |
| Wappen der Stadt Greifswald | Wappenbegründung: Das nach dem Siegelbild des SIGILLVM BVRGENSIUM DE GRIPESWOLD – erstmals 1308 als Abdruck überliefert – gestaltete und 1994 neu gezeichnete Wappen vereinigt ein Herrschaftszeichen, das Wappenbild der pommerschen Herzöge, mit einem Stadtzeichen. Greif und Baumstumpf versinnbildlichen als redende Zeichen den Namen der Stadt. Zugleich verweist der Greif auf den damaligen Stadtherrn. Von der zweiten Hälfte des 19. Jahrhunderts bis zur Mitte der 30er Jahre des 20. Jahrhunderts hatte die Stadt ein in Anlehnung an das SIGILLVM CIVITATIS DE GRIPESWOLD – als Abdruck aus dem Jahre 1262 überliefert – gestaltetes Wappen geführt: In Silber auf grünem Boden ein aufgerichteter, golden bewehrter roter Greif, mit dem rechten Fang einen abgebrochenen, aber grünenden Eichenstamm fassend. Danach war sie zwar zur traditionellen Wappengestaltung nach dem Siegelbild von 1308 zurückgekehrt, führte das Hoheitszeichen bis 1994 aber in etwas abgewandelter Fassung: In Silber ein aufgerichteter, schwarz bewehrter roter Greif mit untergeschlagenem Schweif über einem aus dem Unterrand wachsenden, gespaltenen natürlichen Baumstamm mit grünen Blättern. Das 1994 neu gezeichnete Wappen wurde unter der Nr. 69 der Wappenrolle des Landes Mecklenburg-Vorpommern registriert. |

### Flagge
| Flagge | Die Flagge ist längs gestreift von Rot, Weiß, Rot, Weiß, Rot, Weiß und Rot. Die roten und weißen Streifen an der Ober- und Unterkante nehmen je drei Achtzigstel, die beiden anderen roten Streifen je ein Achtel und der weiße Mittelstreifen nimmt drei Fünftel der Höhe des Flaggentuchs ein. In der Mitte des weißen Mittelstreifens liegen die Figuren des Stadtwappens: ein aufgerichteter, gelb bewehrter roter Greif, mit der linken Hinterpranke auf einem gespaltenen, aber noch grünenden natürlichen Baumstumpf stehend, die zusammen drei Achtel der Höhe des Flaggentuchs einnehmen. Die Höhe des Flaggentuchs verhält sich zur Länge wie 4:7 (§ 1 Abs. 7 Hauptsatzung). |

### Dienstsiegel

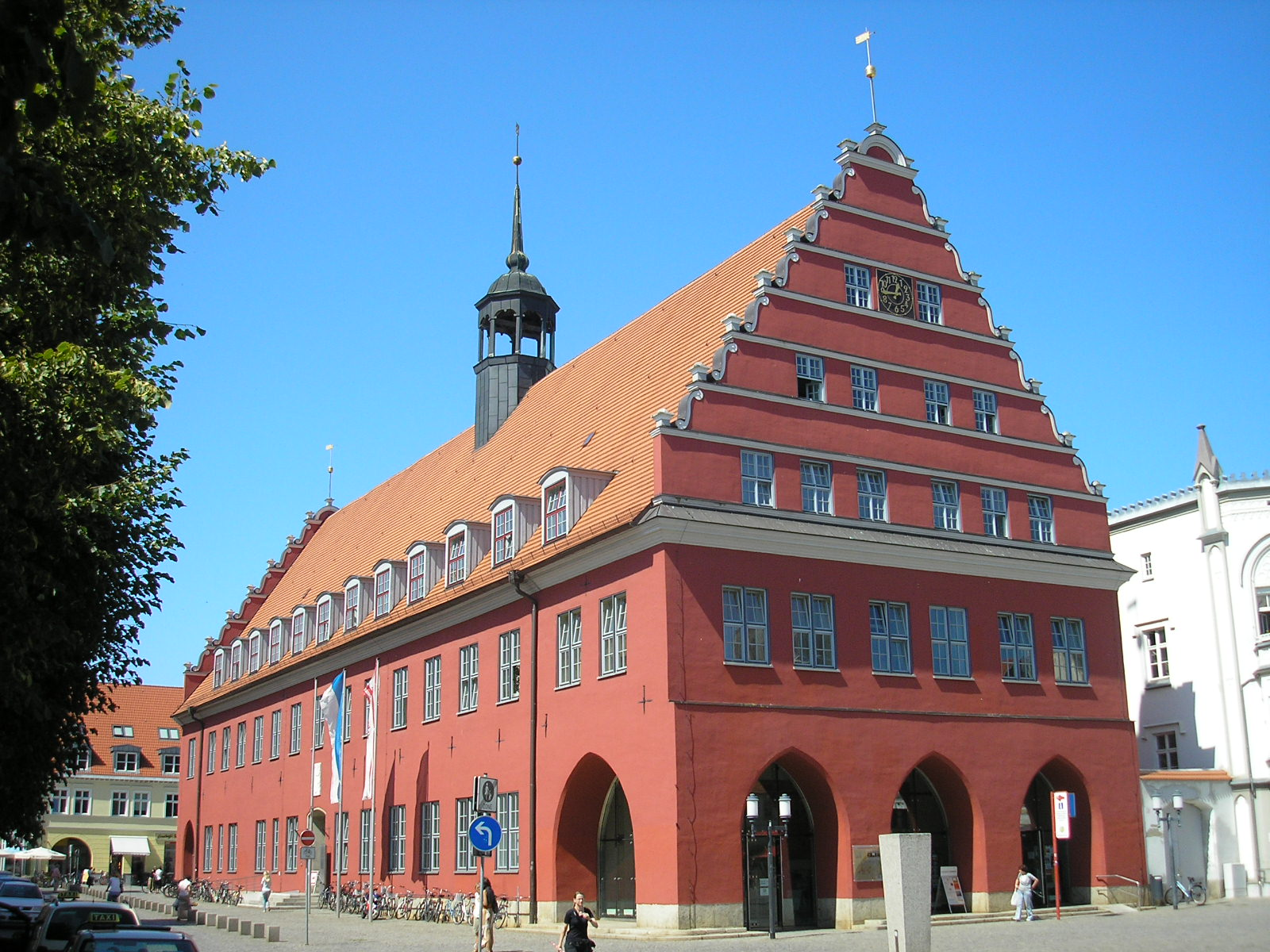
Das Greifswalder Rathaus ist Sitz des Oberbürgermeisters.

Das Dienstsiegel zeigt die Figur des Stadtwappens mit der Umschrift „UNIVERSITÄTS- UND HANSESTADT GREIFSWALD“.

### Internationale Beziehungen
Städtepartnerschaften bestehen mit folgenden Städten:
- Kotka in Finnland (seit 1959)
- Osnabrück in Deutschland (seit 1988)
- Lund in Schweden (seit 1990)
- Hamar in Norwegen (seit 1997, Freundschaft seit 1992)
- Gollnow in Polen (seit 2006, Freundschaft seit 1986)
- Newport News in den Vereinigten Staaten (seit 2007)
- Stettin in Polen (seit 2010, Freundschaft seit 1996)

Darüber hinaus bestehen Städtefreundschaften und Kooperationen mit folgenden Städten:
- Bryan/College Station in den Vereinigten Staaten (Schüler- und Bürgerbegegnungen seit 1994)[57]
- Pomerode in Brasilien (seit 2001)
- Tartu in Estland (seit 2006)
- Benxi in China (seit 2015)
- Anatoliki Samos in Griechenland (seit 2015)
- Drohobytsch in der Ukraine (seit 2016)
- Wyborg in Russland (seit 2018, aktuell ruhend)

Des Weiteren ist Greifswald Mitglied in den Vereinigungen Hansebund der Neuzeit, Union of the Baltic Cities, Cities for Life sowie Mayors for Peace.

## Kultur und Sehenswürdigkeiten

### Theater, Museen und andere kulturelle Einrichtungen

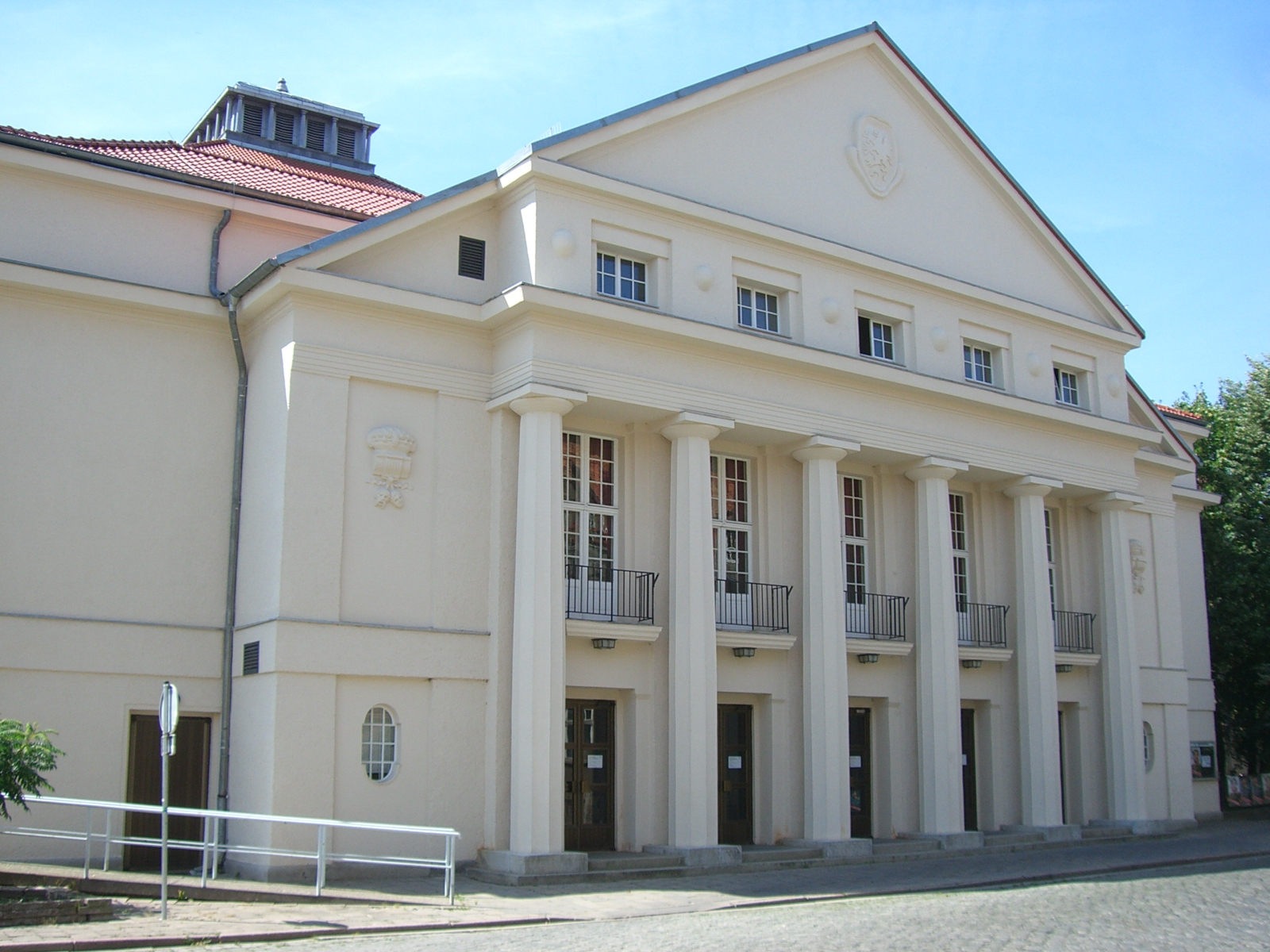
Greifswalder Theaterhaus des Theater Vorpommerns

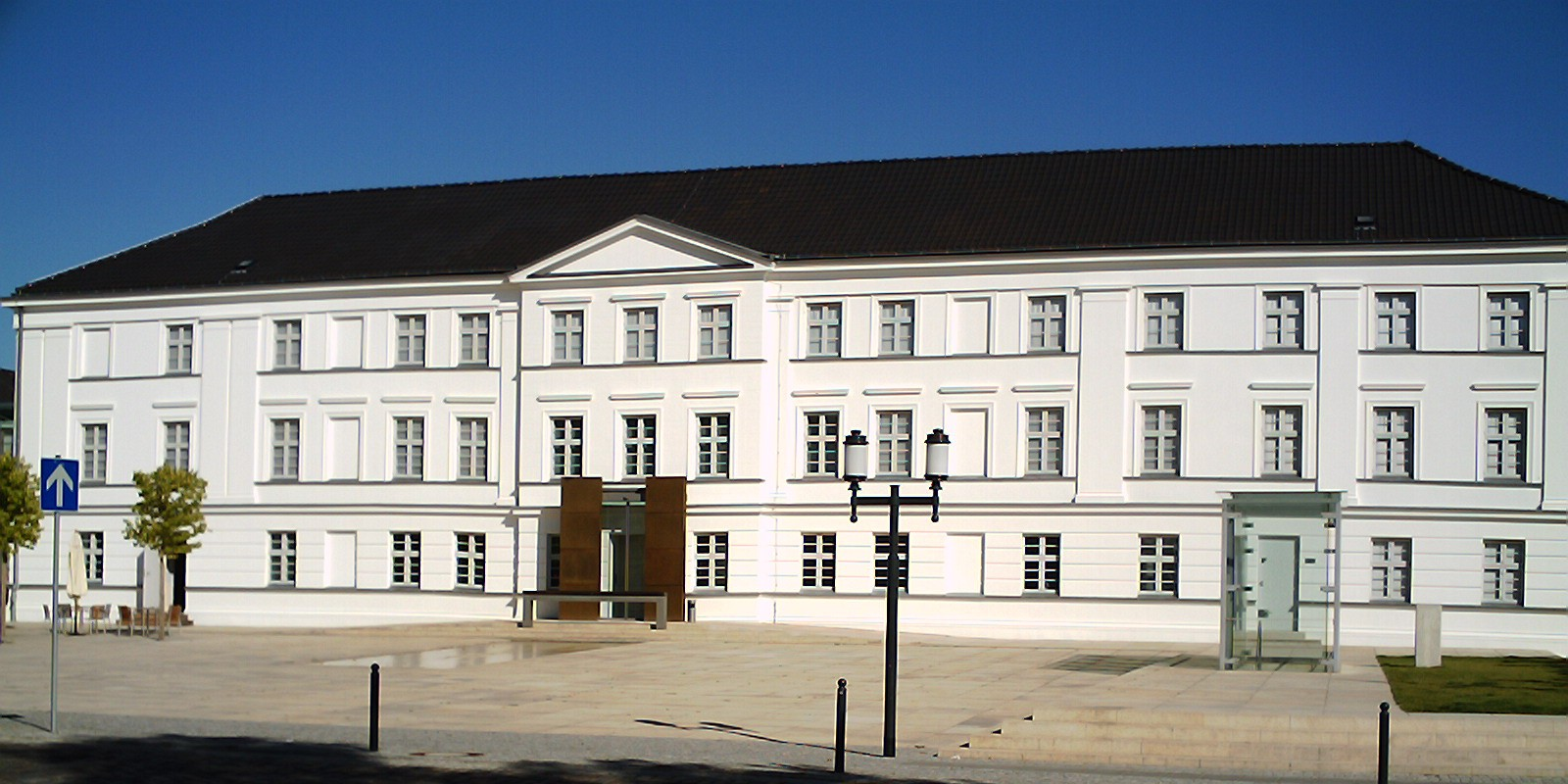
Pommersches Landesmuseum

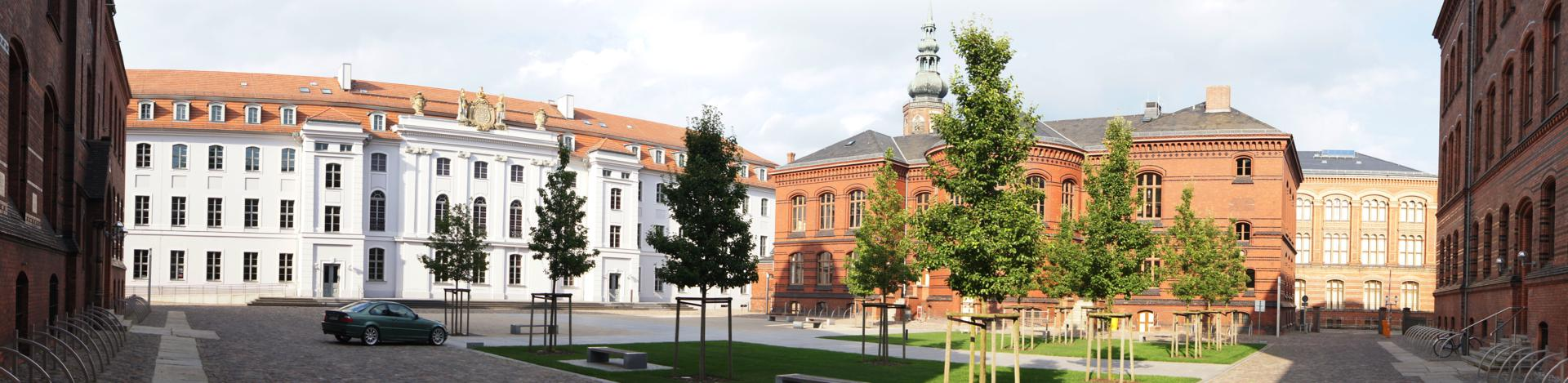
Universitäts-Hauptgebäude und Auditorium maximum

Die größten Kultureinrichtungen in der Stadt sind das Theater Vorpommern und das Pommersche Landesmuseum, das u. a. Bilder des in Greifswald geborenen Malers Caspar David Friedrich ausstellt. Zum Jubiläumsjahr 2024 sollte das Museum um eine Galerie der Romantik erweitert werden. Die Klärung offener Finanzierungsfragen wegen gestiegener Baukosten führte jedoch zu einer Verzögerung des Vorhabens. Der Baubeginn erfolgte daher erst im Januar 2024, das Richtfest konnte am 16. Juli 2024 gefeiert werden. Angestrebt wird eine Eröffnung der Galerie im Jahr 2025.
Die 1915 fertiggestellte Stadthalle Greifswald wurde aufwendig restauriert und ist zusammen mit dem nebenstehenden Theaterhaus der zentrale Veranstaltungs- und Konferenzkomplex der Stadt Greifswald. Die Stadthalle hat unter anderem einen 500 Plätze umfassenden Kaisersaal sowie den 150 Plätze umfassenden Rubenow-Saal.
Das Caspar-David-Friedrich-Zentrum steht an der Stelle des Geburtshauses des in Greifswald geborenen Malers der Romantik und widmet sich dessen Leben und Werk. Von dort aus führt ein Caspar-David-Friedrich-Bildweg zu 15 Stationen, die im Zusammenhang mit dem Leben des Malers stehen. Im Museumshafen Greifswald, direkt am Ryck in der Innenstadt gelegen, werden historische Schiffe restauriert, gepflegt und der Öffentlichkeit zugänglich gemacht. Das „Sozio-kulturelle Zentrum St. Spiritus“, das „Literaturzentrum Vorpommern“ im Koeppenhaus (nach Wolfgang Koeppen) und das „IKuWo“ (Internationales Kultur- und Wohnprojekt) sind u. a. regelmäßig Orte kultureller Veranstaltungen.
Auch in einigen öffentlichen Einrichtungen werden Kunstobjekte ausgestellt u. a. in der Galerie „KunstimGericht“.
Außerdem sind mehrere Sammlungen der Universität, darunter die Geburtshilflich-gynäkologische Sammlung, die Medizinhistorische Sammlung und die Pathologische Sammlung, sowie das Loeffler-Haus des Friedrich-Loeffler-Instituts auf der Insel Riems öffentlich zugänglich.
Als Programmkinos arbeiten der Filmclub „Casablanca“, der seit 1992 besteht und seinen Schwerpunkt auf die Kultur des 35-mm-Films setzt, das Koeppenhaus und die Initiative KinoAufSegeln auf dem Gelände der Greifswalder Museumswerft, die seit 2015 besteht. Alle drei sind Mitglieder im Landesverband Filmkommunikation Mecklenburg-Vorpommern.

### Bauwerke
Die Stadt umfasst Baustile nahezu aller Epochen von der mittelalterlichen Backsteingotik bis zu modernen Architekturformen. Insbesondere die älteren Bauwerke der Stadt sind geprägt vom in Norddeutschland und dem Ostseeraum üblichen Stil, den man auch in anderen Hansestädten wie Lübeck oder Wismar wiederfindet. Aber auch die Architektur des Klassizismus und der beginnenden Gründerzeit haben in Greifswald ihre Spuren hinterlassen. In der Zeit der DDR wurden große Teile der nördlichen Altstadt abgerissen und Wohnungen in Plattenbauweise dort errichtet. Seit 1990 sind große Anstrengungen zur Rettung und Wiederherstellung historisch gewachsener Architektur unternommen worden.

#### Altstadt
Am Markt befindet sich das aus dem 13. Jahrhundert stammende gotisch-barocke Greifswalder Rathaus. Architekturhistorisch besonders bedeutend sind die beiden mittelalterlich-hanseatischen Bürgerhäuser Markt 11 und 13 im Stil der Backsteingotik. An der Ecke zur Mühlenstraße befindet sich das weiße, klassizistische Gebäude der Gemäldegalerie des Pommerschen Landesmuseums, das nach Plänen von Johann Gottfried Quistorp gebaut wurde.

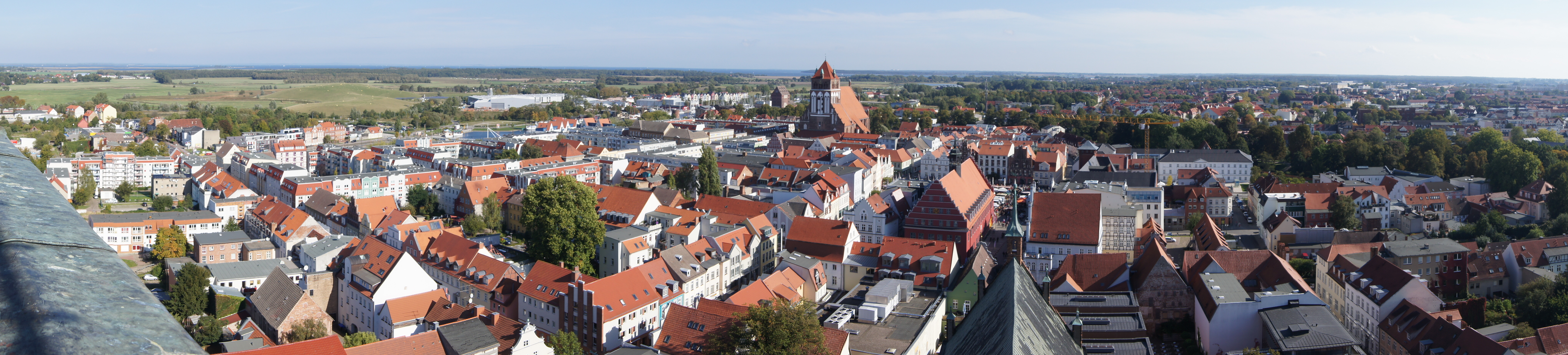
Blick über die Altstadt bis zum Greifswalder Bodden

Über den Südteil des Marktes erstreckt sich das ehemalige Post- und Telegrafenamt von 1896, nach einem Entwurf von Postbaurat Ernst Hake. Nach umfangreicher Sanierung als Stadthaus ab 2014 in Nutzung.
Die Altstadt wird zudem durch Bauten der Universität Greifswald geprägt, wie dem Hauptcampus mit dem Audimax, mehreren Klinikbauten, sowie verschiedene Institutsbauten. Die größten Sakralbauten sind die weithin sichtbaren drei gotischen Backsteinkirchen. Der Dom St. Nikolai (erbaut um 1263) ist ein Wahrzeichen der Stadt und liegt im westlichen Zentrum, in Nachbarschaft zum Hauptgebäude der Universität. Er ist die Haupt- bzw. Bischofskirche des Pommerschen Evangelischen Kirchenkreises („Kirchenkreis Pommern“) der Evangelisch-Lutherischen Kirche in Norddeutschland („Nordkirche“). St. Marien – im Volksmund auch Dicke Marie genannt – ist die älteste der drei großen Stadtkirchen (um 1260 errichtet). St. Jacobi (1280) liegt am westlichen Rand des Stadtkerns und ist die kleinste der drei Hauptkirchen.
Weiterhin gibt es diverse bedeutende historische Bürgerhäuser in der Altstadt, etwa an den Hauptkirchen sowie entlang der Ost-West-Achse Schuhhagen – Mühlenstraße bzw. Lange Straße. Das Alfried-Krupp-Wissenschaftskolleg ist ein universitätsnaher Neubau mit intensiver internationaler und wissenschaftlicher Nutzung. Die nördliche Altstadt in Richtung Hafen wurde aufgrund eines DDR-Modellvorhabens trotz Verschonung durch den Krieg großflächig abgerissen und durch Typenbauten in Plattenbauweise ersetzt, nur wenige Altbauten wie die Stadtbibliothek in der Knopfstraße wurden von dieser zerstörerischen Maßnahme verschont.
Im Süden, Westen und Nordwesten  der Altstadt ist ein großer Teil der Greifswalder Stadtbefestigung mit Wällen und Stadtmauer erhalten.

#### Universität

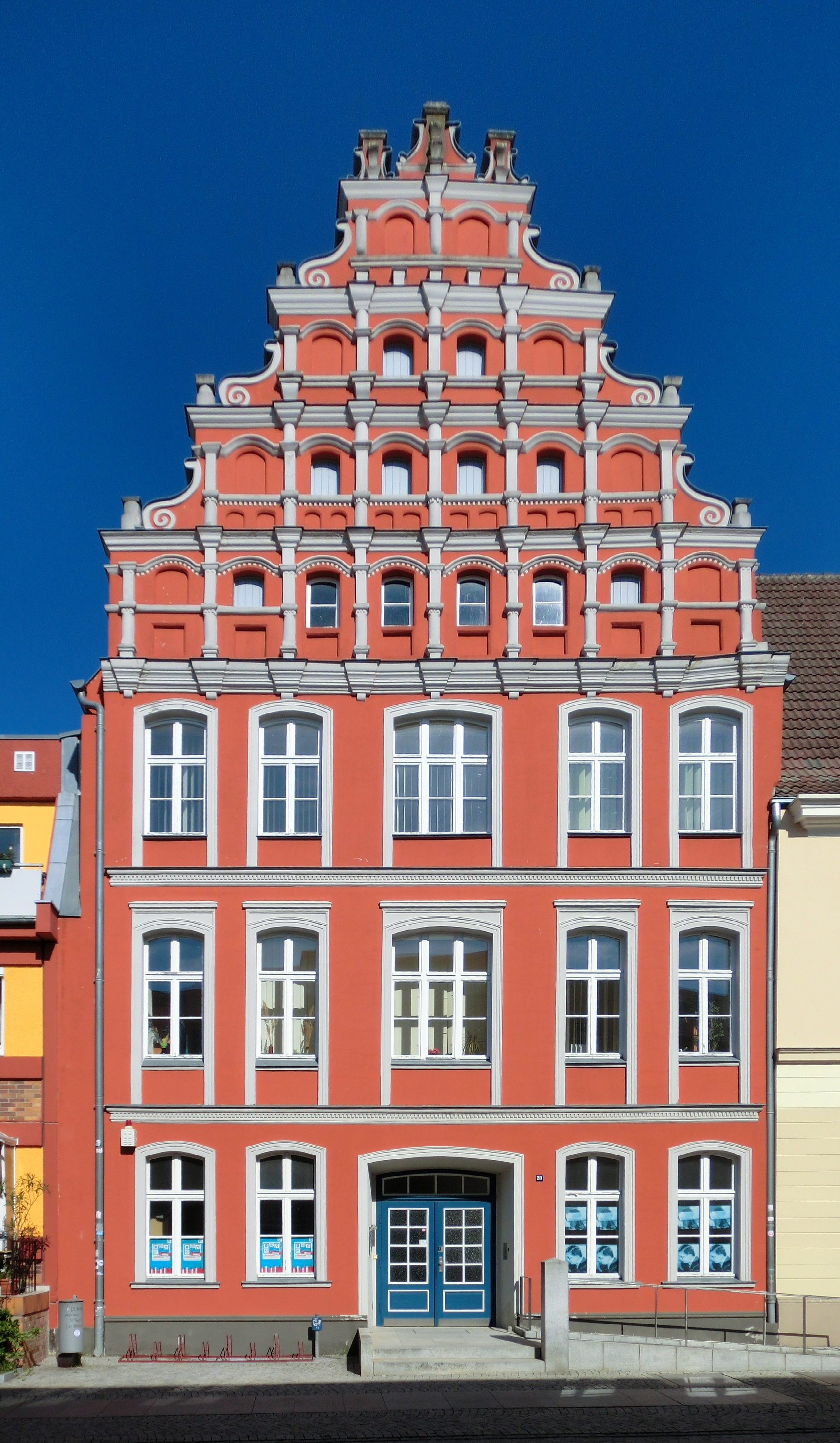
Stadtbibliothek Greifswald

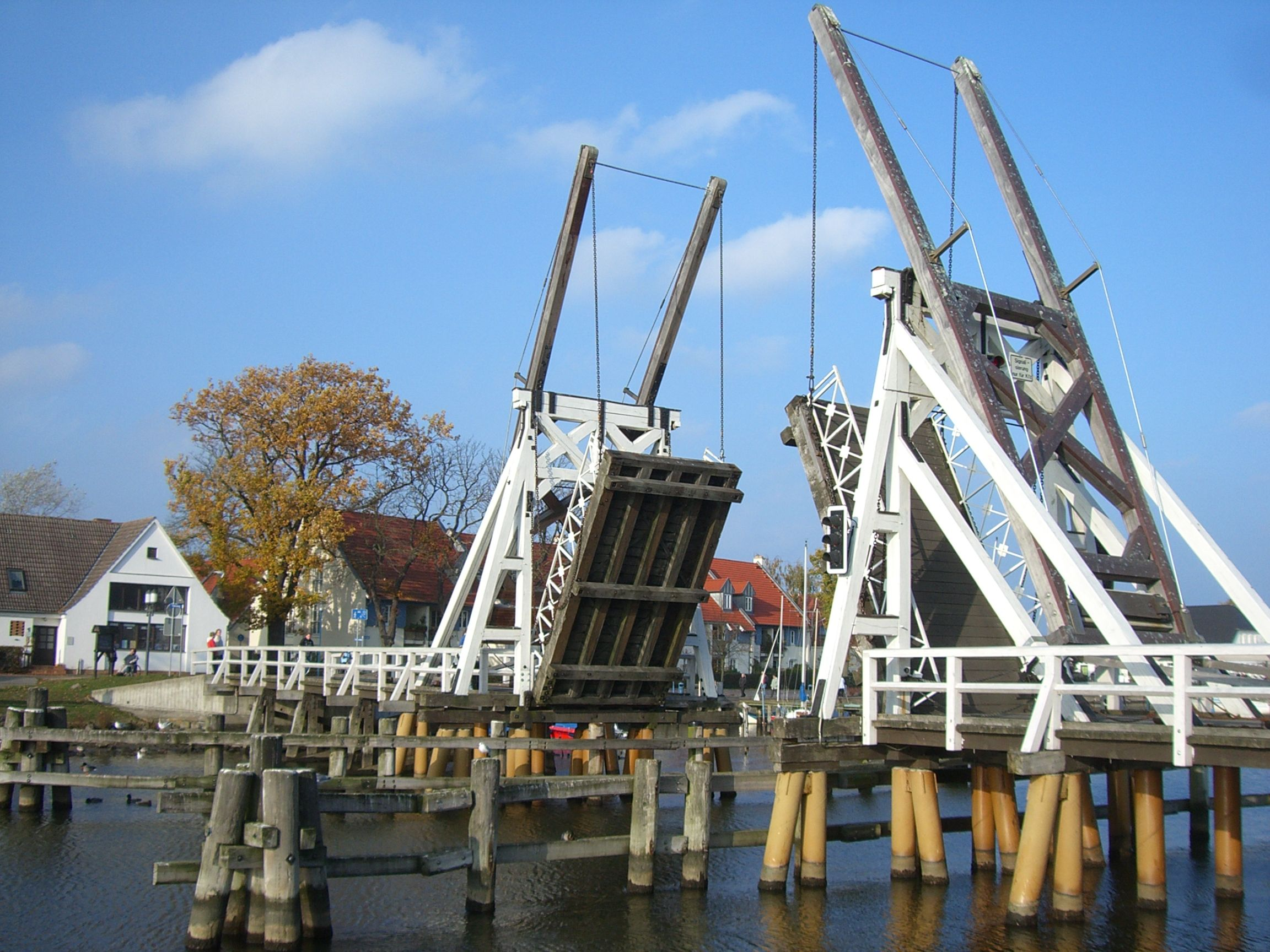
Für die Durchfahrt von Sportbooten und Schiffen geöffnete historische Klappbrücke im Ortsteil Wieck

Das barocke Hauptgebäude der Universität Greifswald wurde 1747 nach Plänen von Andreas Mayer errichtet. Um das Hauptgebäude der Universität gruppiert sich der Altstadt-Campus mit der alten Universitätsbibliothek von 1882 nach Plänen von Martin Gropius und Heino Schmieden, dem Auditoriengebäude mit Karzer von 1886, dem Physikalischen Institut mit Sternwarte von 1891, der Augenklinik von 1887 und dem Physiologischen Institut von 1888. Im Norden der Altstadt befindet sich der ehemalige Klinikumskomplex mit Gebäuden der Inneren Medizin, Chirurgie und Frauenklinik. Dieser Bereich soll in den nächsten Jahren für die Geistes- und Rechtswissenschaften umgestaltet werden.
Der neue Campus am Berthold-Beitz-Platz beherbergt die Institute für die Naturwissenschaften und die Medizin. Aus architektonischer Sicht hervorzuheben sind hier das Institut für Physik und Biochemie sowie das Institut für Pharmakologie als sachliche Bauten der Moderne.

#### Weitere Gebäude
- Als ehemalige Speicherbauten: unter anderem der Pferdespeicher in der Baderstraße 25, in der Hunnenstraße, Kuhstraße 25; ferner der alte Speicher am Hafen (Hafenstraße/Ecke Marienstraße) mit dem Greifswalder Wappentier auf der Westfront
- Wohnhäuser wie das Jugendhaus „Pariser“, Wohnhäuser Bahnhofsstraße 2/3, 31/32, 52, 54 und 55, Fleischerstraße 3, Gützkower Straße, Lange Straße 8, 52, 54, 60, 68, 75 und 77, Steinbecker Straße 28
- Geschäftshäuser wie das ehemalige Textilkaufhaus Albert Erdmann am Markt von 1902 sowie am Markt die Häuser Nr. 6, 20/21 und 30
- Das Wohnprojekt Wohnen in der Mauer von 1998 nach Plänen von Gottfried Böhm am westlichen Stadtkern (Hirtenstraße)
- Wasserwerks Groß Schönwalde von um 1914, das noch in Betrieb ist

### Denkmale

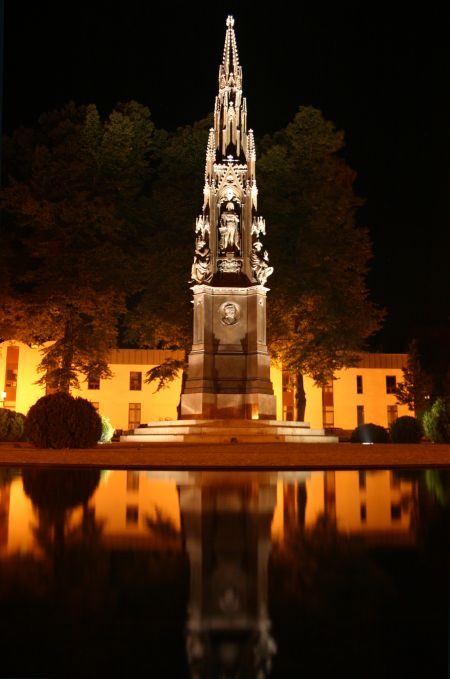
Rubenow-Denkmal

- Rubenow-Denkmal auf dem Platz vor der Theologischen Fakultät
- Sühnestein für den hingerichteten Landvogt von Rügen Raven von Barnekow, der anscheinend nach 1453 gesetzt wurde, an der linken Seite der Straße (frühere B 96) zwischen Greifswald und Neuenkirchen in Nähe der Holländermühle
- Bismarcksäule an der Wolgaster Straße auf dem Epistelberg gegenüber dem Volksstadion; 1900 fertiggestellt, von 1960 bis 1991 zur Olympiasäule umgewidmet
- VdN-Ehrenhain von 1970 auf dem Neuen Friedhof für die Opfer des Faschismus, dazu seit 1974 eine Gedenktafel für 172 Todesopfer des KZ Peenemünde
- zwei Gemeinschaftsgrabanlagen auf dem Neuen Friedhof für 641 vorwiegend sowjetische Kriegsgefangene als Opfer der Zwangsarbeit, sowie 65 deutsche Wehrmachtsdeserteure, die bei Kriegsende ermordet wurden
- Steinstele aus den 1950er Jahren am Bahnhofsplatz zum Andenken an antifaschistische Widerstandskämpfer

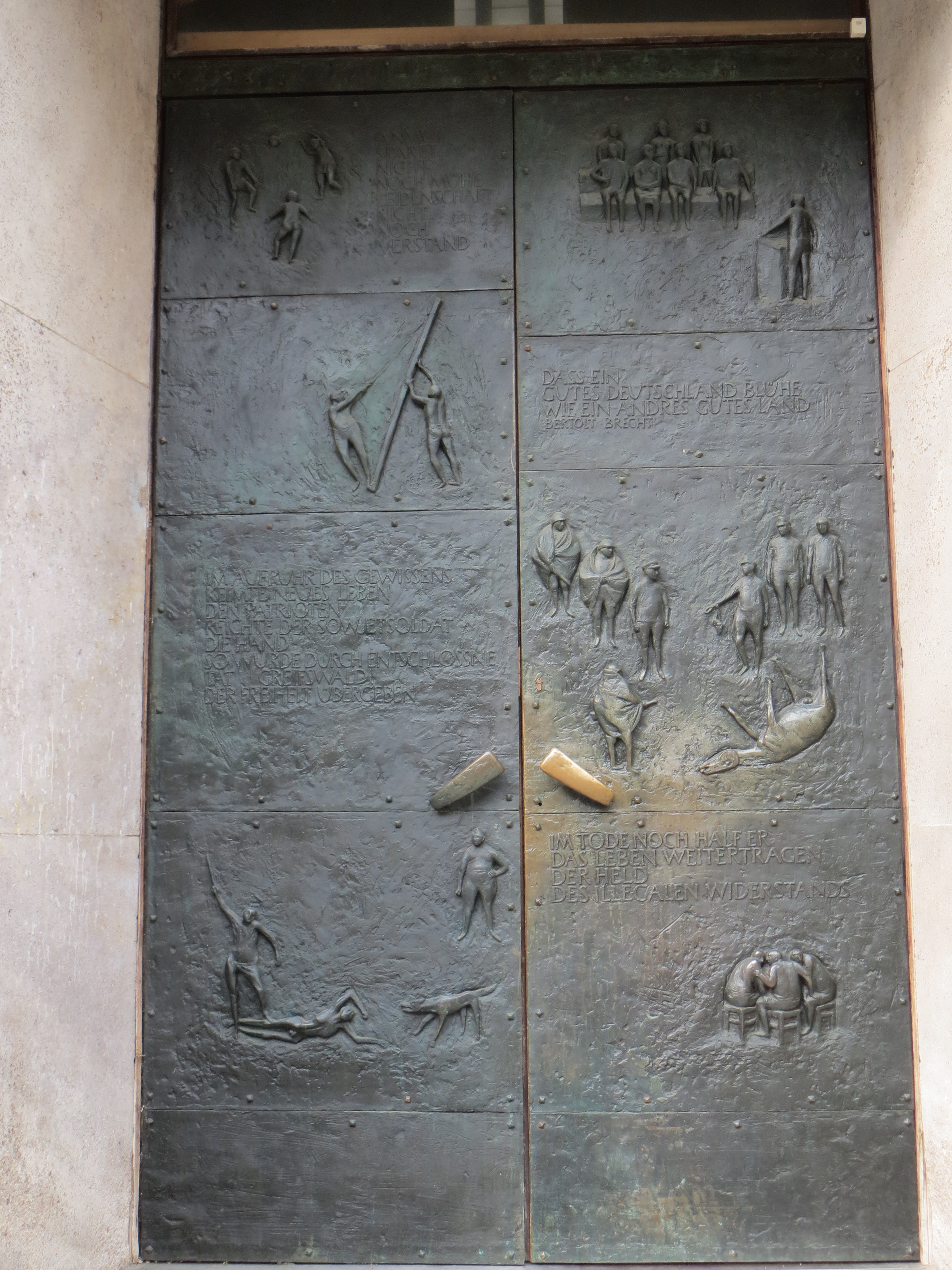
Rathaustür

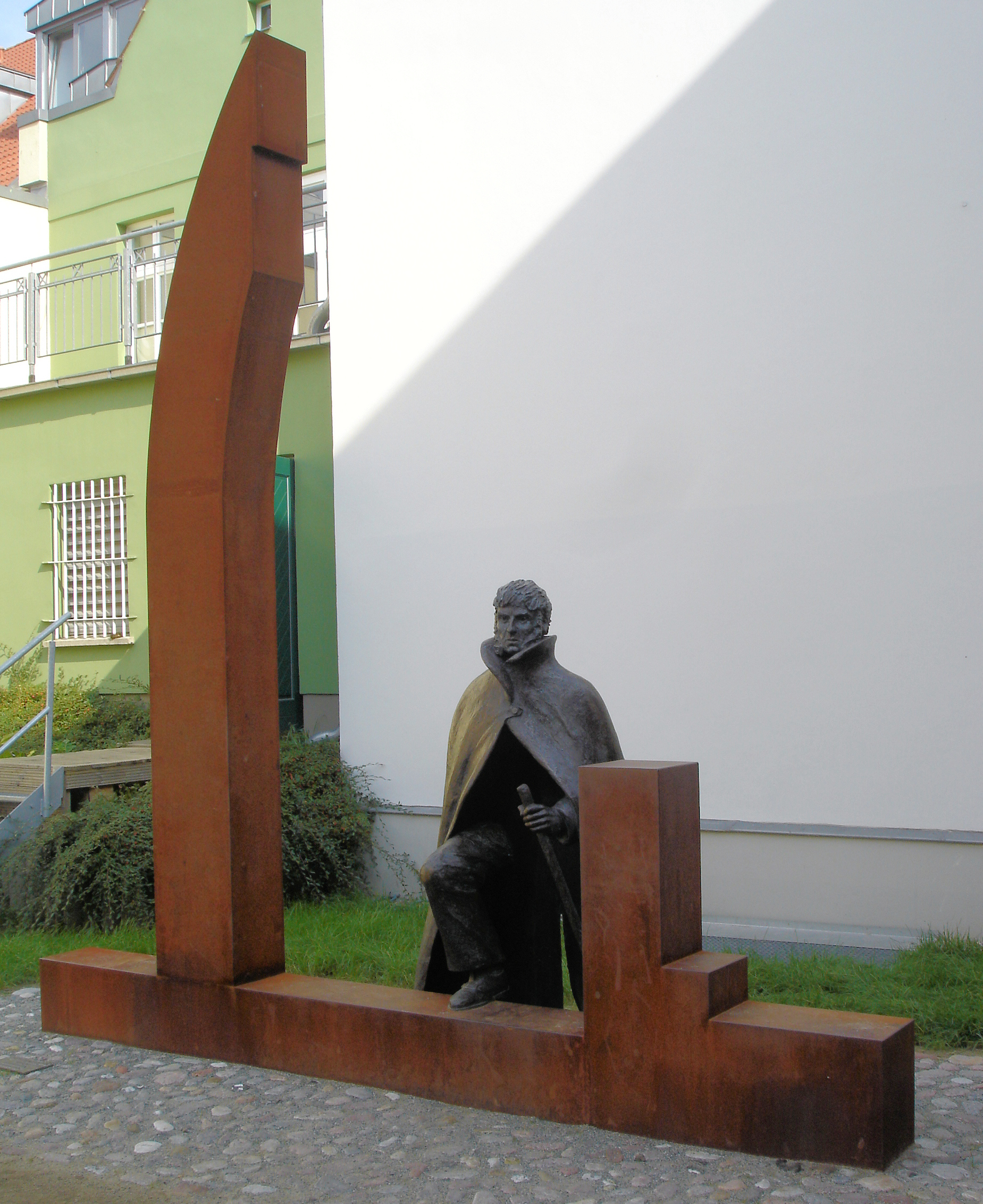
Caspar-David-Friedrich-Denkmal

- Bronzetür des Rathauses, die 1966 von dem Bildhauer Jo Jastram geschaffen wurde, zur Ehrung der kampflosen Übergabe der Stadt an die Rote Armee durch den Stadtkommandanten Oberst Rudolf Petershagen am 30. April 1945
- Gedenktafel von 1958 an der Bahnhofstraße/Ecke Erich-Böhmke-Straße zur Erinnerung an den kommunistischen Stadtverordneten Erich Böhmke, der 1939 im KZ Sachsenhausen ermordet wurde
- Gedenktafel an der Pfarrer Wachsmann-/Ecke Bahnhofstraße zur Erinnerung an den antifaschistischen katholischen Seelsorger Alfons Maria Wachsmann, der 1944 im Zuchthaus Brandenburg-Görden ermordet wurde. Seit 1985 gibt es an der Rubenow-Brücke auch eine Porträtbüste von Wachsmann, die auf Anregung des CDU-Vorsitzenden Gerald Götting in Auftrag gegeben und von dem Bildhauer Klaus Freytag geschaffen wurde.
- Gedenkstein von 1954 für den sozialdemokratischen Lehrer Karl Krull (1905–1932) vor der nach ihm benannten Schule in der Bleichstraße. Er wurde 1932 von einem wegen eines Hitler-Besuchs aufgeputschten Polizeitrupp erschossen.
- Gedenkstein auf dem Gelände der ehemaligen Wasserwirtschaftsdirektion Küste Greifswald-Eldena am südlichen Ryckufer erinnert an den Landarbeiter und Vorsitzenden der KPD-Ortsgruppe Eldena, Franz Wehrstedt (1899–1933), der im Zuge des Nazi-Terrors von einheimischen SA-Leuten am 2. Juli 1933 in unmittelbarer Nähe ermordet und in den Ryck gestoßen wurde.
- Gedenktafel von 1960 im damaligen Eingang C des Hauptpostamtes für die antifaschistische Kommunistin Auguste Bollnow (1874–1942), die 1942 im Frauengefängnis Leipzig an den erlittenen Misshandlungen starb. Die Platte wurde 1993 von dem Postamtsleiter entfernt, weil ihr Inhalt angeblich „nicht mehr die uneingeschränkte Zustimmung aller Beschäftigten und Postkunden“ finde.
- Gedenkstein von 1970 für den chilenischen Arzt und Präsidenten Salvador Allende (1908–1973) auf dem Gelände der heute nicht mehr existenten Betriebsberufsschule Dr. Salvador Allende des Ingenieur-, Tief- und Verkehrsbaukombinates Rostock (ITVK) in der Greifswalder Brandteichstraße. Der monumentale Findling mit der Inschrift Dr. Salvador Allende befindet sich heute vor dem nicht mehr genutzten Schulgebäude (Flachbau) neben dem 1998 errichteten VCH-Hotel, Wilhelm-Holtz-Straße.
- Gedenkstein von 1982 für den chilenischen Dichter, Diplomaten und Literatur-Nobelpreisträger Pablo Neruda neben dem Haupteingang des heutigen Alexander-von-Humboldt-Gymnasiums-Greifswald, ehemals POS Pablo Neruda, Makarenkostraße. Inschrift: Pablo Neruda 1904–1973.
- Gedenktafel von 1992 in der Goethestraße 5 an den jüdischen Mathematikprofessor Felix Hausdorff, der kurz vor der Deportation in ein Konzentrationslager mit seiner Frau in den Freitod ging
- die seit 1975 unter Denkmalschutz stehenden Greifswalder Befestigungsanlagen mit Wallanlage, Stadtmauer und Fangenturm
- 13 Stolpersteine des Künstlers Gunter Demnig,[65][66] siehe Liste der Stolpersteine in Greifswald
- skulpturales Denkmal für Caspar David Friedrich in der Lappstraße, Nähe Dom, das auf Initiative von Helmut Maletzke durch den Lübecker Bildhauer Claus Görtz entstand und am 8. Mai 2010 eingeweiht wurde

### Grünflächen und Naherholung

#### Botanischer Garten und Arboretum

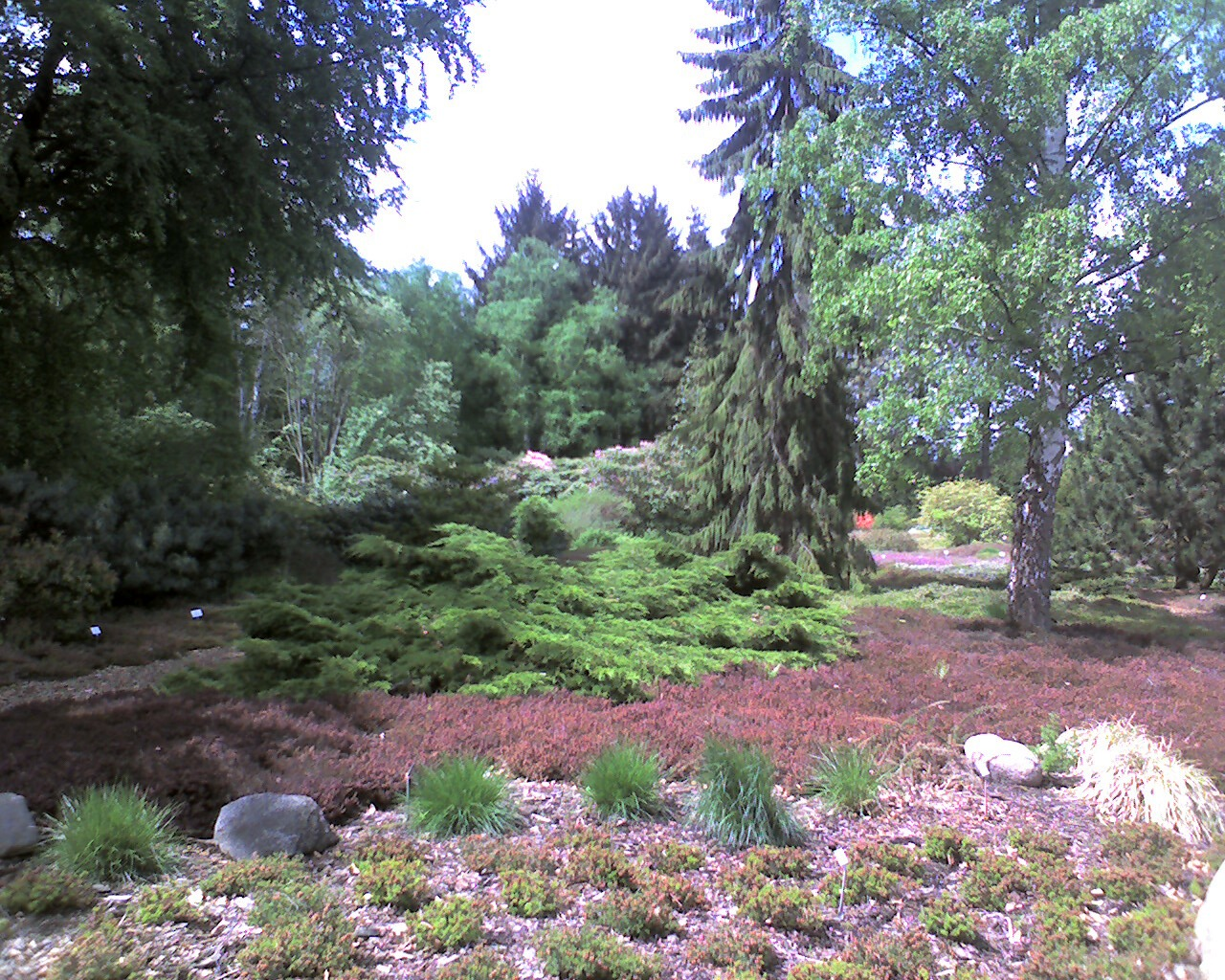
Heidegarten im Arboretum

Botanischer Garten und Arboretum der Universität umfassen eine Gesamtfläche von etwa neun Hektar, verteilt auf zwei verschiedene Standorte. Das Arboretum (7 ha) befindet sich in der Nähe der Universitätsbibliothek Greifswald, während der Botanische Garten (2 ha) südwestlich an die Altstadt angrenzt. Bereits 1763 gegründet, ist es einer der ältesten botanischen Gärten in Deutschland und einer der ältesten derzeit existierenden wissenschaftlich genutzten Gärten der Welt.

#### Tierpark Greifswald
Der Tierpark Greifswald befindet sich am Rande der nordwestlichen Altstadt auf einem etwa 3,6 Hektar großen parkähnlichen Gelände. Etwa hundert verschiedene vor allem heimatliche, aber auch fremde Tierarten befinden sich auf dem Gelände. Ein Streichelgehege sowie ein Erlebnisspielplatz gehören ebenso dazu. Vor dem Tierpark, rund um einen See gelegen, befinden sich öffentliche mit einzelnen alten Laubbäumen versehene Rasenflächen.

#### Naturschutzgebiete

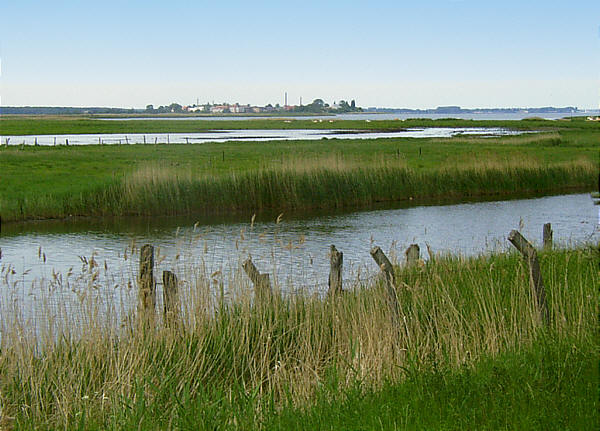
Salzwiesen, Blick von der Insel Koos in Richtung FLI auf der Insel Riems

Das Naturschutzgebiet Eldena ist eine seit 1961 unter Schutz stehende etwa 407 Hektar umfassende Waldfläche südlich des Greifswalder Ortsteils Eldena. Zurückgehend auf eine 1634 erfolgte Schenkung des letzten Pommernherzogs, Bogislaw XIV., ist ein Großteil des Waldgebiets auch heute noch in Universitätsbesitz. Neben der Rolle als Erholungsraum für die allgemeine Öffentlichkeit spielt es auch als Exkursionsgebiet für Studenten eine Rolle.
Weitere Naturschutzgebiete sind das NSG Ladebower Moor sowie das NSG Insel Koos, Kooser See und Wampener Riff. Ferner gibt es fünf Flächennaturdenkmale und 14 Einzelbäume als Naturdenkmale.

#### Der Ryck, Wieck und Eldena

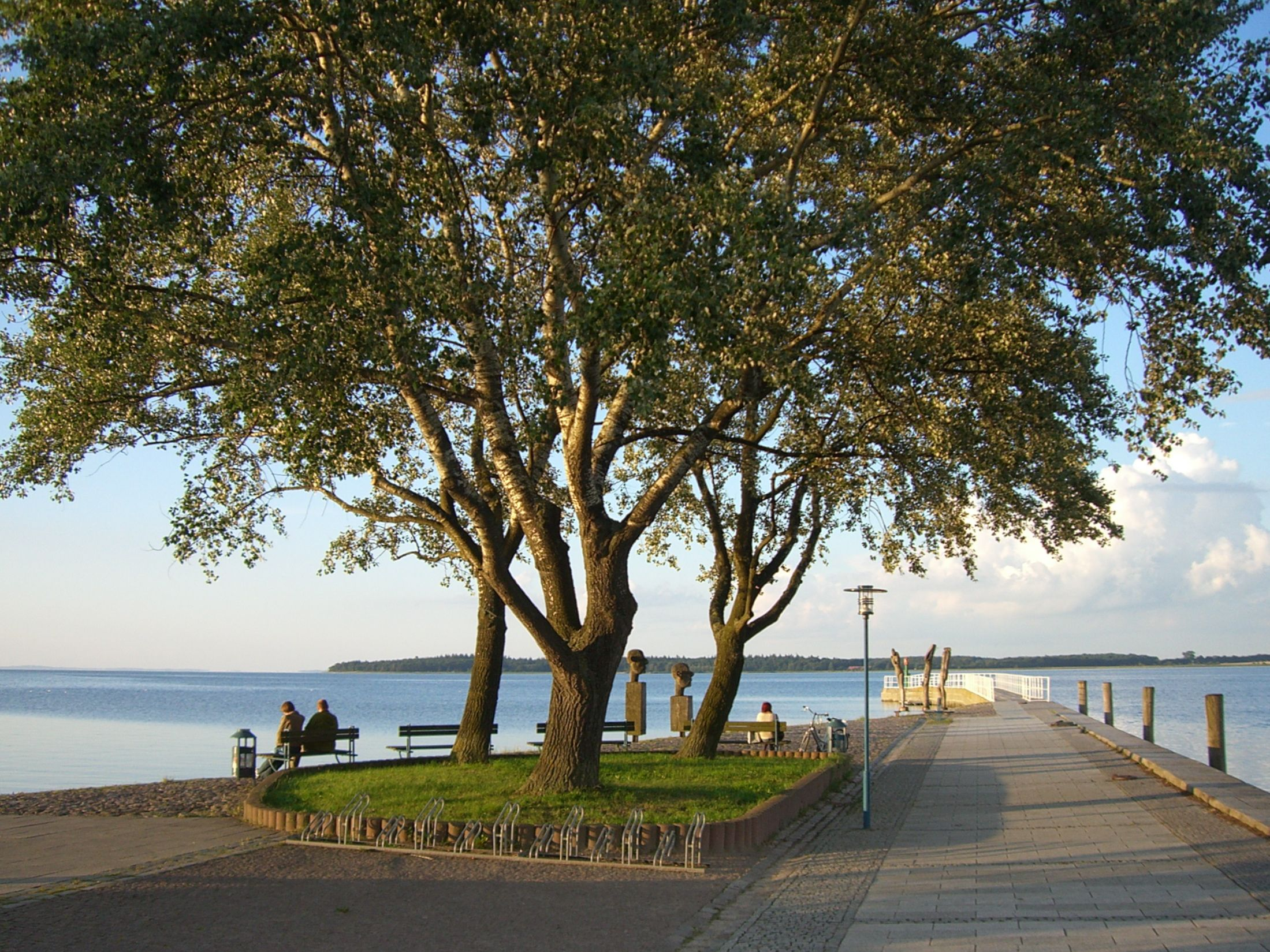
Vorplatz und Leuchtfeuer am Nordufer der Hafeneinfahrt im Greifswalder Ortsteil Wieck, wo der Ryck in den Greifswalder Bodden fließt.

Die Stadt Greifswald wird vom Fluss Ryck durchzogen, an dessen Nordufer weite Wiesenflächen liegen. Von der Altstadt in Richtung Greifswalder Bodden kann der Fluss ganzjährig an einem Treidelpfad entlang bewandert werden. Am Ryck liegt zudem das Ladebower Loch, das seit 1994 Geschützter Landschaftsbestandteil ist.
Die beiden seewärtigen Stadtteile Wieck und Eldena haben sich aus früheren Fischerdörfern entwickelt und ihren kleinteiligen maritimen Charakter bewahren können.
Das 1199 gegründete ehemalige Kloster Eldena ist der Nukleus der späteren Stadtgründung und ein Motiv des romantischen Malers Caspar David Friedrich.
In Eldena befindet sich eine historische Bockwindmühle. Die historische Wiecker Holzklappbrücke verbindet die Nord- mit der Südseite des Flusses Ryck und ist eines der Wahrzeichen der Stadt.

### Sport

#### Fußball

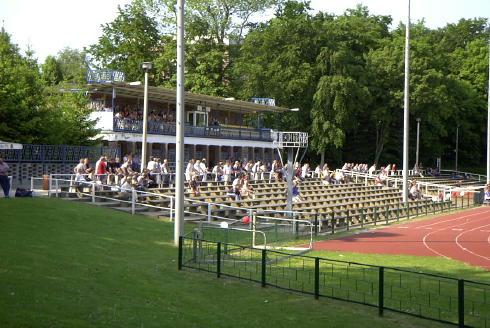
Volksstadion Greifswald

Aktuelle Vereine sind der HFC Greifswald 92 (ehemals Greifswalder Hengste), der Greifswalder SV Puls 1970, der FSV Blau-Weiß Greifswald, der SV Fichte Greifswald und die HSG Uni Greifswald.
Der größte Verein der Stadt, der Greifswalder FC, entstand 2015 aus dem Zusammenschluss des Greifswalder SV 04 mit dem 2010 gegründeten FC Pommern Greifswald. Die Vorgängervereine beziehungsweise im Greifswalder SV 04 aufgegangene Vereine sind der Greifswalder SC, der ESV/Empor Greifswald, Einheit Greifswald und die BSG KKW Greifswald. Darüber hinaus wurde 2011 die Fußballabteilung des GRC Hilda Greifswald aufgenommen. Mit Toni Kroos begann einer der besten deutschen Spieler seiner Zeit seine Karriere in Greifswald.
Der Greifswalder FC spielt in der Saison 2023/24 in der viertklassigen Regionalliga Nordost und trägt seine Heimspiele im Greifswalder Volksstadion aus. Die anderen Vereine der Stadt besitzen eigene Spielstätten oder nutzen die Nebenplätze des Volksstadions.

#### Wassersport

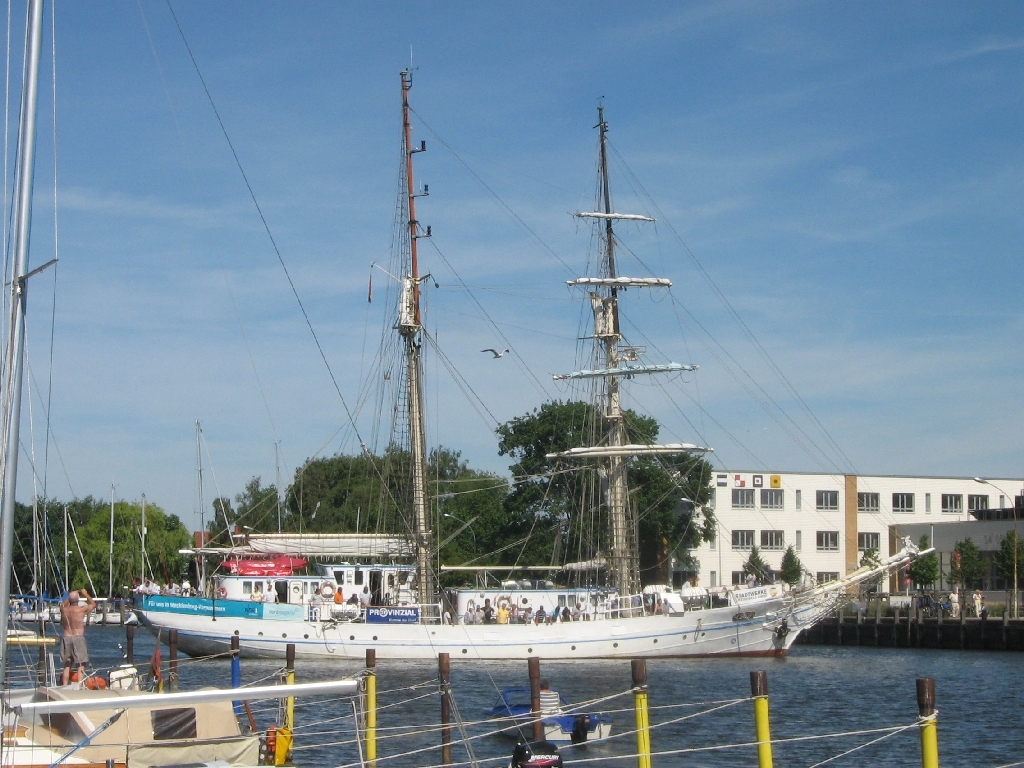
Das Segelschiff Greif in Wieck

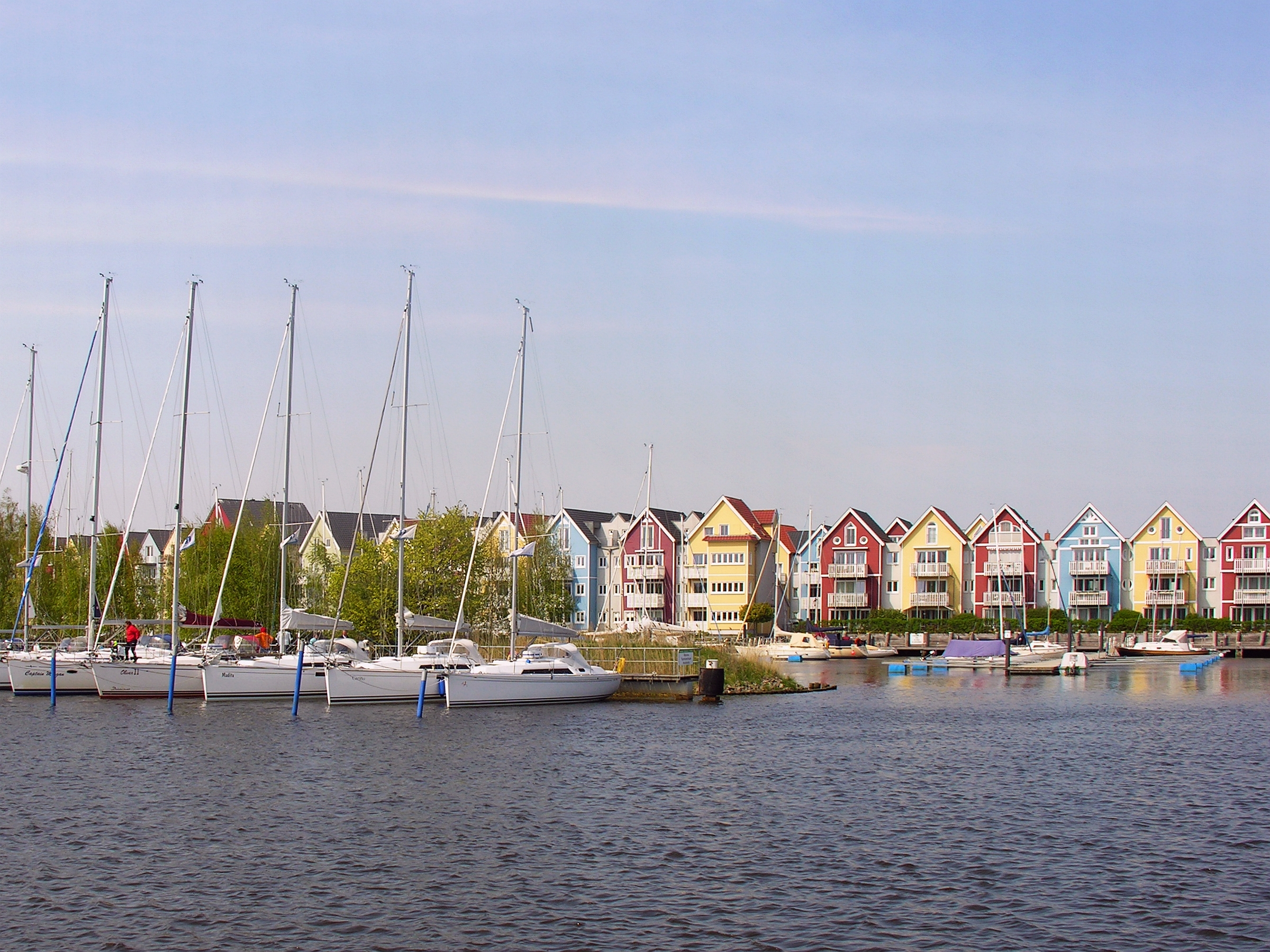
Holzteichquartier mit Yachtzentrum Greifswald

Wegen der Lage am Fluss Ryck und am Greifswalder Bodden hat Greifswald eine lange Tradition der Wassersportarten wie Segeln, Rudern, Schwimmen, Surfen und Beachvolleyball.
In und um Greifswald wurde schon früh gesegelt, zumeist mit Booten der Fischer auf dem Bodden. Jedoch entstanden erst spät eigene Segelvereine. 1902 wurde der erste Segelclub gegründet, nachdem es zu mehreren Unglücken gekommen war. Seit 1908 existiert der Akademische Seglerverein zu Greifswald (ASV), der damit der erste Akademische Seglerverein an einer Universität war. Bis heute bietet der ASV Studenten und Mitarbeitern der Universität, aber auch der Allgemeinheit, eine Heimat. Der Greifswalder Yachtclub (GYC) wurde 1926 durch Bürger der Stadt gegründet, weil der ASV allen Nichtakademikern die Aufnahme verweigerte. Der dritte größere Segelverein ist der Yachtclub Wieck (YCW). Alle drei Greifswalder Segelvereine betreiben eine gemeinsame Jugendausbildung mit dem Riemser Segelverein, deren Mitglieder in den letzten Jahren mehrfach in verschiedenen Bootsklassen deutsche Meistertitel gewinnen konnten. 2007 gründeten sieben Studenten den Studentischen Regatta Verein. Die Sportboothäfen befinden sich in den Stadtteilen Wieck und Eldena; in Zentrumsnähe gibt es verschiedene Liegeplätze wie das Holzteichquartier.
Am 22. Juni 1892 gründete der Greifswalder Kaufmann Cohn den Kaufmännischen Ruderclub Hilda der in den 1970er Jahren mehrere Olympiasieger und Weltmeister hatte. Der Verein besitzt ein eigenes Vereinsheim gegenüber der Altstadt am alten Greifswalder Hafen.
Neben dem Segel-, Ruder- und Kanusport auf dem Ryck und daran anschließenden Gewässern sind auch Kitesurfen und Surfen auf dem Greifswalder Bodden und der Ostsee sehr beliebte Sportarten. Deutsche Meister, Vizemeister etc. kann auch der Seesportclub Greifswald aufweisen.

#### Schwimmsport
Für Schwimmer gibt es in Greifswald seit 1998 ein von den Stadtwerken betriebenes Freizeithallenbad mit Sport- und Freizeitbecken. Im Stadtteil Eldena befindet sich ein Strandbad an der Dänischen Wiek mit Sandstrand und Strandbar. Hier war 2006 der Austragungsort der deutschen Meisterschaften im Beachvolleyball, Veranstalter war der ESV Turbine Greifswald. Seit 1921 gibt es das Dauerschwimmen der Querung der Dänischen Wieck über 2600 m, das heute als „Boddenschwimmen“ bekannt ist.

#### Weitere Sportarten

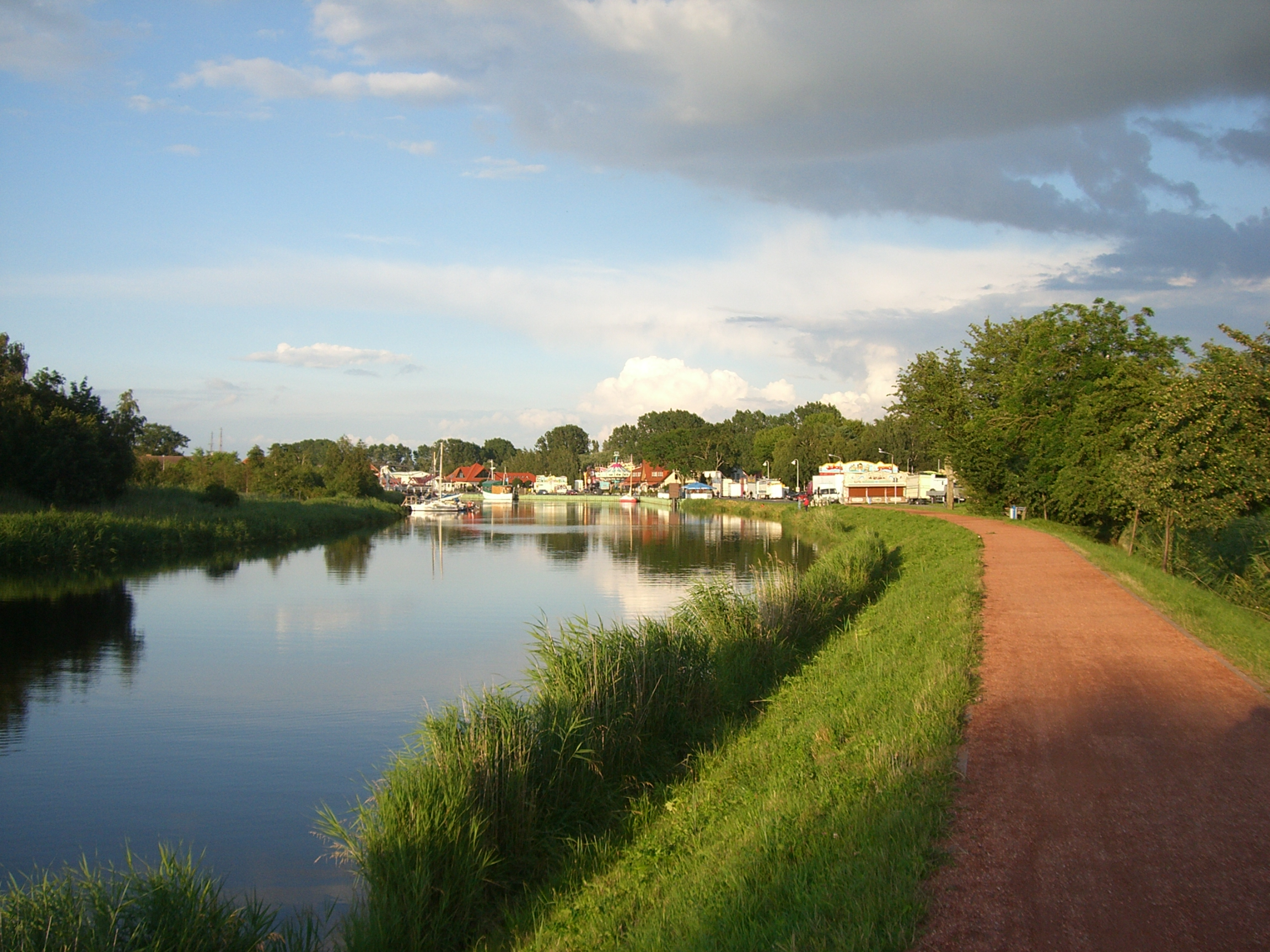
Der Treidelpfad zwischen Greifswald und Wieck ist beliebt bei Joggern, Wanderern und Radfahrern

In Greifswald und Umgebung gibt es einen Golfplatz, mehrere Tennisanlagen, verschiedene Fitness- und Wellnesscenter. Im Boxen ist unter anderem der Greifswalder IBF-Weltmeister im Mittelgewicht Sebastian Sylvester bekannt. Viele Sportvereine und der Hochschulsport der Universität bieten alle gängigen Sportarten an.
Greifswald beherbergt das Landesleistungszentrum des Verbandes für Behinderten- und Rehabilitationssport Mecklenburg-Vorpommern und ist damit bundesweit einer der Vorreiter im Behindertensport vor allem im Schwimmen, Tischtennis, Rollstuhltanz und Rollstuhlrugby. Greifswalder Paralympicsteilnehmer wie der Rollstuhlsportler Karl-Christian Bahls (Goldmedaille im Bogenschießen – Barcelona 1992) und die blinde Schwimmerin Natalie Ball (3 Silber, 1 Bronze – Athen 2004) sind Vorbilder für behinderte Aktive. Im Hanse-Schwimmclub Greifswald trainierten außerdem der Nationalschwimmer Sven Lodziewski und die Weltmeisterin im Rettungsschwimmen Alexandra Berlin.

### Veranstaltungen

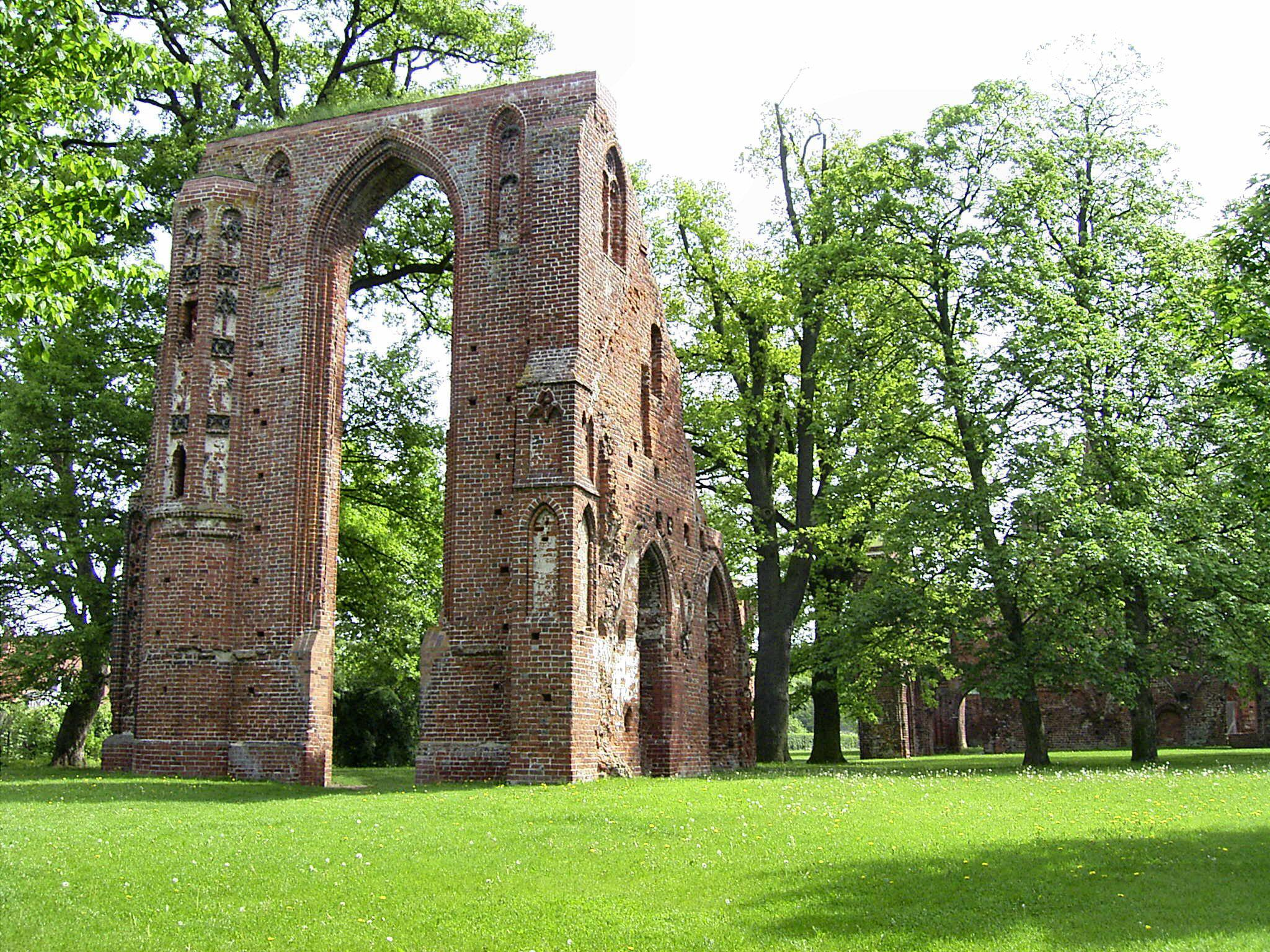
In der Klosterruine Eldena finden im Sommer Open-Air-Aufführungen statt.

Durch aktives universitäres und bürgerschaftliches Engagement haben sich in der Stadt Greifswald zahlreiche internationale Festivals und jährliche Veranstaltungen etabliert.
Jährlich finden in Greifswald Sommerfeste wie das Fischerfest Gaffelrigg mit dem finalen Feuerwerk „Ryck in Flammen“ und zweijährlich das Greifswald International Students Festival (GRISTUF) statt.
Das Kulturfestival Nordischer Klang ist das größte Festival für die Kultur der nordischen Länder außerhalb der nordischen Länder. Ein weiteres Kulturfestival ist der jährliche deutsch-polnische „polenmARkT“. Die Greifswalder Bachwoche ist ein Musikfestival mit zahlreichen musikalischen Aufführungen in und um Greifswald, das sich verschiedenen Aspekten des Lebens und Werkes Johann Sebastian Bachs widmet. Auch die Greifswalder Musiknacht und die Eldenaer Jazz Evenings haben eine weit überregionale Reichweite. Zudem ist Greifswald einer der musikalischen Spielorte der Festspiele Mecklenburg-Vorpommern.
Über das Jahr hinweg finden an der Universität Greifswald sowie im Alfried Krupp Wissenschaftskolleg zahlreiche wissenschaftliche und populärwissenschaftliche Veranstaltungen statt, die oft auch der Allgemeinheit offenstehen.
Seit 1998 verleiht Greifswald den Wolfgang-Koeppen-Preis zum Gedenken des Sohnes der Hansestadt.
Veranstaltungen sportlicher Art sind beispielsweise verschiedene Segel- und Ruderwettbewerbe (etwa während der Gaffelrigg), Wohltätigkeits- und Wettbewerbsläufe (etwa der Greifswalder Citylauf), das Boddenschwimmen, der Sparda-Bank-Cup und das Greifswalder Drachenbootfest.

## Wirtschaft und Infrastruktur
Greifswald ist die einwohnerstärkste Stadt in Vorpommern und zudem Universitätsstandort und Kreisstadt des bis an die polnische Grenze reichenden Landkreises Vorpommern-Greifswald sowie wichtiger Wirtschafts- und Verwaltungsstandort in Vorpommern.
Die Stadt hat im dünn besiedelten Landesteil Vorpommern einen weiträumigen Einzugsbereich, der auch die Insel Usedom umfasst. Gemeinsam mit Stralsund bildet Greifswald eines der vier Oberzentren Mecklenburg-Vorpommerns.

### Wirtschaft

#### Wirtschaftliche Entwicklung
Wie viele Städte in den neuen Bundesländern hatte Greifswald seit der Wiedervereinigung mit erhöhter Arbeitslosigkeit zu kämpfen, die sich jedoch in den letzten Jahren signifikant auf 6,9 % (November 2020; Oktober 2010: 11,1 %) reduziert hat. Im Dezember 2016 betrug die Unterbeschäftigung 12,6 %. Der Bevölkerungsrückgang durch die Abwanderung von Arbeitskräften konnte durch den Zuzug von Studenten in den letzten zehn Jahren ausgeglichen werden, die Bevölkerungszahl stieg sogar leicht an.
Laut einer Erhebung des Schweizer Unternehmens Prognos hat sich Greifswald im Zeitraum von 2004 bis 2007 unter allen deutschen Städten am positivsten entwickelt und sei damit 2007 die dynamischste Stadt Deutschlands gewesen. Berücksichtigt wurden Wachstum, Abbau der Arbeitslosigkeit, Innovationskraft und demografische Entwicklung. Damit läge die Hansestadt auf Platz 101 der Statistik und habe in drei Jahren 224 Plätze gutgemacht.

#### Universität, Gesundheit und Forschung

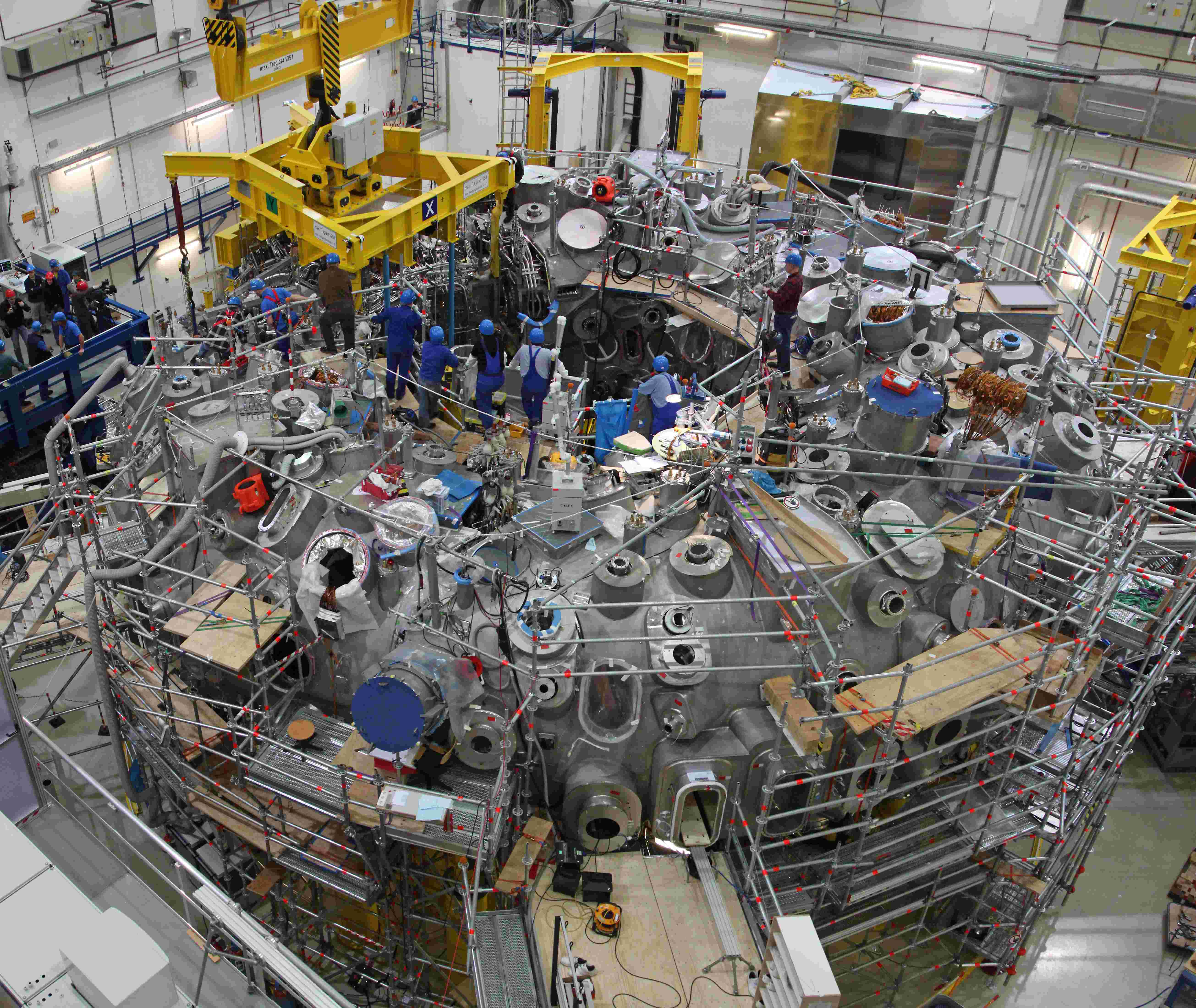
Fusionsexperiment Wendelstein 7-X am MPI für Plasmaphysik

Die Universität Greifswald mit etwa 12.000 Studenten und die dazugehörige Universitätsmedizin Greifswald sind die derzeit größten Arbeitgeber in der Stadt.
Im Umfeld der Universität haben sich zahlreiche kleinere Firmen gegründet, die im Biotechnikum oder im Technologiezentrum ihren Sitz haben. Weiterhin gibt es die verschiedenen, teils unabhängigen Forschungseinrichtungen wie das Friedrich-Loeffler-Institut, das Max-Planck-Institut für Plasmaphysik und das Leibniz-Institut für Plasmaforschung und Technologie.
Seit 1990 gibt es die aus der früheren Militärmedizinischen Sektion hervorgegangene Medigreif Unternehmensgruppe mit der Parkklinik.
Riemser Pharma, ein internationales Pharmaunternehmen, befindet sich im Ortsteil Riems.
Die Cheplapharm Arzneimittel GmbH vertreibt weltweit neben Pharmazeutika auch Medizinprodukte, Nahrungsergänzungsmittel, und Kosmetika.

#### Maritime Wirtschaft und Industrie
Die Werft Hanse Yachts ist der weltweit zweitgrößte Serienhersteller von Segelyachten. Durch die Lage am Greifswalder Bodden ist die Stadt ein beliebter Segelhafen und beheimatet neben der Museumswerft auch verschiedene Yachtausrüster und Segelmacher.
Aus dem Greifswalder Standort des früheren Siemens Communications (vormals Nachrichtenelektronik Greifswald) entstand im Rahmen einer Ausgliederung 2002 mit der ml&s manufacturing, logistics and services ein mittelständischer Hersteller von Elektronik-Komponenten. Die verbliebenen Bereiche der Festnetzsparte der Siemens AG wurden 2007 in das Gemeinschaftsunternehmen Nokia Siemens Networks überführt und 2012 vom Netzwerkausrüster Adtran übernommen; in Greifswald Entwicklung von Netzzugangstechnologien.
Im zwanzig Kilometer östlich von Greifswald gelegenen Lubmin landet die Ostseepipeline Nord Stream an, die bis zur Einstellung der Lieferung seitens des russischen Staatskonzerns Gazprom Ende August 2022 und Zerstörung der Pipeline durch einen Anschlag am 26. September 2022 russisches Erdgas nach Mittel- und Westeuropa transportierte. Am dortigen Hafen hat sich die EWN GmbH etabliert, die aus dem stillgelegten und im Rückbau befindlichen Kernkraftwerk Greifswald hervorging und sich auf den Rückbau von Kernkraftwerken spezialisiert hat. Der ehemalige VEB Kernkraftwerk „Bruno Leuschner“ Greifswald war zu DDR-Zeiten Stammbetrieb des Kombinats Kernkraftwerke.

#### Tourismus

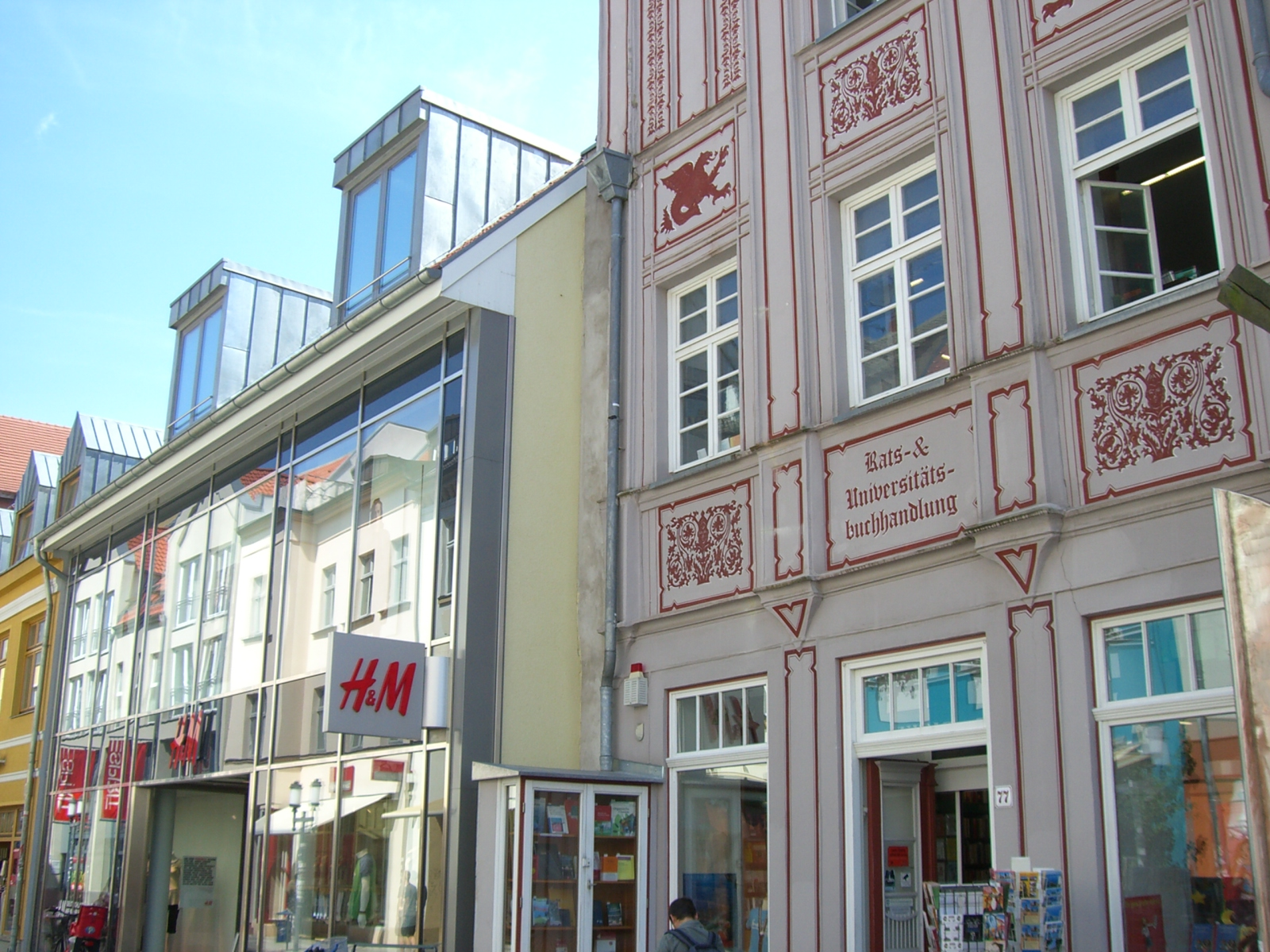
Lange Straße (Haupteinkaufsstraße)

Greifswald liegt in der Nähe der Inseln Usedom und Rügen. Drei deutsche Nationalparks liegen in der näheren Umgebung. Die Einkaufs- und Erholungsmöglichkeiten, das Kultur- und Kneipenleben der Universitätsstadt und verschiedene Kultureinrichtungen wie der Museumshafen, das Caspar-David-Friedrich-Zentrum, das Theater Vorpommern, das Cinestar-Kino und das Pommersche Landesmuseum locken zahlreiche Tagesgäste nach Greifswald.
Mit dem im Dezember 2008 eröffneten Caspar-David-Friedrich-Bildweg bietet die Stadt einen 1½ Kilometer langen innerstädtischen Rundweg mit 15 Stationen an. Ein längerer Weg von 18 Kilometern Länge führt darüber hinaus bis vor die Stadt, von wo aus der Künstler seine Stadt des Öfteren gemalt hat.
Die Stadt ist ein Tagungsort für den Tourismus. Konferenzen finden in der Universität und seinen Instituten, im Alfried-Krupp-Wissenschaftskolleg und im Veranstaltungs- und Kongresszentrum der Stadthalle statt.

### Medien

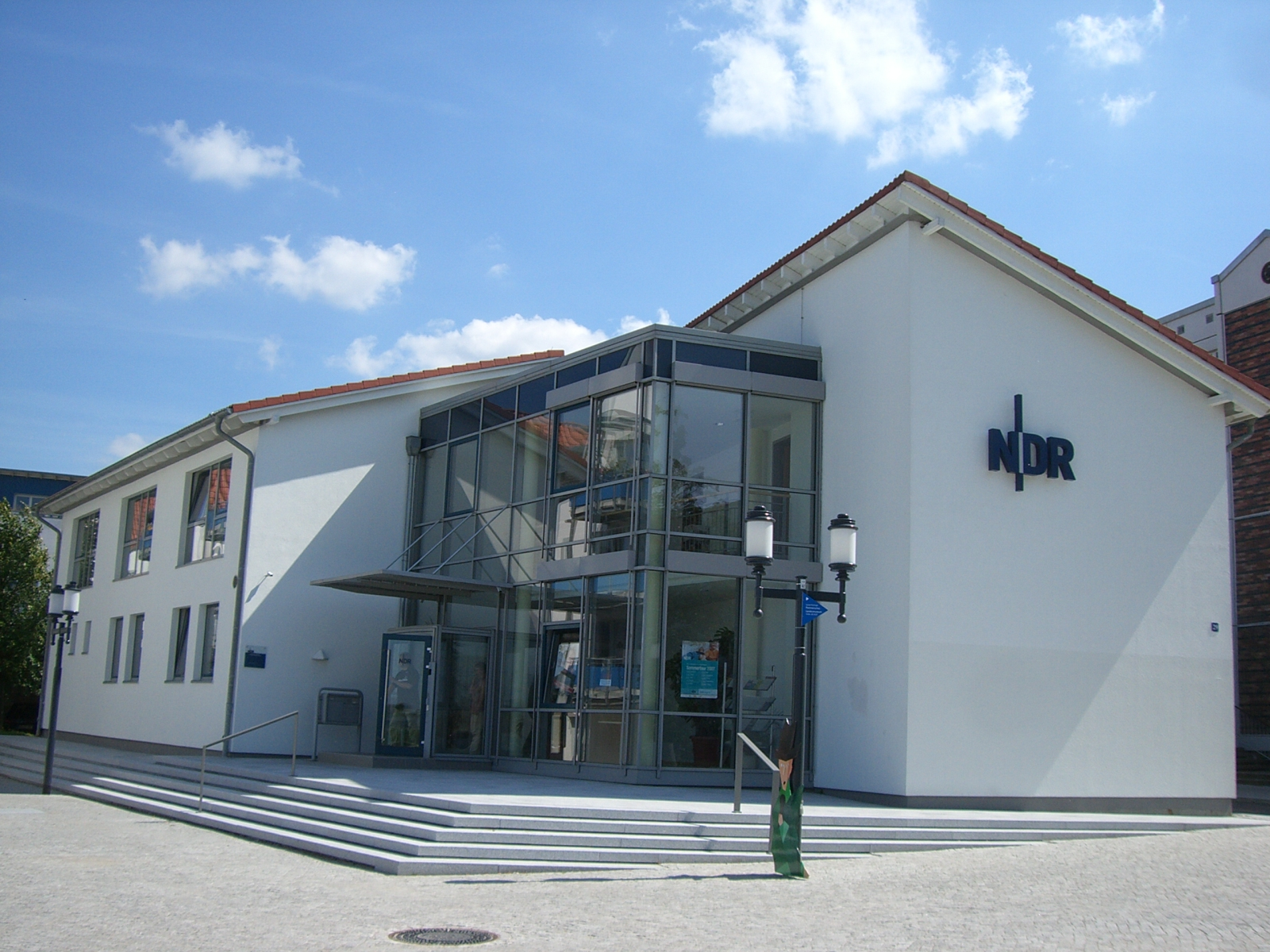
Regionalstudio des NDR

Als Tageszeitung ist die Ostsee-Zeitung mit einer Lokalredaktion in Greifswald ansässig, montags bis samstags erscheint eine lokale Ausgabe.
Die amtlichen Bekanntmachungen der Stadt Greifswald werden im Greifswalder Stadtblatt bekanntgegeben.
Das kartografische und sozialwissenschaftliche Magazin Katapult wird in Greifswald produziert und herausgegeben.
Der Norddeutsche Rundfunk betreibt in Greifswald eins von vier Regionalstudios im Land MV mit u. a. Informationen aus Vorpommern.
Der freie Hörfunksender radio 98eins bietet Lokalprogramm für Greifswald und die Umgebung, täglich wird von 19:00 bis 23:00 Uhr auf der Frequenz 98,1 MHz gesendet.
Greifswald TV ist ein Lokalsender, der aktuelle und regionale Nachrichten aus der Umgebung ausstrahlt.

### Öffentliche Einrichtungen

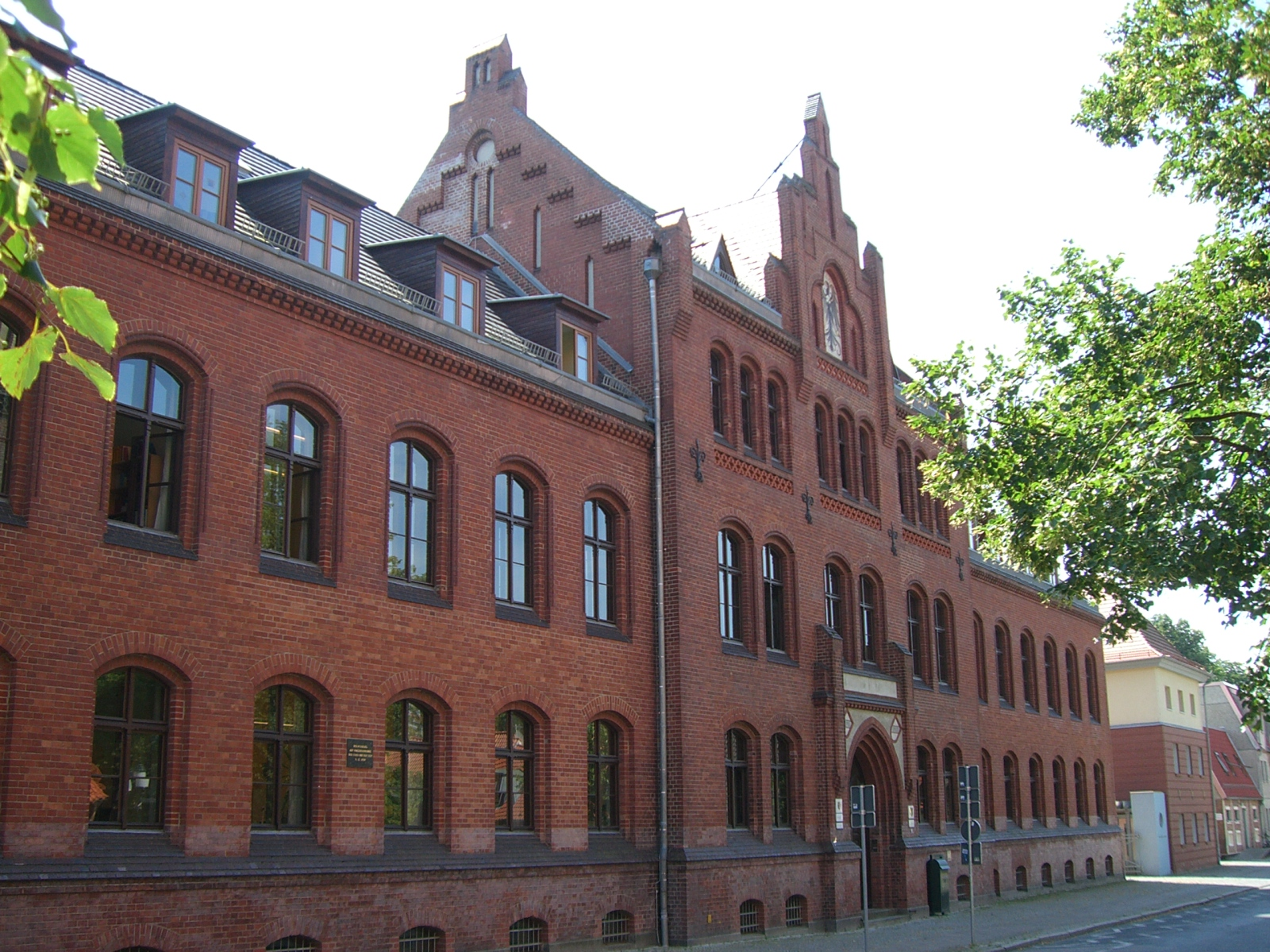
Greifswald ist u. a. Sitz des Landesverfassungsgerichts Mecklenburg-Vorpommern

- Als Kreisstadt des Landkreises Vorpommern-Greifswald ein wichtiges Verwaltungszentrum
- Sitz der Sparkasse Vorpommern
- Stadtwerke Greifswald
- Landesverfassungs-, Oberverwaltungs-, Finanzgerichts Mecklenburg-Vorpommern, Verwaltungsgericht und Amtsgericht. Historisch bestand das Landgericht Greifswald.
- Berufsfeuerwehr, eine der ältesten Berufsfeuerwehren Deutschlands

### Bildung und Forschung

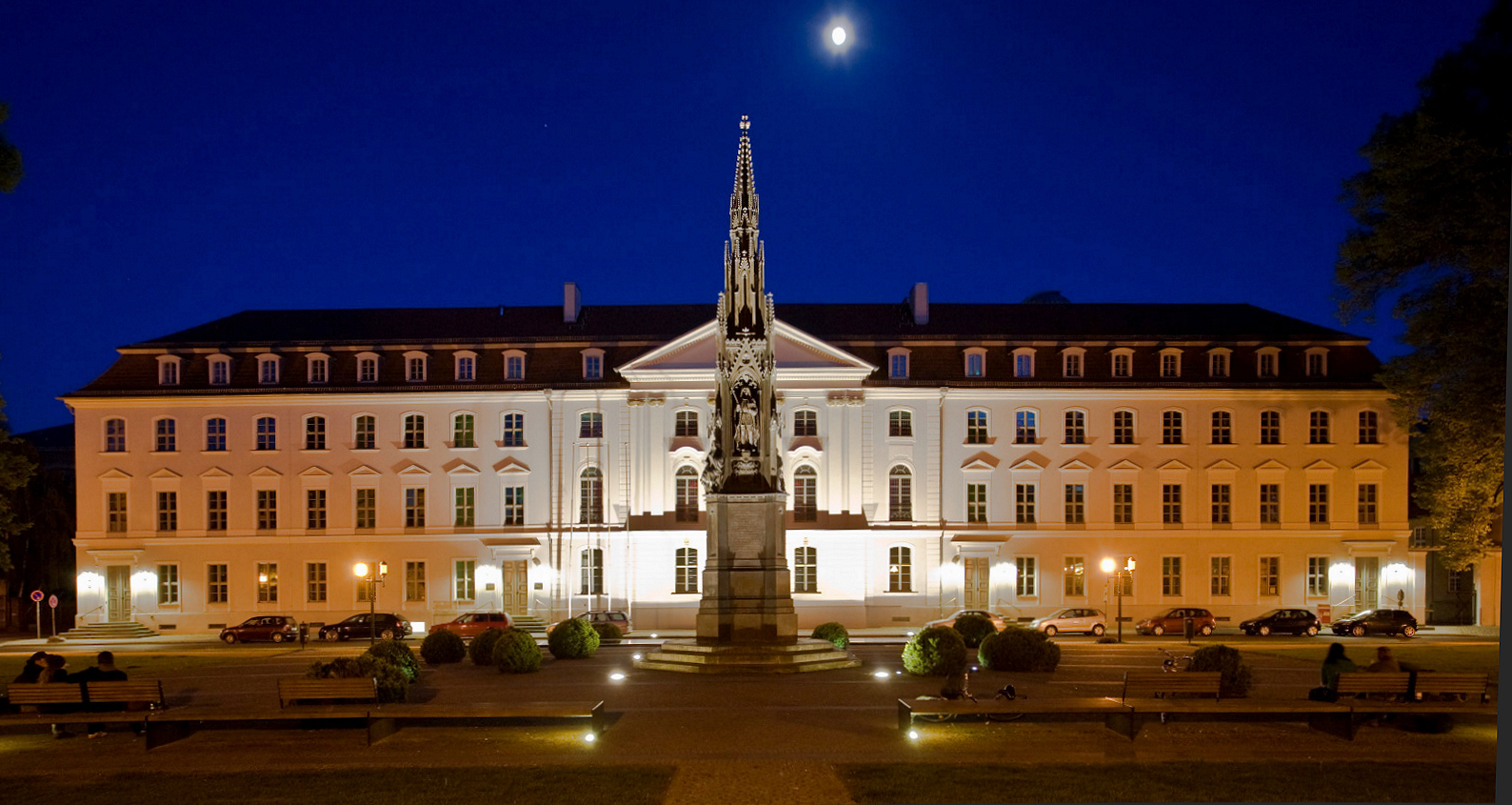
Universität Greifswald

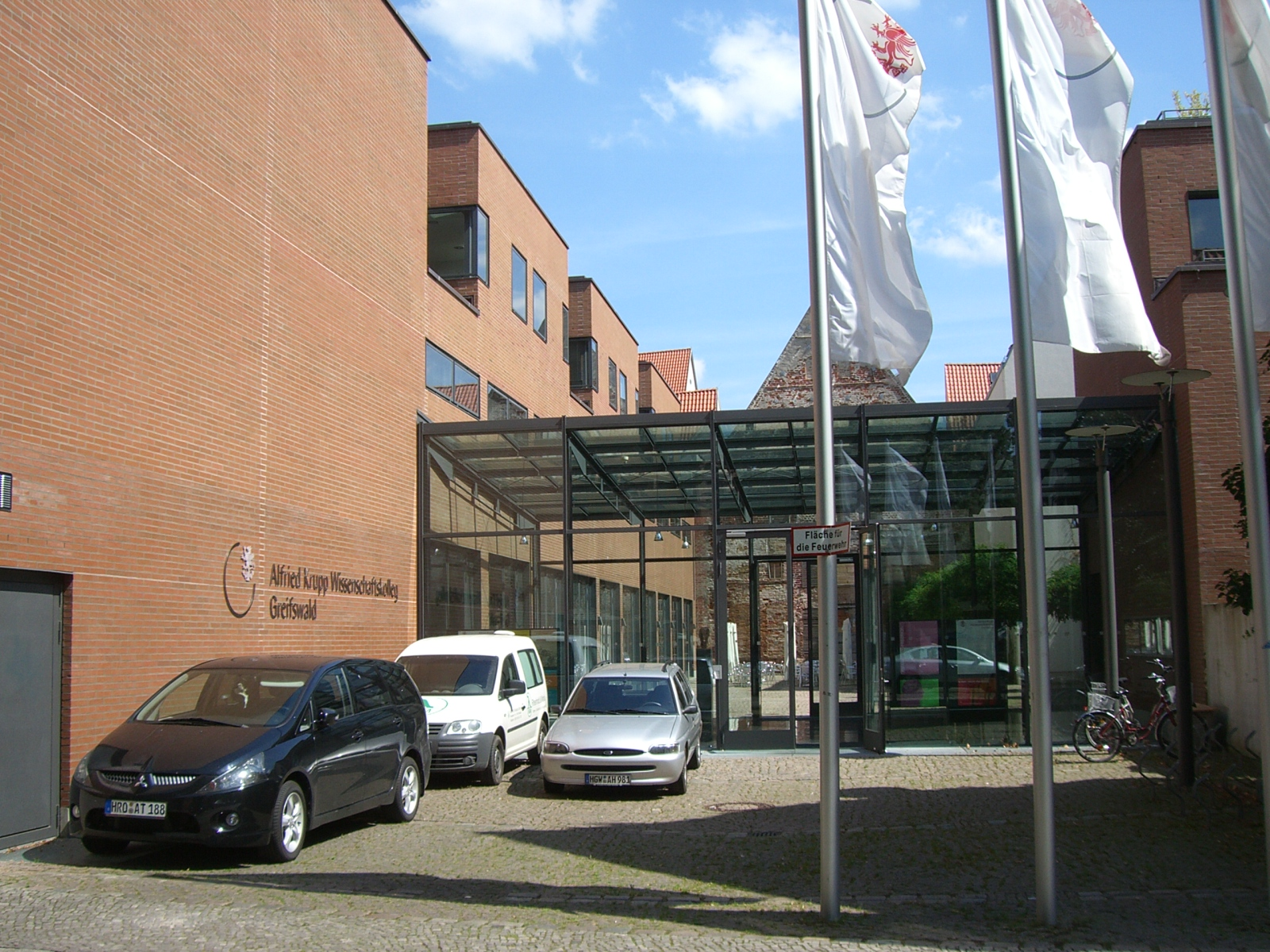
Alfried-Krupp-Wissenschaftskolleg Greifswald

#### Universität Greifswald und außeruniversitäre Einrichtungen
- Die Universität Greifswald wurde 1456 gegründet und ist damit eine der ältesten Universitäten der Welt. Zu ihr gehören unter anderem
  - das Universitätsklinikum Greifswald
  - die Universitätsbibliothek Greifswald, gruppiert:
- Alfried-Krupp-Wissenschaftskolleg Greifswald
- Friedrich-Loeffler-Institut (Bundesforschungsinstitut für Tiergesundheit), Insel Riems (zu Greifswald gehörig)
- Max-Planck-Institut für Plasmaphysik mit dem Kernfusions-Forschungsreaktor Wendelstein 7-X
- Leibniz-Institut für Plasmaforschung und Technologie
- Center of Drug Absorption and Transport (C_DAT)
- Technologiezentrum Vorpommern
- Biotechnikum Greifswald
- Institut für Diabetes „Gerhardt Katsch“ e. V. (ehemals Zentralinstitut für Diabetes „Gerhardt Katsch“), Karlsburg (bei Greifswald)
- Sternwarte Greifswald
- Deutsches Zentrum für Neurodegenerative Erkrankungen (DZNE); der gemeinsame Standort setzt sich aus Rostock und Greifswald zusammen.

In der Universität sowie den mit ihr kooperierenden Einrichtungen finden regelmäßig öffentliche Veranstaltungen statt, wie z. B. Vortragsreihen und Vorlesungen. Die Stadt Greifswald ist außerdem „Korporativ Förderndes Mitglied“ der Max-Planck-Gesellschaft.

#### Schulen
- Öffentliche Gymnasien und IGS

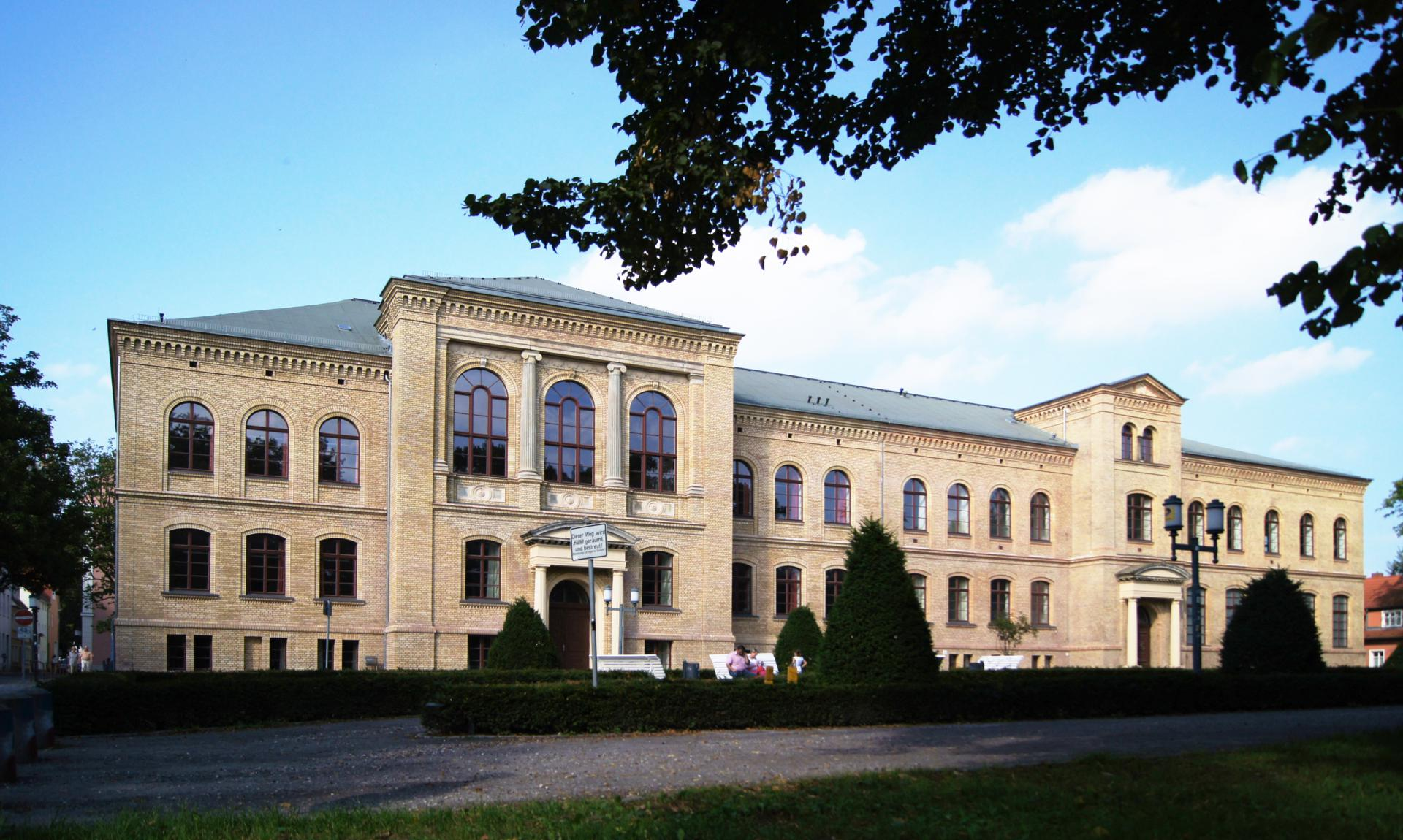
Friedrich-Ludwig-Jahn-Gymnasium

  - Friedrich-Ludwig-Jahn-Gymnasium, gegründet 1561 als schola senatoria und eine der ältesten deutschen Schulen.
  - Alexander-von-Humboldt-Gymnasium, gegründet 1991, Hochbegabtenschule, MINT-Schwerpunkt
  - Abendgymnasium Wolfgang Koeppen
  - Fachgymnasium an der Beruflichen Schule, BBS Siemensallee[84]
  - Integrierte Gesamtschule Erwin Fischer, Schwerpunktschule für Inklusion, Klassen 5 bis 10[85]
- Schulen in freier Trägerschaft, die u. a. gymnasiale Abschlüsse anbieten:
  - Ostseegymnasium Greifswald, in Trägerschaft der Berufsfachschule Greifswald GmbH[86]
  - Waldorfschule Greifswald[87]
  - Montessori-Schule Greifswald[88]
  - Evangelisches Schulzentrum Martinschule (Gewinner des Deutschen Schulpreises 2018)[89]
- Weitere kommunale Schulen:[90]
  - fünf Grundschulen: Erich Weinert, Greif, Karl Krull, Käthe Kollwitz, Martin Andersen Nexö
  - zwei Regionalschulen: Caspar David Friedrich, Usedomer Str.; Ernst Moritz Arndt, Arndtstr.
  - Förderschule Johann Heinrich Pestalozzi[91]
  - Regionale Berufsschule[92]

Der Landkreis Vorpommern-Greifswald und Greifswald betreiben eine Volkshochschule, eine Musikschule sowie Kunstwerkstätten.

### Verkehr

#### Fahrradverkehr
Wird die Nutzung des Fahrrads für Alltagswege als Beurteilungsmaßstab zugrunde gelegt, so ist Greifswald noch vor Münster die Fahrradhauptstadt Deutschlands, da 44 Prozent der Bevölkerung das Fahrrad für ihre Alltagswege benutzen. Darüber hinaus ist Greifswald an einige Fernradwege angeschlossen, z. B. an den Ostseeküstenradweg und den Iron Curtain Trail, der als längster europäischer Fernradweg entlang des ehemaligen Eisernen Vorhangs von Norwegen bis zum Schwarzen Meer verläuft.

#### Straßenverkehr
Südwestlich von Greifswald verläuft die A 20 mit der Anschlussstelle Greifswald, durch die Greifswald ebenfalls per Kraftfahrzeug an Hamburg und Berlin angeschlossen ist. Durch die Stadt führen die Bundesstraßen 105 und 109. Von Greifswald aus kommt man mit dem PKW in etwa 30 Minuten zur Insel Usedom oder zur Insel Rügen. Greifswald ist auch durch Fernbuslinien zu erreichen. Diese halten am Greifswalder ZOB.

#### ÖPNV
Die Stadtwerke Greifswald betreiben drei Buslinien, die die Wohngebiete mit der Innenstadt verbinden.

#### Schienenverkehr
In der Stadt gibt es den Bahnhof Greifswald und den Haltepunkt Greifswald Süd, die beide an der Strecke Stralsund–Berlin liegen. Es gibt Zugverbindungen in die Ballungsräume Hamburg (über Stralsund, Rostock und Schwerin) und Berlin. Seit Dezember 2008 gibt es unter der Woche eine tägliche IC-Verbindung über Hamburg und das Ruhrgebiet nach Stuttgart. Eine direkte ICE-Verbindung nach München besteht seit dem 27. März 2011, die bayerische Landeshauptstadt kann seitdem in 8½ Stunden ohne Umstieg erreicht werden.
Die Usedomer Bäderbahn (UBB) verbindet Greifswald mit den Seebädern auf der Insel Usedom. Seit dem 20. September 2008 fährt die Usedomer Bäderbahn grenzüberschreitend bis in die auf der Insel Usedom gelegene polnische Stadt Swinemünde (Świnoujście). Die Insel Rügen ist ebenfalls per Zug von Greifswald (über Stralsund und die Bahnstrecke Stralsund–Sassnitz) erreichbar. Bis 1999 wurde zudem Personenverkehr auf der Bahnstrecke Schönewalde–Lubmin durchgeführt, der bis zur Wende vor allem von Angestellten des Kernkraftwerks genutzt wurde. Diese Bahnstrecke wird weiterhin für den Güterverkehr genutzt. Ferner ist, nach deren Sperrung ab 2002, seit Januar 2014 wieder die Bahnstrecke Greifswald–Ladebow zum städtischen Seehafen Greifswald-Ladebow in Betrieb.
Ab 1897 besaß der Ort auch einen Eisenbahnanschluss der Greifswald–Jarmener Kleinbahn (GJK) und seit 1898 der Kleinbahn-Gesellschaft Greifswald-Wolgast. Die Strecke wurde 1945 stillgelegt und die Gleisanlagen wurden als Reparationsleistungen demontiert.
Bis 1945 (Reparationsleistung an die UdSSR; Reststrecke Tessin–Sanitz–Rostock) gab es eine (private) normalspurige Eisenbahnverbindung Greifswald–Grimmen–Tribsees–Bad Sülze–Tessin–Sanitz–Rostock (Greifswald-Grimmener Eisenbahn 1896–1945).

#### Schiffsverkehr

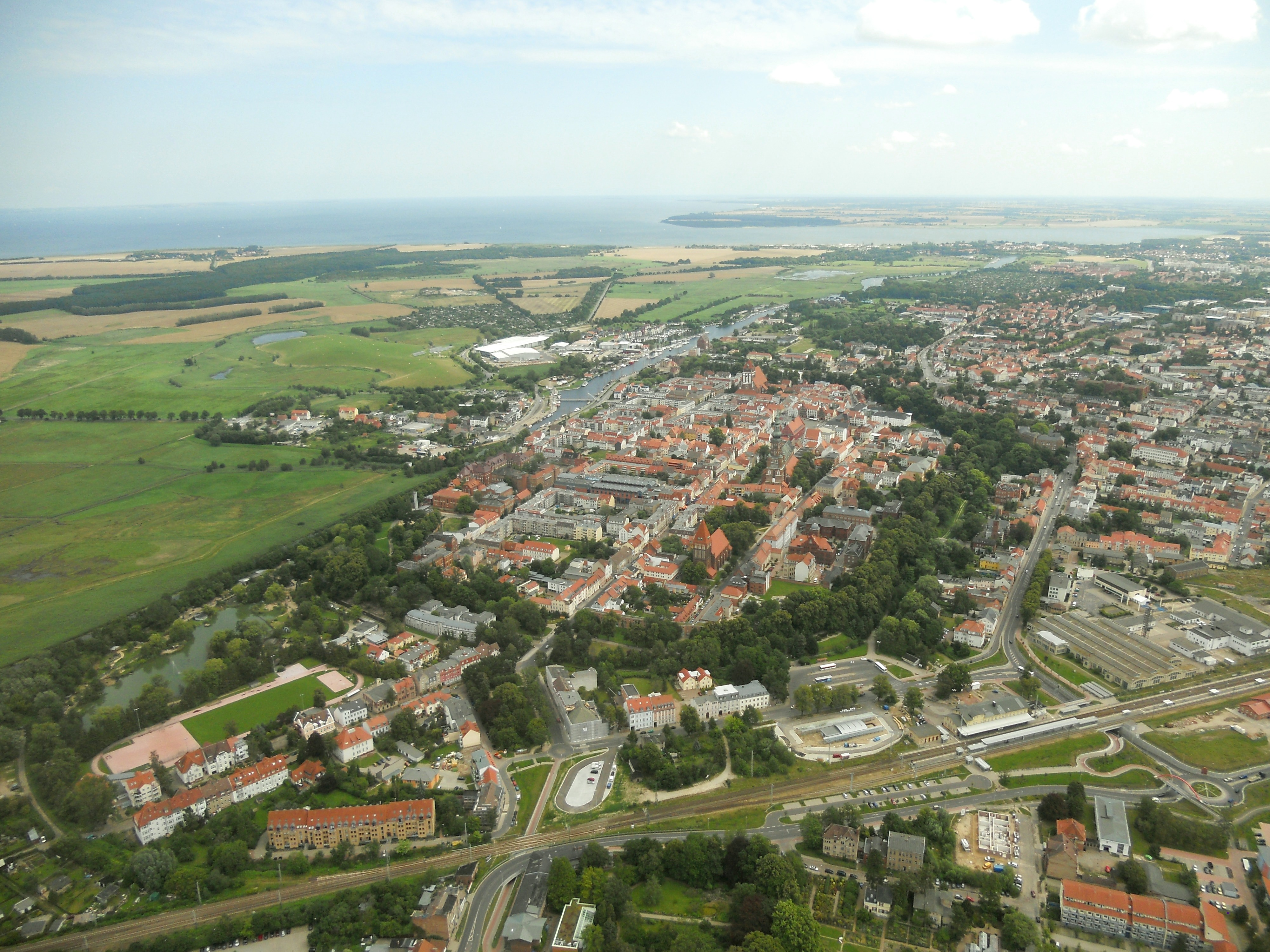
Die weitgehend sanierte Altstadt von Greifswald am Ryck, im Hintergrund der Greifswalder Bodden. Die Stadtbefestigung zeichnet sich ab. Luftbild von Juli 2012

Greifswald liegt an der schiffbaren Mündung des Flusses Ryck in die Ostsee und besitzt einen Seehafen. Das zwischen den größten deutschen Inseln Rügen und Usedom gelegene Segelrevier im und um den Greifswalder Bodden ist ein beliebtes Segelrevier, wodurch auch der Segelstandort Greifswald gestärkt wird. Neben dem Seehafen gibt es auch verschiedene Yachthäfen und Bootsanlegeplätze entlang des Rycks. In dem in der Innenstadt gelegenen Museumshafen Greifswald liegen etwa 40 Traditionsschiffe, neben einer Reihe von Segel- und Arbeitsschiffen auch ein heute als Restaurant genutzter ehemaliger Eisbrecher. Im Jahr 2013 wurden im Seehafen Greifswald 222.000 Tonnen Güter umgeschlagen.

### Wasserversorgung
Der Trinkwasserbedarf Greifswalds wird durch die Brunnenanlagen der Wasserwerke Groß Schönwalde und Hohenmühl bei Hinrichshagen (und früher zudem aus Levenhagen) gedeckt; für die ebenfalls zu Greifswald gehörende Insel Riems kommt das Trinkwasser aus Tremt. Die Versorgung Greifswalds erfolgt durch die Wasserwerke Greifswald GmbH, einem Tochterunternehmen der Stadtwerke Greifswald GmbH. Sie fördert pro Jahr rund 3,4 Millionen m³ Trinkwasser.
Noch Anfang des 18. Jahrhunderts wurde der Wasserbedarf hauptsächlich durch Wasser aus oberirdischen Gewässern gedeckt: In einem Plan von 1704 über die Wasserversorgung sind 51 öffentliche Brunnen eingezeichnet, die ihr Wasser zumeist mit Pumpen ungefiltert aus dem Ryck und aus dem Stadtgraben bezogen. Nur sechs Brunnen speisten sich allein aus Grundwasser. Letztere hatten jedoch den Nachteil, dass bei hohem Wasserstand des Ryck auch ihr Wasser brackig schmeckte. Von der Möglichkeit, sich mit gutem Wasser aus einer vier Kilometer südöstlich Greifswalds gelegenen Quelle in Koitenhagen zu versorgen, konnten nur Begüterte Gebrauch machen.
Das erste städtische Wasserwerk zur Versorgung Greifswalds entstand 1887/1888 in Diedrichshagen. 1906 wurde eine weitere Wasserfassung im Koitenhäger Gelände fertiggestellt. Um 1914 entstand dann das Wasserwerk Groß Schönwalde, dessen Gebäude heute unter Denkmalschutz steht. Anfangs nur zur Versorgung der Kasernen entstand in den 1930er Jahren das Wasserwerk Hohenmühl. Das Wasserwerk in Levenhagen schließlich wurde in den 1970er Jahren gebaut.

## Persönlichkeiten

### Persönlichkeiten, die am Ort gewirkt haben

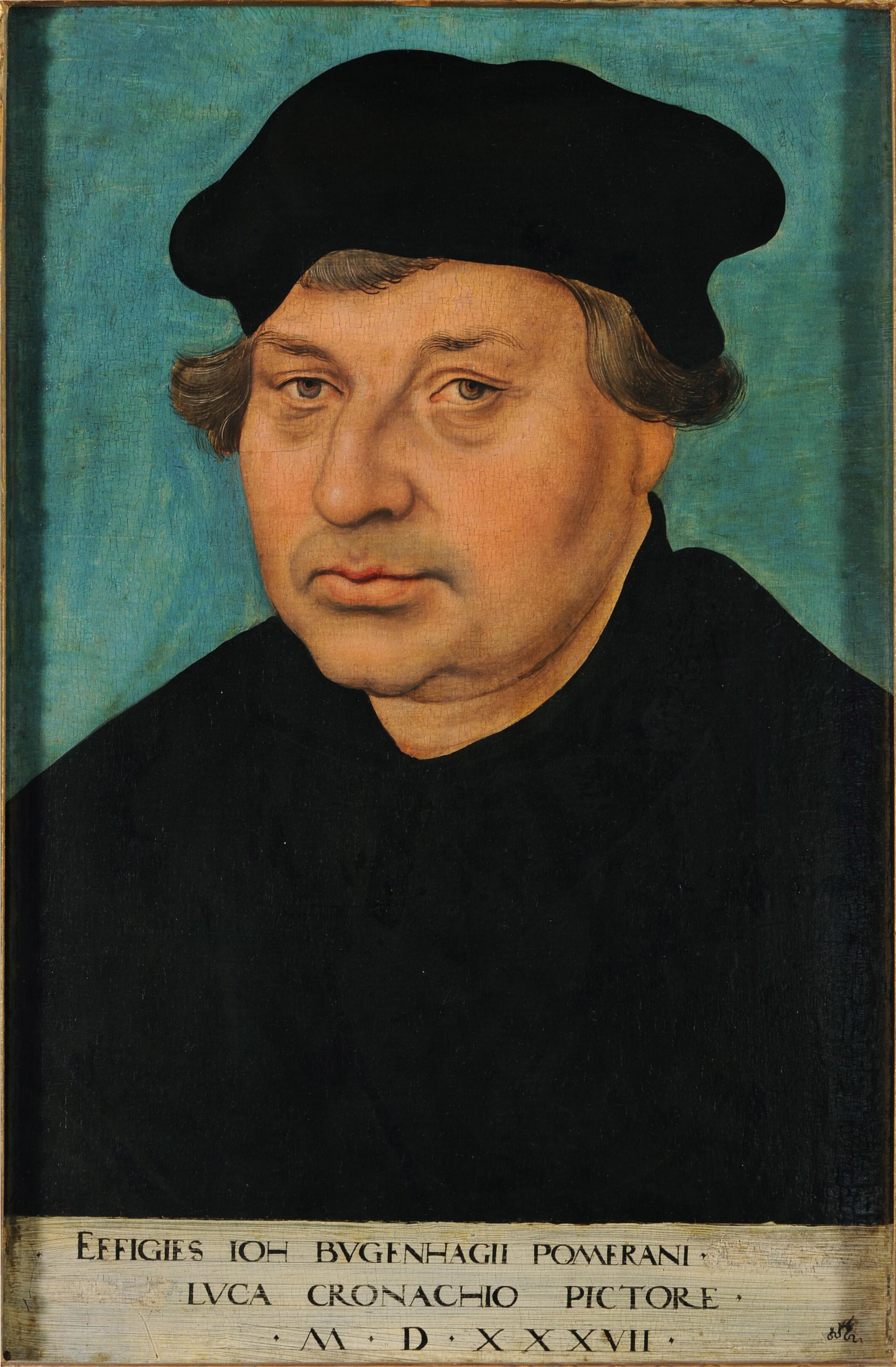
Johannes Bugenhagen

- Johannes Bugenhagen (1485–1558), Reformator
- Heinrich Brandanus Gebhardi (1657–1729), Orientalist, Theologe und Generalsuperintendent
- Andreas Mayer (1716–1782), Mathematiker und Baumeister
- Thomas Thorild (1759–1808), schwedischer Dichter

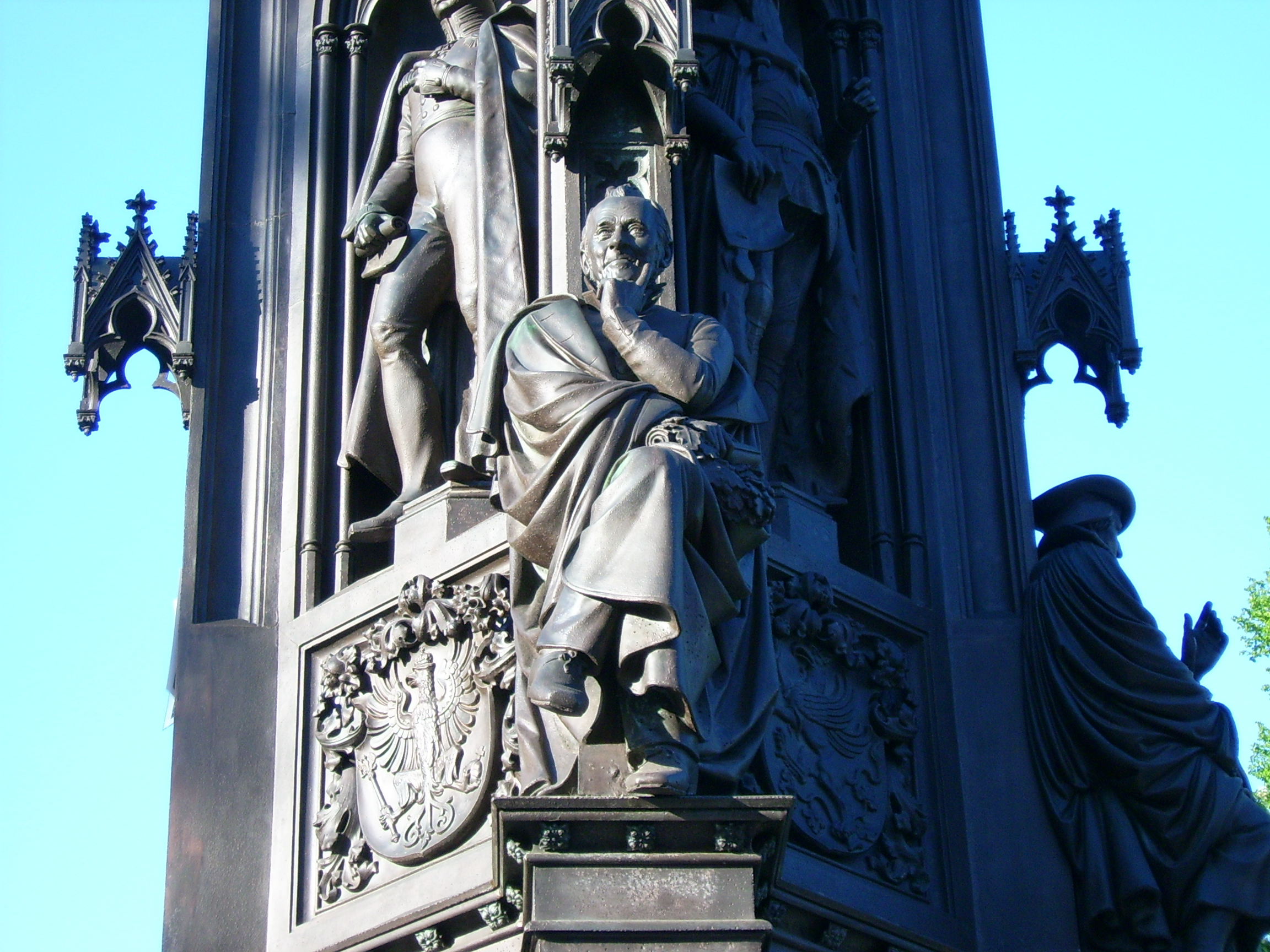
Ernst Moritz Arndt

- Ernst Moritz Arndt (1769–1860), Dichter, Historiker
- Friedrich Wilhelm Barthold (1799–1858), Historiker (ab 1831 in Greifswald)
- Alwine Wuthenow (1820–1908), niederdeutsche Lyrikerin
- Heinrich August Hahn (1821–1861), evangelischer Theologe und Hochschullehrer an den Universitäten Königsberg und Greifswald
- Emil Odebrecht (1835–1912), Ingenieur und Kartograf in Brasilien
- Samuel Oettli (1846–1911), Schweizer evangelischer Geistlicher und Hochschullehrer
- Johannes Rehmke (1848–1930), Philosoph
- Adolf Schlatter (1852–1938), Schweizer evangelischer Theologe und Professor für Neues Testament und Systematische Theologie
- Hugo Schulz (Mediziner) (1853–1932), Pharmakologe an der Universität Greifswald, Mitentwickler der Arndt-Schulz-Regel, Schwiegervater von Ferdinand Sauerbruch
- Gustaf Dalman (1855–1941), evangelischer Theologe, Orientalist, Palästinaforscher, Konsul in Jerusalem, Hochschullehrer, Publizist
- Wilhelm Altmann (1862–1951), Historiker, Musikkritiker und -schriftsteller
- Hermann Löns (1866–1914), Dichter, studierte in Greifswald
- Felix Hausdorff (1868–1942), deutscher Mathematikprofessor
- Gertrud Berger (1870–1949), Landschaftsmalerin
- Auguste Bollnow (1874–1942), kommunistische Widerstandskämpferin
- Johannes Stark (1874–1957), Physiker, Nobelpreisträger
- Ferdinand Sauerbruch (1875–1951), Chirurg, von 1905 bis 1908 in Greifswald tätig, wo er auch heiratete
- Gustav Bastel (1878–1956), Architekt und Stadtbaumeister
- Heinrich Zimmer (1890–1943), Indologe
- Hans Bischoff (1894–1943), Kinderarzt und Hochschullehrer
- Karl Hans Walther (1895–1965), Generalarzt, Generalmajor der KVP, erster Kommandeur der Militärmedizinischen Sektion an der Universität Greifswald
- Rudolf Petershagen (1901–1969), Offizier der Wehrmacht

- Hans Prütz (1902–1972), Bildhauer

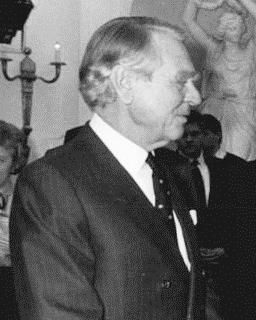
Berthold Beitz

- Berthold Beitz (1913–2013), Manager, ging in Greifswald zur Schule
- Rudolf Biederstedt (1920–1996), Leiter des Stadtarchivs
- Helmut Maletzke (1920–2017), Maler, Grafiker und Schriftsteller
- Helmut Reinl (1922–1992), Maler und Hochschullehrer
- Johanna Neef (1922–2001), Malerin
- Ursula Meyer (1923–1969), Kunsthistorikerin und Malerin, Leiterin des Stadtmuseums
- Kurt Ruchholz (1925–2008), Geologe und Hochschulprofessor
- Mechthild Hempel (1925–2012), Malerin und Grafikerin
- Ilse Reinl (1927–2019), Keramikerin
- Jo Jastram (1928–2011), Bildhauer
- Helmut Sieger (1931–2021), Marineoffizier und Pädagoge, Leiter der GST-Marineschule
- Christa Baufeld (* 1933), Germanistin und Hochschullehrerin
- Rudolf Bahro (1935–1997), Philosoph, DDR-Bürgerrechtler
- Manfred Stolpe (1936–2019), Politiker, ging in Greifswald zur Schule
- Günter Korell (1937–2023), Geschichts- und Sportlehrer und Handballspieler (HSG Universität Greifswald)
- Hans Peter Günther (1941–2015), Landessing- und Landesposaunenwart
- Hans-Ulrich Lüdemann (1943–2019), Schriftsteller
- Erwin Sellering (* 1949), Politiker, war Richter am Verwaltungsgericht Greifswald
- Norbert Braun (* 1950) und Dagmar Braun (* 1956), Unternehmer und Träger des Bundesverdienstkreuzes am Bande
- Wolfgang Joecks (1953–2016), Rechtswissenschaftler und Verfassungsrichter
- Wilfried Bergholz (* 1953), Journalist, Kinderpsychologe, Schriftsteller

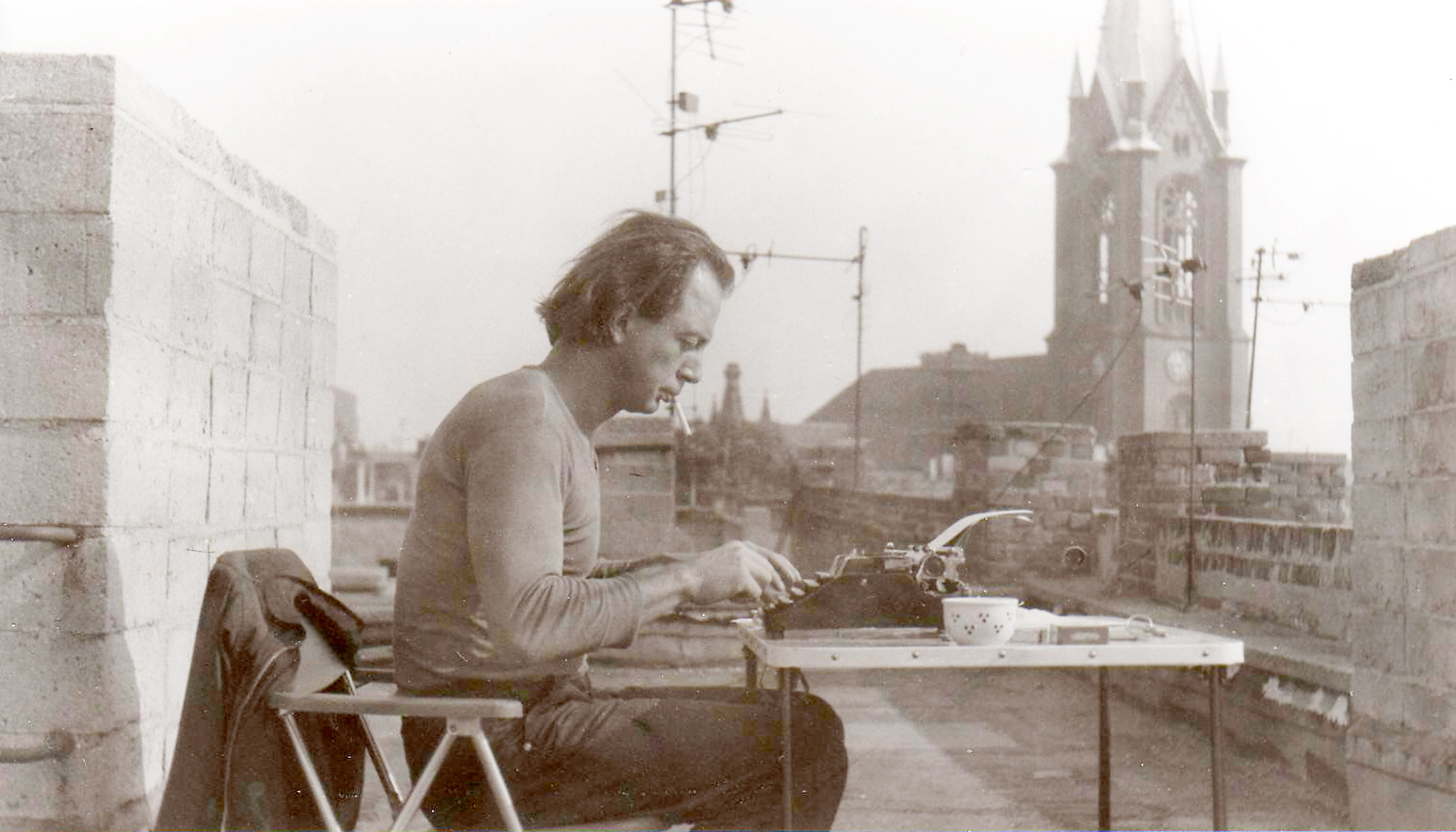
Wilfried Bergholz

- Thomas Putensen (* 1959), Musiker und Schauspieler
- Robert Conrad (1962–2023), Fotograf
- Marcus Kaiser (* 1966), Fotograf und Medienkünstler, lehrte von 2002 bis 2008 am Caspar-David-Friedrich-Institut
- Hiroyuki Masuyama (* 1968), japanischer Fotograf
- Daniel Seiffert (* 1983), Politiker (Die Linke)
- Anna Albinus (* 1986), deutsche Schriftstellerin
- Lindy Ave (* 1998), Leichtathletin

## Greifswald als Namensgeber
Das 1980 im Ryck entdeckte magnetotaktische Bakterium Magnetospirillum gryphiswaldense wurde nach dem Fundort Greifswald benannt. Der 1992 entdeckte Asteroid (10114) Greifswald wurde nach der Stadt benannt. Eine ICE-Einheit der Deutschen Bahn wurde 2006 mit dem Namen „Hansestadt Greifswald“ getauft (siehe Liste nach Gemeinden und Regionen benannter IC/ICE-Fahrzeuge).
Nach der Universitäts- und Hansestadt Greifswald als Hafenstadt am Greifswalder Bodden wurden in der Vergangenheit und Gegenwart mehrere Schiffe sowohl der zivilen Schifffahrt als auch der Reichsmarine und der Volksmarine benannt: Die Huker-Galeasse Greiff von Greiffswald (1782), das Fregatt-Schiff (Vollschiff) Greifswald (1783–nach 1791), die Schalup-Galeasse Greifswald (1816–1824), der Rahschoner Mercur von Greifswald (1861), der Raddampfer Greifswald (1864– um 1924), die Brigg Mentor von Greifswald (um 1868), die Bark Greifswald (1857–1877), der Kleine Frachtdampfer Greifswald (121 BRT, 1889–1953), der Große Frachtdampfer Greifswald (1712 BRT, 1902–1939), der Dampfbagger Greifswald (1902–1969), der Dampfschlepper Greifswald (1940–1945), das Hospitalschiff Greifswald (1923–1944), das Motorgüterschiff Greifswald, später Geheimrat Löffler (1927–1982), der Motorschlepper Greifswald (1955–1967), der Fischkutter Greifswald (1949–1974), das Küstenmotorschiff, Kümo 500 Greifswald (1955–1973), der Eimerketten-Schwimmbagger Greifswald (1975–1992), das Binnen-Motorgüterschiff (Mogü) Greifswald (seit 1987), das Eisenbahnfährschiff Greifswald (1988–nach 1997), das Minenleg- und Räumschiff (MLR) Greifswald (1955–1968), das Minensuch- und Räumschiff (MSR) Greifswald (1969–1990), das Frachtmotorschiff Greifswald (seit 1993).